# Ulysses S. Grant
Ulysses Simpson Grant, nato Hiram Ulysses Grant, (Point Pleasant, 27 aprile 1822 – Wilton, 23 luglio 1885), è stato un generale e politico statunitense.
Fu generale dell'Unione nel corso della guerra di secessione americana, comandante generale dell'esercito statunitense alla sua conclusione; lavorò a stretto contatto con la presidenza di Abraham Lincoln. Dopo l'assassinio di Lincoln, avvenuto il 14-15 aprile 1865, l'incarico di realizzare l'era della ricostruzione lo mise spesso in contrasto con la presidenza di Andrew Johnson, che era succeduto a Lincoln.
Fu scelto dal Partito Repubblicano come candidato alle elezioni presidenziali del 1868, le vinse e divenne il 18º Presidente degli Stati Uniti d'America restando in carica dal 1869 al 1877, essendo stato rieletto nel 1872. Guidò il Partito Repubblicano nel tentativo di eliminare i residui di nazionalismo e di schiavismo negli ex Stati Confederati d'America, di proteggere il diritto alla cittadinanza degli afroamericani e i loro diritti civili, di attuare la ricostruzione del Sud e sostenere la prosperità economica.
Militare di carriera, diplomatosi a 21 anni nella celebre United States Military Academy di West Point, si distinse nella guerra messico-statunitense. Al termine del conflitto sposò Julia Dent e insieme ebbero quattro figli. Ritiratosi in un primo momento dallo United States Army nel 1854, s'impegnò in alterne operazioni commerciali che però non gli consentirono mai di fare fortuna. Allo scoppio della guerra di secessione nel 1861 rientrò in campo e rapidamente salì tutti i gradi dell'esercito; l'anno seguente prese il controllo del Kentucky e della maggior parte del Tennessee e portò le forze unioniste alla vittoria nella battaglia di Shiloh, guadagnandosi la reputazione di comandante intraprendente.
Nel luglio del 1863, dopo una serie coordinata di scontri, guidò le truppe federali in una fondamentale serie di successi nel Teatro Occidentale, culminati con l'assedio di Vicksburg, che concludeva vittoriosamente l'omonima campagna. Assicurato all'Unione il pieno controllo del fiume Mississippi e tagliata in due la Confederazione, Grant si spostò sul Teatro Orientale e dopo le vittorie ottenute nella campagna di Chattanooga alla fine di quello stesso anno il presidente Abraham Lincoln lo nominò luogotenente generale e comandante di tutti gli eserciti dell'Unione nel marzo seguente.
Fronteggiò e sconfisse il temuto generale Lee dopo una serie di sanguinose battaglie terminate con l'assedio di Petersburg, intrappolando l'Armata di Lee e costringendola ad arroccarsi alla difesa di Richmond. Nell'aprile del 1865, in seguito alla battaglia di Appomattox, Lee si arrese, ponendo così fine alla guerra fratricida durata quattro anni. La maggior parte degli storici è concorde nel riconoscere la grandezza del genio militare di Grant, sebbene una minoranza affermi che ottenne vittorie con la forza bruta piuttosto che attraverso una strategia superiore.
Guidò quindi la supervisione militare per la ricostruzione del Sud. Come presidente fece imporre il rispetto della legge sui diritti civili del 1866 e successivamente, dopo le ripetute aggressioni ad afroamericani da parte di bianchi, della legge sui diritti civili del 1871 e quella del 1875; lottò contro la violenza del Ku Klux Klan, da lui fatto sciogliere con la forza nel 1871. Nel 1870 fece ratificare il XV emendamento della Costituzione, dando l'appoggio costituzionale necessario per mettere in pratica il diritto di voto degli afroamericani.
Utilizzò per un breve periodo di tempo anche la forza militare per far rispettare le leggi sul suffragio universale maschile nel Sud e creò il Dipartimento di Giustizia. Sostenne i governi Repubblicani radicali degli Stati del Sud, appoggiati da una base elettorale di neri, di immigrati discesi dal Nord (i carpetbagger) e simpatizzanti bianchi del Sud (scalawag). Nell'arco di otto anni quattordici deputati e due senatori neri furono eletti al Congresso. Al termine della presidenza i conservatori sudisti ripresero però il controllo di tutti gli Stati Uniti meridionali e ciò causò il totale fallimento delle politiche per i diritti civili degli afroamericani.
In politica estera Grant cercò di aumentare il peso commerciale e l'influenza della nazione rimanendo in pace con il resto del mondo; grazie all'aiuto determinante offertogli dal Segretario di Stato Hamilton Fish si distinse per la soluzione, con piena soddisfazione di entrambe le parti, dell'arbitrato internazionale relativo alle rivendicazioni dell'Alabama, con cui gli Stati Uniti riuscirono a ottenere dall'Impero britannico un risarcimento per gli aiuti forniti alla Confederazione durante la guerra civile. Negoziò inoltre una soluzione pacifica, evitando lo scontro aperto, con l'Impero spagnolo dopo l'Affare Virginius, un contenzioso internazionale in cui gli Stati Uniti vennero accusati di favorire il tentativo indipendentista cubano durante la guerra dei dieci anni. Fallì invece il tentativo di Grant di annettere la Repubblica Dominicana, cosa che provocò una profonda frattura tra i Repubblicani.
Sul piano economico Grant implementò un rigoroso sistema aureo e cercò di rafforzare il dollaro. La risposta immediata all'esplosione del "panico del 1873" non riuscì a fermare una grande depressione economico-industriale, che produsse alti tassi di disoccupazione, deflazione e bancarotte; la conseguenza fu il dilagare della corruzione su larga scala nel settore pubblico. Nel 1875 scoppiò lo scandalo del Whiskey Ring, nel quale oltre tre milioni di dollari di tasse furono sottratti al governo federale, il che danneggiò ulteriormente la sua reputazione.
Quando lasciò l'incarico nel 1877, s'imbarcò per un viaggio intorno al mondo di due anni e mezzo che catturò l'attenzione mondiale e suscitò simpatia sia verso di lui sia verso gli Stati Uniti. Nelle elezioni presidenziali del 1880 tentò, senza successo, la corsa per un terzo mandato presidenziale. Subì in seguito cospicue perdite sui suoi investimenti e scrisse le sue memorie, che si rivelarono un importante successo critico e finanziario. Morì di cancro alla gola per la sua abitudine inveterata al sigaro.

## Giovinezza e formazione

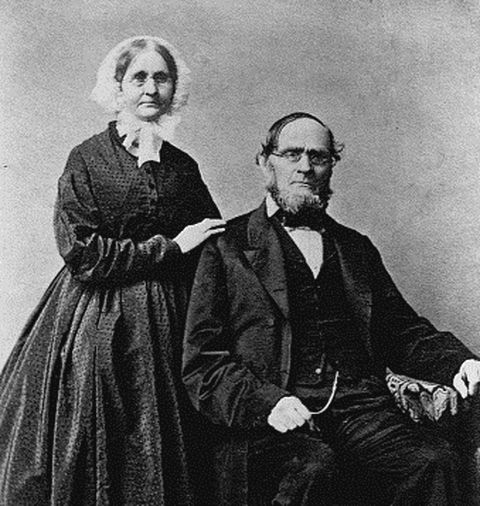
I genitori del presidente nel 1870

Hiram Ulysses Grant nacque il 27 aprile 1822 a Point Pleasant nell'Ohio, 40 km a monte di Cincinnati sul fiume Ohio, da Jesse Root Grant (1794-1873) e Hannah Simpson. Gli antenati paterni Matthew e Priscilla Grant giunsero a bordo della Mary and John alla Colonia della Baia del Massachusetts nel 1630.
Il bisnonno combatté nella guerra franco-indiana del 1754–1763, mentre il nonno Noah prestò servizio nel corso della battaglia di Bunker Hill del 17 giugno 1775 durante l'assedio di Boston, una delle fasi iniziali della guerra d'indipendenza americana; in seguito si trasferì nella Pennsylvania stabilendovisi e sposando Rachel Kelley, la figlia di un pioniere irlandese. Il loro figlio Jesse fu per tutta la vita un acceso sostenitore dell'abolizione della schiavitù e fin dalla giovinezza un affiliato del Partito Whig.

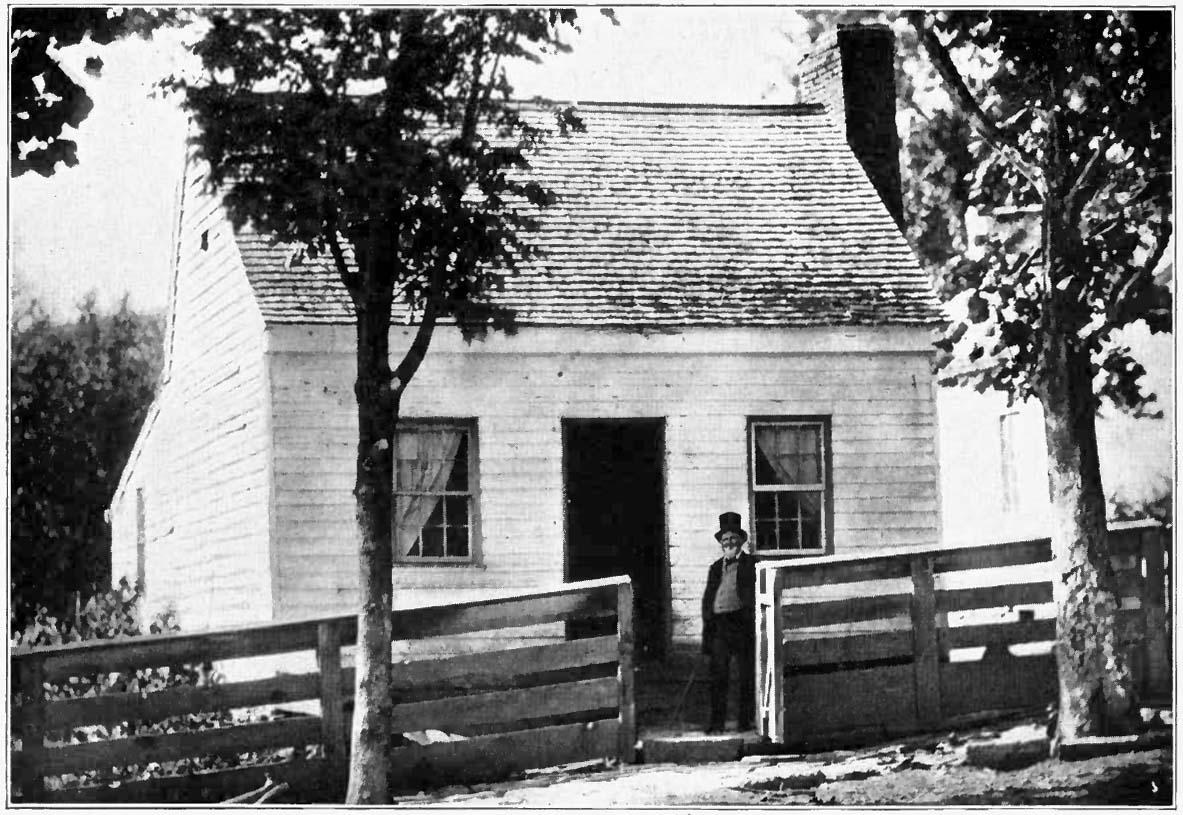
L'abitazione in cui nacque Ulysses a Point Pleasant nel 1868

Jesse Grant si trasferì a Point Pleasant nel 1820 e trovò impiego come caporeparto in un'industria conciaria. Poco dopo incontrò la futura sposa Hannah, con cui si sposò il 24 giugno dell'anno successivo; dieci mesi dopo ella diede alla luce il loro figlio primogenito, un maschio.
Il nome da dare al bambino fu sorteggiato in una riunione di famiglia tenutasi diverse settimane dopo la nascita: "Ulysses" fu estratto dalle varie schede collocate in un cappello. Volendo rendere omaggio al suocero, Jesse dichiarò che al battesimo il piccolo sarebbe stato chiamato Hiram, ma fin dalla prima infanzia per tutti rimase sempre e solo Ulysses. Fu la nonna materna Sarah Simpson, una donna istruita che leggeva la letteratura francese e la letteratura greca classica, a scegliere il nome di Ulysses in memoria del leggendario eroe omerico.

L'abitazione dei Grant a Georgetown in una foto del 1933

Nel 1823 la famiglia si trasferì nel villaggio di Georgetown, sempre nell'Ohio, dove Ulysses visse fino all'età di 17 anni e dove nacquero altri cinque fratelli: Simpson, Clara, Orvil, Jennie e Mary. All'età di cinque anni Ulysses iniziò la sua istruzione formale frequentando prima una scuola elementare e in seguito due istituti privati. Nel corso dell'inverno 1836-1837 fu studente a Maysville e nell'autunno del 1838 all'accademia istituita dal prete presbiteriano abolizionista John Rankin. Ulysses mostrò presto una spiccata abilità nel cavalcare e nell'accudire i cavalli.

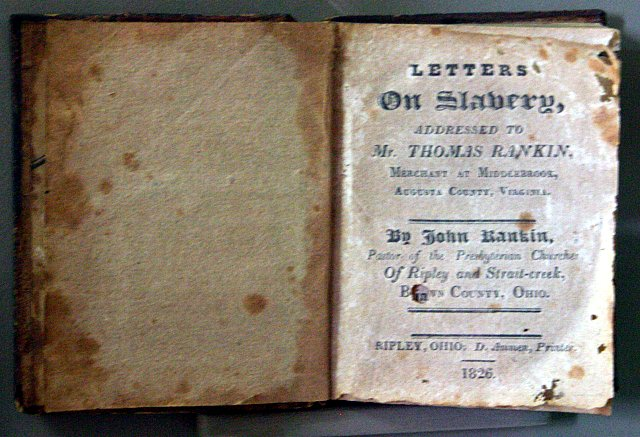
Una copia del libro pubblicato nel 1828 Letters On Slavery scritto da John Rankin, ministro del presbiterianesimo e attivista per l'abolizionismo negli Stati Uniti d'America, che fece per un certo tempo da insegnante al piccolo Ulysses

Avendo espresso una forte avversione nei riguardi della professione di conciatore, il padre mise a frutto le predisposizioni naturali del figlio per l'equitazione, affidandogli il compito di guidare in sella ai suoi cavalli i carri di provviste e di assistere nel trasporto dei passeggeri.
Diversamente da quanto sarebbe accaduto ai fratelli minori, egli non fu mai costretto dai genitori metodisti a frequentare la chiesa e le funzioni accompagnate da canti. Il biografo Edward G. Longacre attribuisce la decisione alla sua avversione nei confronti della musica. Per il resto della propria esistenza pregò sempre in privato e non aderì mai ufficialmente a nessuna delle diverse confessioni cristiane.
Per chi lo frequentò, incluso in tarda età il figlio Frederick Dent Grant, sembrò professare un "quantomai laico e sano agnosticismo"; ereditò in ogni caso una parte della disciplina spirituale metodista praticata dalla madre e della natura modesta paterna, adottandone al contempo anche le scelte politiche.

## Inizio della carriera militare e vita privata

### West Point e primo incarico
Jesse scrisse al membro della Camera dei Rappresentanti per l'Ohio Thomas Lyon Hamer chiedendo di nominare il figlio all'United States Military Academy (USMA) di West Point; appena si liberò un posto, nel marzo del 1839, questi nominò il sedicenne Ulysses. Per un malinteso o errore amministrativo però lo registrò con il nome di Ulysses S. Grant; questo piacque talmente all'interessato che adottò questa forma mantenendola poi per tutta la vita. Secondo Grant stesso la S. non rappresentava nulla; Hamer avrebbe creduto invece che corrispondesse al cognome materno Simpson.
Inizialmente riluttante, non essendo certo circa la propria abilità accademica, vi entrò a far parte il 1° di luglio in qualità di cadetto addestrandosi per i quattro anni seguenti. Di domenica veniva richiesto a tutti di recarsi a frequentare i servizi religiosi, requisito questo che però non attraeva particolarmente il giovane. Il suo soprannome divenne ben presto "Sam" tra i colleghi dell'esercito, prendendo spunto dalle iniziali US le quali richiamavano "Uncle Sam" (Zio Sam).

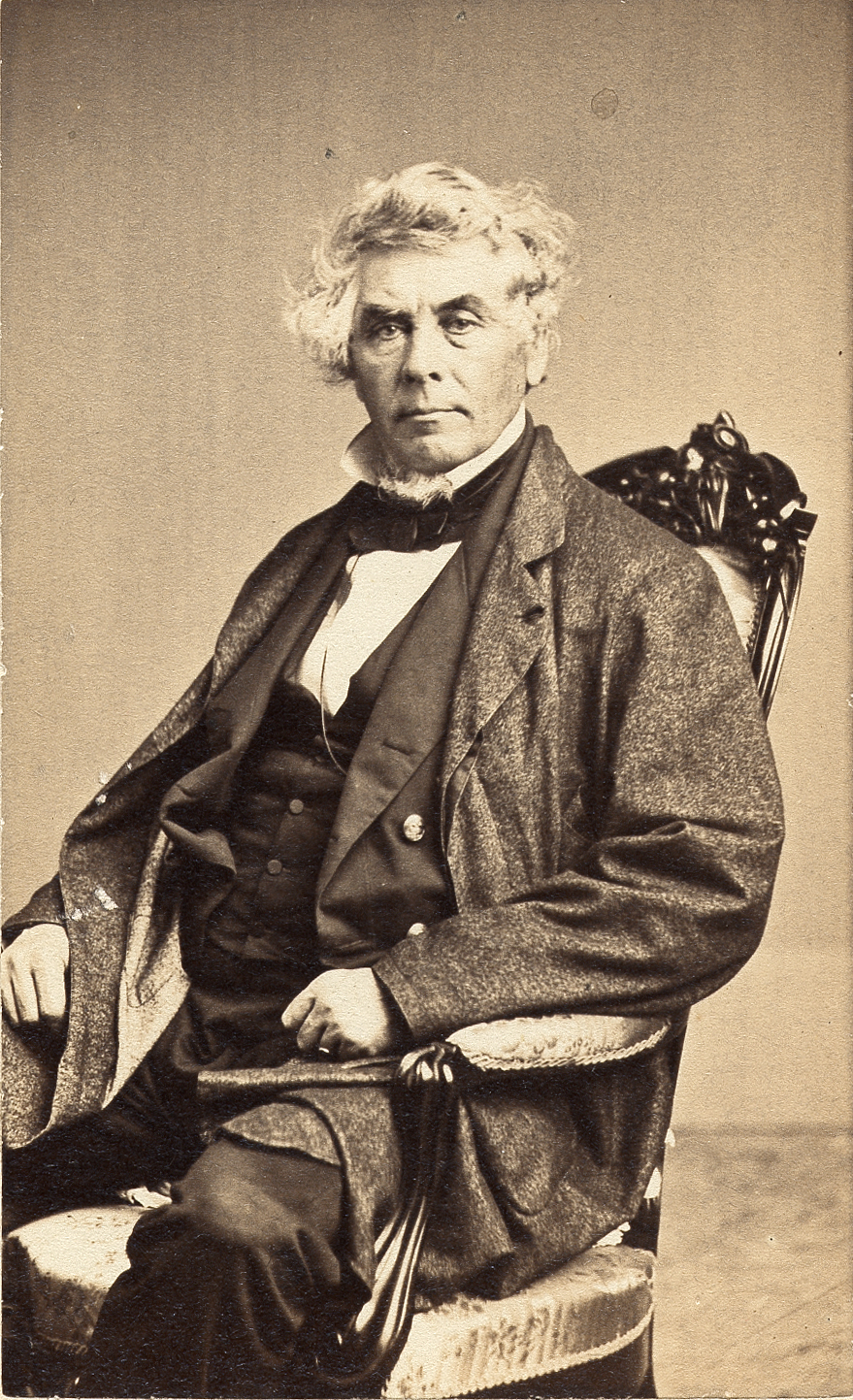
Il ritrattista Robert Walter Weir, che per un certo periodo diede lezioni di pittura al giovane cadetto Grant

Grant divenne celebre come il più abile tra i cavallerizzi e stabilì un record di salto in alto che rimase imbattuto per 25 anni. Anche durante il corso di studi il suo maggior interesse rimanevano sempre i cavalli; alla ricerca di un certo sollievo dalla routine militare, fece un periodo di apprendistato sotto la supervisione dell'artista Robert Walter Weir, affiliato alla corrente dell'arte romantica e finì col produrre nove opere giunte fino ai giorni nostri.
Generalmente trascorreva una maggior quantità di tempo a leggere i libri della biblioteca - tra cui James Fenimore Cooper e altri scrittori famosi del tempo - rispetto ai suoi testi accademici. Inizialmente rimase per lo più indifferente alla vita militare, ma dopo un anno - quando riesaminò il desiderio che gli era sbocciato di lasciare l'Accademia - scrisse: "in fondo mi piace molto questo posto!" Tranquillo e pacato per inclinazione, si fece alcuni intimi amici tra i compagni cadetti, tra i quali spiccarono Frederick Tracy Dent e James Longstreet (quest'ultimo futuro generale confederato).

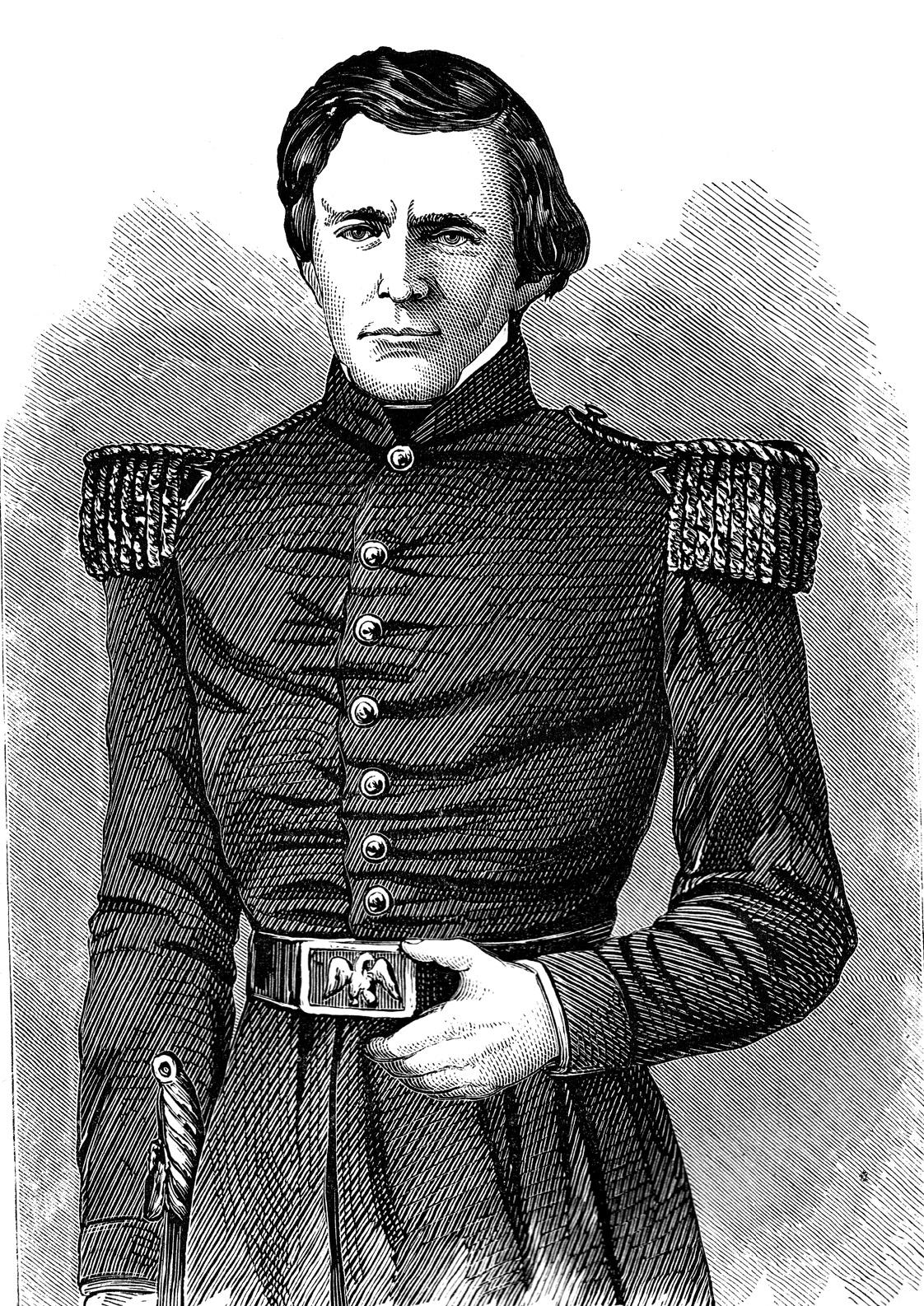
Il sottotenente Grant in alta uniforme nel 1843

Trasse ispirazione sia dall'allora comandante Charles Ferguson Smith sia dal generale Winfield Scott, che fece una visita per esaminare le nuove leve; dichiarò in seguito nei riguardi della vita militare: "Vi sono molte cose antipatiche, ma ancor di più ce ne sono di piacevoli".
Si diplomò il 1º luglio 1843 classificandosi alla 21ª posizione su un corso composto da 39 allievi (non brillò particolarmente, non distinguendosi in alcuna materia) e gli fu assegnato il grado di sottotenente.
Felice in fin dei conti di lasciare l'Accademia, progettò inizialmente di dimettersi dopo i quattro anni di servizio standard; nonostante la sua eccellenza nel cavalcare non fu assegnato alla cavalleria, bensì al 4º Reggimento della fanteria, servendo come quartiermastro e avendo il compito di gestire le attrezzature e i rifornimenti.
Il primo incarico lo condusse alla caserma "Jefferson" nella contea di Saint Louis. Diretta dal colonnello Stephen Watts Kearny, la caserma era a quel tempo la più grande base militare presente nel West; Grant era contento del suo nuovo comandante, tuttavia attendeva con una certa impazienza il termine del servizio per poter intraprendere una carriera nell'insegnamento.
Nel Missouri fece frequenti visite alla famiglia del compagno Dent, tanto che nel 1844 si fidanzò con Julia, la sorella di questi; si sposarono quattro anni dopo, il 22 agosto 1848, a Saint Louis, nella grande casa di lei: Julia Boggs Dent (1826–1902) apparteneva a una famiglia di piantatori della Louisiana. Il padre Jesse però, un fervente abolizionista, disapprovò i Dent possessori di schiavi, rifiutandosi di partecipare alle nozze, che si svolsero senza i genitori di Ulysses.
Ulysses era affiancato dai tre compagni laureatisi con lui a West Point e tutti vestiti con le loro uniformi blu, tra cui Longstreet il quale era peraltro anche cugino della nuova signora Julia Grant; diversi studiosi, tra cui Jean Edward Smith, Ron Chernow e Charles B. Flood, hanno affermato che Longstreet era il miglior amico di Grant e che gli altri due ufficiali avrebbero fatto da testimoni. Tutti e tre prestarono servizio nell'esercito confederato e si arresero a Grant dopo la battaglia di Appomattox.
Già alla fine del mese tuttavia ella fu calorosamente accolta dalla famiglia del marito a Bethel, ove risiedeva. La coppia ebbe quattro figli: Frederick Dent (futuro generale), Ulysses Jr. ("Buck", futuro avvocato), Ellen ("Nellie") e Jesse Root Grant (futuro politico Democratico). Dopo il matrimonio Grant ottenne una proroga di due mesi della sua licenza e tornò a Saint Louis quando decise che, avendo ora la responsabilità di sostenere una moglie, sarebbe rimasto in servizio attivo nell'esercito.

### Guerra contro il Messico
A seguito dell'accrescersi delle tensioni con il Messico, causate dall'annessione texana da parte della presidenza di James Knox Polk nel 1846, era intanto scoppiata la guerra messico-statunitense. Durante tutto il corso del conflitto Grant si segnalò come soldato audace e competente. Prima della guerra l'allora presidente John Tyler aveva inviato l'Unità operativa di Grant in Louisiana come parte dell'"Armata d'osservazione", guidata dal maggiore generale Zachary Taylor.

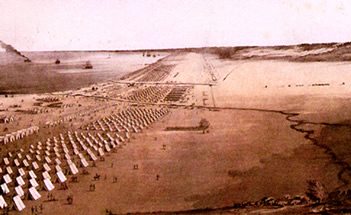
Le tre brigate di Zachary Taylor si accamparono a Corpus Christi lungo il fiume Nueces nel 1845 prima della marcia verso sud fino al fiume Rio Grande. Vi era anche il giovane Grant

A settembre il successore di John Tyler, James Knox Polk, non riuscendo a provocare i messicani alla guerra a Corpus Christi, ordinò a Taylor di marciare 150 miglia a Sud del fiume Rio Grande; diretti a Fort Brown nel tentativo di evitare un assedio, Grant ebbe il suo "battesimo del fuoco": era l'8 maggio 1846, la battaglia di Palo Alto.
Grant continuava a essere quartiermastro (ufficiale addetto all'approvvigionamento e al trasporto) ma espresse il desiderio di essere assegnato a un ruolo di combattimento; quando alla fine ciò gli fu concesso, guidò la carica di una compagnia di cavalleria all'assalto nella battaglia di Resaca de la Palma, dimostrando poi la sua abilità equestre nel corso della battaglia di Monterrey (21-24 settembre) portando un dispaccio oltre la linea dei cecchini mentre pendeva dal fianco del suo cavallo tenendo l'animale tra lui e il nemico.
Prima di lasciare Monterrey si fermò in una casa occupata da statunitensi feriti, assicurandoli che avrebbe mandato qualcuno ad aiutarli. Polk, diffidando della vasta popolarità di Taylor, divise le sue forze inviando così alcune truppe (inclusa l'unità di Grant) a formare una nuova armata sotto il comando di Winfield Scott. Viaggiando via mare l'esercito sbarcò a Veracruz e avanzò direttamente verso Città del Messico; si scontrò con le forze avversarie nella battaglia di Molino del Rey (8 settembre 1847) e nella battaglia di Chapultepec (12-13 settembre) nei pressi della capitale. Per il coraggio dimostrato, Grant fu promosso luogotenente.
Nell'odierna delegazione Cuauhtémoc, Grant ordinò ai suoi uomini si smontare un obice e trascinarlo in un campanile della chiesa locale e, dopo averlo rimontato, incominciarono a bersagliare dall'alto gli avversari; il coraggio e lo spirito d'iniziativa dimostrata gli valsero la sua seconda promozione, a capitano. Il 14 settembre l'esercito di Scott marciava per le vie della capitale nemica. Il Messico si trovò alla fine costretto a cedere un vasto territorio il 2 febbraio 1848 a seguito del trattato di Guadalupe Hidalgo.
Per tutte queste azioni ebbe due decorazioni per meriti di guerra. Durante l'intero svolgimento del conflitto studiò le tattiche di Scott e Taylor, scrivendo molto tempo dopo nelle sue memorie che questo fu il modo in cui imparò il comando militare; in retrospettiva identificò il suo stile con quello espresso da Taylor. Tuttavia espresse anche l'opinione che la guerra messicana era fondamentalmente sbagliata e che le acquisizioni territoriali erano stati progettate a tavolino con l'intenzione di espandere la schiavitù. Affermò:
Ritenne anche che la guerra civile era stata una giusta punizione inflitta a tutta la nazione per la sua aggressione al Messico. Durante la guerra Grant ebbe modo di mostrare il suo "coraggio morale" e iniziò a considerare seriamente d'intraprendere la carriera nell'esercito.

### Compiti nel Nord-ovest Pacifico e dimissioni
I primi incarichi post-bellici del capitano Grant lo portarono - assieme a Julia - nella guarnigione di Detroit e poi al villaggio di Sackets Harbour, nello Stato di New York. Nel 1852 fu assegnato al Nord-ovest Pacifico; gli fu ordinato di imbarcarsi con i suoi uomini a New York e di raggiungere l'istmo di Panama, dove avrebbe attraversato via terra l'istmo per arrivare all'oceano Pacifico e da lì ripartire per la California; la moglie, incinta di otto mesi, non lo accompagnò. Sbarcato a Panama, un'epidemia di colera scoppiata tra i suoi compagni di viaggio causò 150 morti; Grant organizzò un trasporto di fortuna e le strutture ospedaliere necessarie prodigandosi nell'assistenza dei malati.
Ad agosto giunse a San Francisco e il suo incarico successivo lo mandò a Nord, nella caserma "Vancouver" nel Territorio dell'Oregon, successivamente rinominato Territorio di Washington a partire dal marzo del 1853 (il 15 giugno 1846 il Trattato dell'Oregon tra la presidenza di James Knox Polk e l'impero britannico aveva assegnato il Territorio dell'Oregon agli Stati Uniti, ponendo così fine all'occupazione congiunta britannico-americana che si protraeva da decenni).

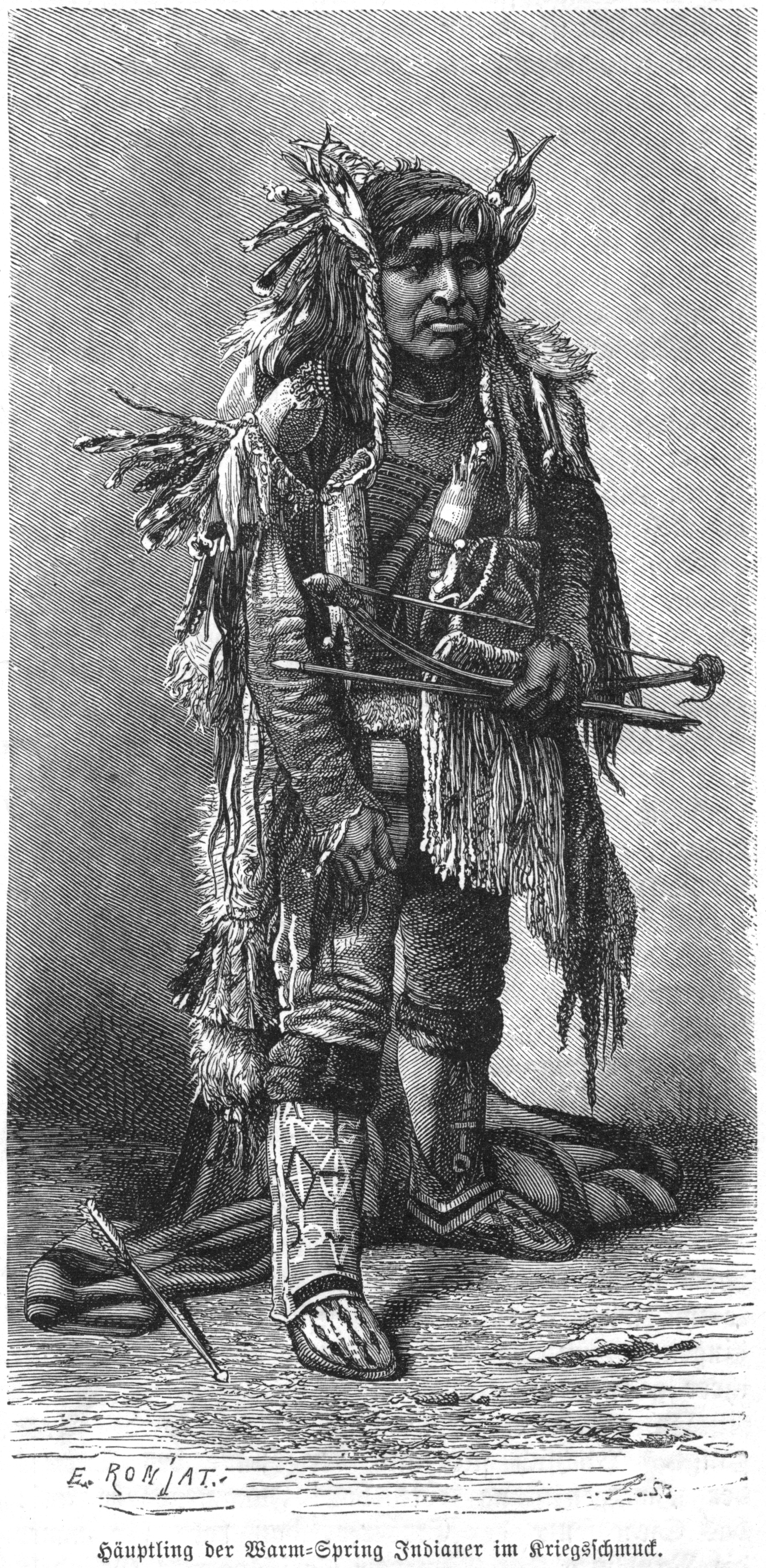
Grant credeva che gli indiani del Pacifico nord-occidentale, i Chinook, fossero totalmente innocui

Per cercare di integrare uno stipendio militare che era inadeguato a sostenere la sua famiglia, progettò diverse iniziative imprenditoriali le quali si risolsero però tutte in un completo fallimento, confermando la convinzione di suo padre che non avesse alcuna propensione né interesse per degli affari. Grant assicurò Julia in una lettera che i nativi locali erano innocui; nel contempo cominciò a sviluppare una sorta di "empatia" nei riguardi dell'ingiusto trattamento riservato agli amerindiani da parte dei bianchi.

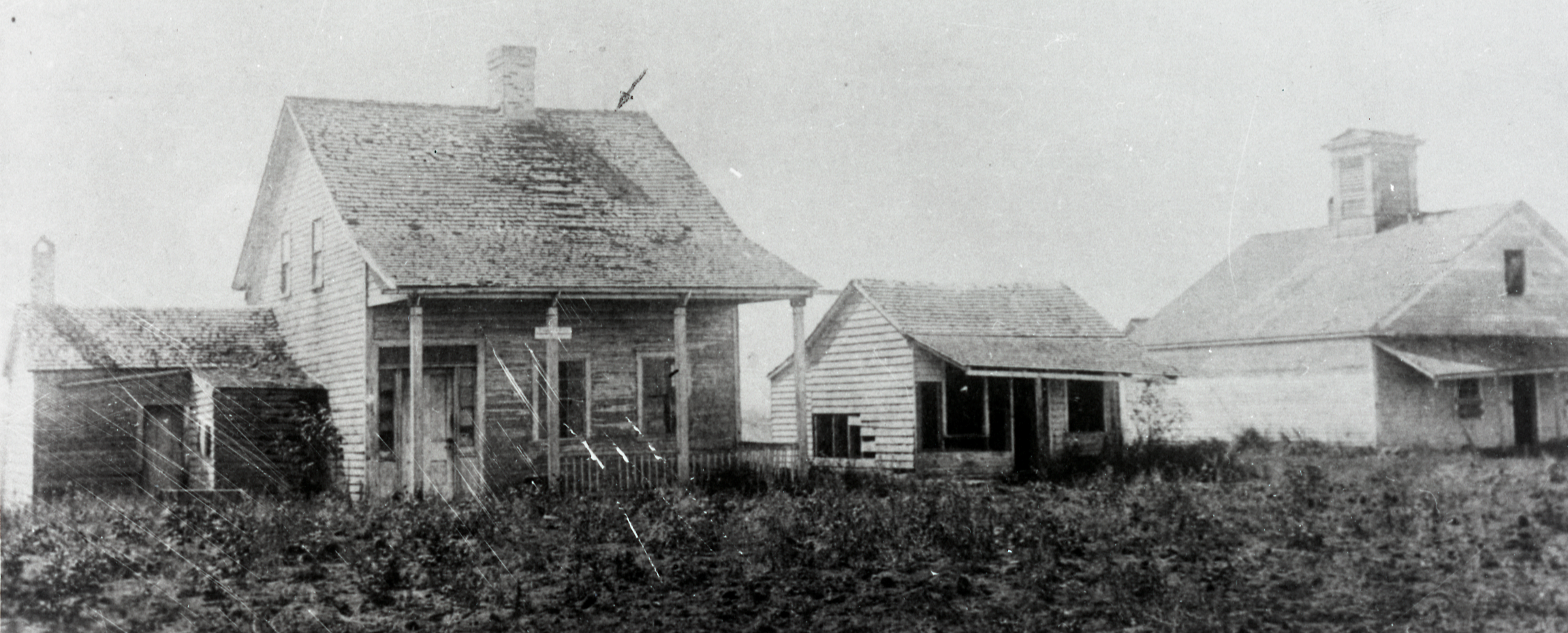
Baracche abbandonate di Fort Humboldt

Promosso capitano il 5 agosto 1853, Grant fu assegnato al comando del 4º reggimento fanteria di Fort Humboldt da poco costituito nel Nord della California; giunto il 5 gennaio 1854 si presentò al suo comandante, il tenente colonnello Robert Christie Buchanan.

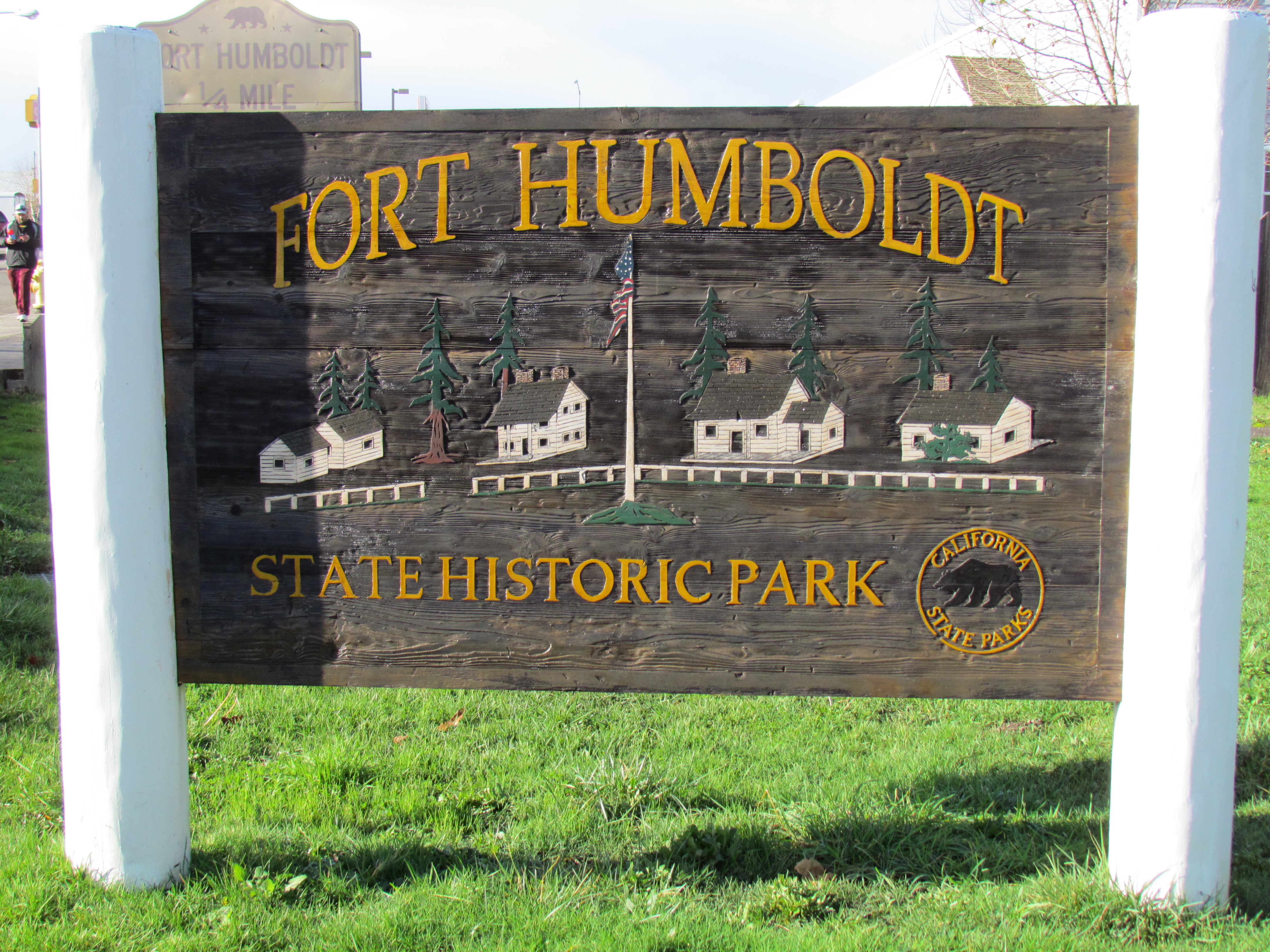
L'ingresso odierno del "Fort Humboldt State Historic Park"

La separazione dalla moglie pesava al giovane ufficiale, e ciò lo spinse, annoiato e depresso, ad accentuare la sua tendenza al bere. Una sera aveva tentato di affogare la sua tristezza nell'alcool; il mattino seguente era giunto in ritardo al suo posto di servizio. Il rimprovero ricevuto lo aveva spinto alla decisione estrema: aveva presentato le sue dimissioni.

Un ufficiale che serviva in quello stesso periodo disse che "è caduto troppo sotto l'influenza dell'alcol per poter svolgere correttamente i suoi compiti". Per questa ragione il colonnello Buchanan gli chiese di dimettersi; lo storico Jean Edward Smith affermò che "la storia suona come verosimile".
Quando Grant fu rimproverato per un episodio di ubriachezza, disse a Buchanan che se non lo avesse riformato avrebbe rassegnato le dimissioni da sé prendendo l'iniziativa. Si disse che la domenica 13 luglio Grant fosse stato trovato nella cucina della sua compagnia completamente sbronzo; mantenendo l'impegno assunto si dimise con effetto il 31 seguente, senza addurre però alcuna spiegazione.
Buchanan approvò la lettera di dimissioni, ma non presentò alcun rapporto che verificasse l'incidente. Lo storico William Shield McFeely asserisce che Grant lasciò l'esercito semplicemente perché era "profondamente depresso" e che le prove su quanto e quanto spesso Grant beveva rimangono altamente inaffidabili ed elusive. Jean Edward Smith sostiene invece che le dimissioni erano state troppo improvvise per essere una decisione calcolata.
Buchanan non ne parlò mai fino a quando non glielo chiesero esplicitamente nel corso della Guerra Civile. Gli effetti e l'entità degli eccessi con l'alcol di Grant sulla sua carriera militare e pubblica sono comunque ancora oggetto di discussioni tra gli storici. Lyle Dorsett ha detto che Grant era un "alcolista" ma funzionava lo stesso incredibilmente bene. William Farina sostiene che la devozione che provava nei confronti della famiglia gli impedì di bere in eccesso e di indebitarsi.
Grant non fu messo in stato d'arresto né sottoposto alla corte marziale, mentre il Dipartimento della Guerra dichiarò: "nulla contrasta con il suo buon nome". Egli stesso osservò anni dopo: "il vizio dell'intemperanza (ubriachezza) non aveva nulla a che fare con la mia decisione di dimettermi dall'United States Army".
Senza alcun mezzo di sostentamento, tornò a Saint Louis per riunirsi alla famiglia, incerto sul prossimo futuro.

## Questioni civili e politica
(Raimondo Luraghi)
All'età di 32 anni, mentre viveva a Covington nel Kentucky senza alcuna vocazione per gli affari, Grant faticò per sette anni nel tentativo di rimpinguare le sue magre finanze.

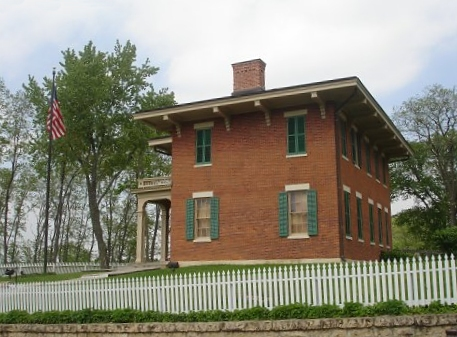
La casa dei Grant a Galena

Il padre gli offrì un impiego a Galena nell'Illinois nell'industria conciaria di famiglia a condizione che la moglie Julia e i figli restassero con i genitori di lei nel Missouri o con la famiglia Grant nel Kentucky. Entrambi i coniugi però si opposero a un'altra separazione e rifiutarono l'offerta.

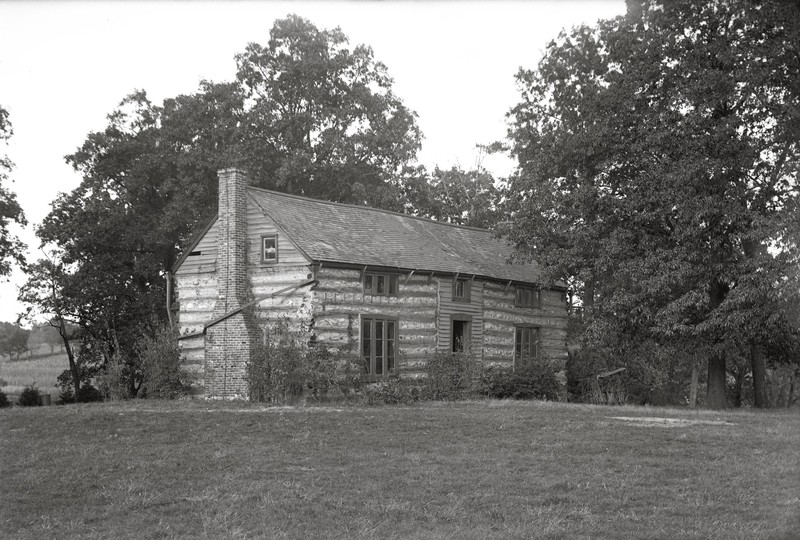
"Hardscrabble", la casa di campagna costruita da Grant come capanna di tronchi nel Missouri per la sua famiglia

Nel 1855 prese a coltivare la proprietà del cognato nei pressi di Saint Louis, utilizzando il lavoro degli schiavi posseduti dal padre di Julia; non ebbe però il successo sperato e per guadagnare denaro finì col vendere legna da ardere negli angoli delle strade.
L'anno successivo si trasferirono temporaneamente nella tenuta del padre di lei e riuscirono anche a costruirsi una casa di legno, battezzata "Hardscrabble" (oggi "Grant's Farm").
A Julia però non piaceva la blockhaus, che descriveva come una "capanna assai poco attraente". Nel 1903 August Busch Sr. acquistò i terreni che includevano anche la fattoria originale di Grant del 1850, la quale fu rinominata "Grant's Farm"; nel 1910 la famiglia Busch costruì una villa nella fattoria. Aperta al pubblico, la "Grant's Farm" è diventata un'istituzione pubblica di Saint Louis.

Alle elezioni presidenziali del 1856 Grant espresse il suo primo voto a favore del Democratico James Buchanan, affermando che stava in realtà solamente votando contro il Repubblicano John Charles Frémont; dichiarò di essere preoccupato che il suo anti-schiavismo avrebbe portato alla secessione del Sud e quindi alla guerra. Sebbene Grant non fosse un abolizionista, non era nemmeno considerato un "uomo schiavista" e, quando ne ebbe a suo servizio, non costrinse mai gli schiavi a lavorare con la forza.
L'esplosione del panico del 1857 portò alla rovina molti agricoltori, tra cui Grant che, al punto più basso della recessione si trovò costretto a impegnare l'orologio d'oro per poter pagare le festività del Natale ai figli. Nel 1858 mise in affitto la "Hardscrabble" e trasferì la famiglia nella piantagione di 850 acri della moglie, che impiegava largamente la manodopera schiavista. Quell'autunno, dopo un attacco di malaria, Grant abbandonò l'attività agricola.
In quello stesso anno acquistò uno schiavo dal suocero, un trentacinquenne di nome William Jones; nel marzo del 1859, lo liberò invece di rivenderlo in un momento in cui aveva disperatamente bisogno di soldi; avrebbe potuto fruttargli fino a 1.500 dollari.
Grant si trasferì quindi a Saint Louis, entrando in affari con il cugino di Julia, Harry Boggs, che lavorava nel nuovo settore immobiliare in qualità di esattore di debiti e prestatore di finanziamenti: ma ancora una volta senza ottenere alcun successo apprezzabile. Anche a seguito delle pressioni di Julia, interruppe la collaborazione.
Ad agosto fece domanda per un posto come ingegnere di contea, ritenendo che la sua istruzione da sola lo qualificasse per ottenerlo. La sua richiesta giunse accompagnata da 35 lettere di raccomandazione degne di nota, ma Grant perse comunque il posto, che fu assegnato sulla base dell'appartenenza politica; le simpatie per i Democratici del suocero gli recarono danno.
Nell'aprile del 1860 la famiglia si trasferì a nord, a Galena, accettando infine un ruolo nella concia gestita in quel momento dai fratelli minori Simpson e Orvil. In pochi mesi Ulysses ripagò tutti i debiti che aveva contratto nel Missouri. Frequentarono la locale chiesa metodista e ben presto si affermò come un cittadino rispettabile. La conceria del padre Jesse cambiò nome in "Grant & Perkins" a partire dal 1862.
Con le elezioni presidenziali del 1860 si schierò apertamente come "Democratico Nordista", preferendo Stephen A. Douglas sia rispetto ad Abraham Lincoln sia al sudista John C. Breckinridge; ma in mancanza dei requisiti di residenza in Illinois richiesti al momento non poté esprimere il proprio voto. Dopo l'elezione di Lincoln, gli Stati del Sud si separarono dall'Unione formando gli Stati Confederati d'America i quali s'impossessarono dei forti militari e delle altre istituzioni federali presenti sul loro territorio. Iniziava la guerra civile.

## Guerra civile

### Primi comandi
(Raimondo Luraghi)
Il 12 aprile 1861 ebbe inizio la guerra di secessione americana, quando le truppe Confederate sferrarono il loro attacco nella battaglia di Fort Sumter nelle immediate vicinanze di Charleston, aprendo così le ostilità; la postazione federale fu costretta alla resa. Grant scrisse al padre in una lettera datata 21 aprile che "abbiamo un governo, leggi e una bandiera, e devono essere tutti sostenuti. Ora ci sono solo due partiti, i traditori e i patrioti..."
Grant condivideva la preoccupazione dei propri vicini nei riguardi del conflitto il quale si prospettava lungo e difficile. Due giorni dopo l'aggressione il presidente Lincoln fece richiamare 75.000 volontari. 

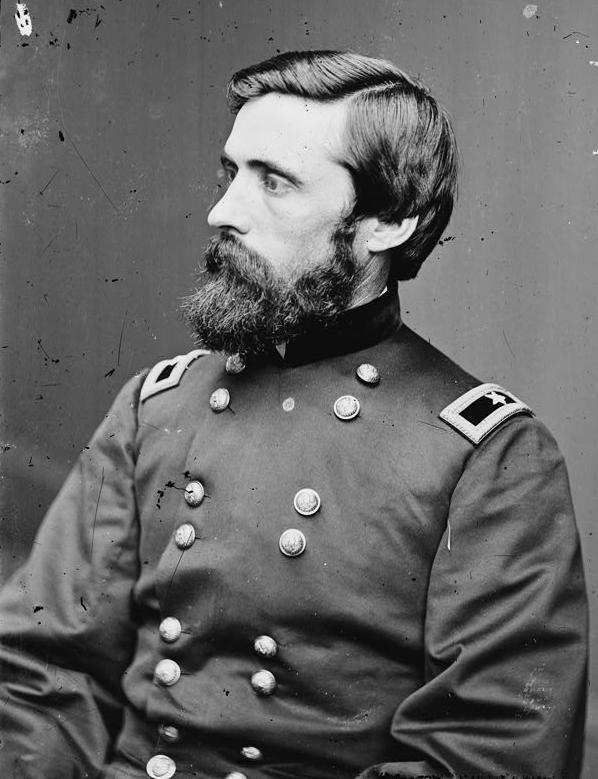
John Aaron Rawlins, aiutante di campo e futuro ministro durante la presidenza di Ulysses S. Grant

Grant partecipò a una riunione di massa a Galena, per valutare la crisi e incoraggiare il reclutamento. Il capitano della milizia locale nominò proprio lui, l'unico uomo presente in città con un addestramento militare professionale, per guidare e organizzare il reclutamento. Un discorso pronunciato dall'avvocato paterno, John Aaron Rawlins, ebbe la capacità di animare il patriottismo di Grant.
Rawlins divenne in seguito aiutante di campo di Grant e suo intimo amico nel corso della guerra, nonché ministro durante la presidenza; il futuro presidente rammentò con soddisfazione che dopo quel primo raduno a Galena "non mi sono più recato nel nostro negozio di pelletteria".
Rapidamente riuscì a reclutare e organizzare una compagnia di volontari, ricevendo il titolo di capitano, dirigendoli il 24 aprile alla volta di Springfield, la capitale dello Stato dell'Illinois; percepì con chiarezza che il conflitto sarebbe stato per lo più combattuto da volontari e non da soldati di carriera, anche se tentò all'inizio di rientrare nei ranghi dell'esercito regolare.
Il governatore dell'Illinois, il Repubblicano Richard Yates, gli affidò l'iniziale incombenza di addestrare e reclutare unità di volontariato; Grant accettò, pur desiderando un comando sul campo. Intraprese diversi tentativi in tal direzione attraverso i suoi contatti personali; il maggiore generale George McClellan si rifiutò di riceverlo rammentando quel giorno del 1853 nell'Oregon quando vide Grant provocare una baldoria da ubriaco.

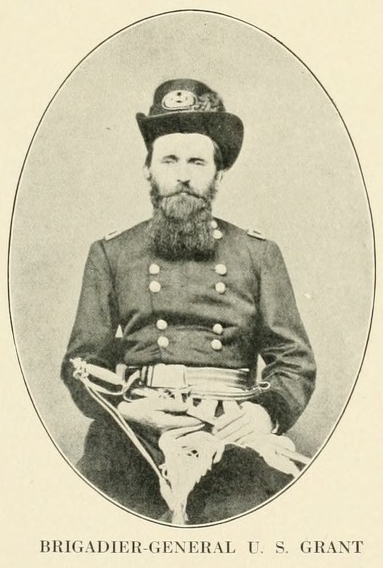
Il brigadiere generale Grant nel 1861

Con l'aiuto del suo avvocato, il deputato Elihu Benjamin Washburne, ottenne dal governatore, che riteneva che un uomo di West Point avrebbe potuto fare di più per la causa dell'Unione, la tanto sospirata promozione al grado di colonnello il 14 giugno, dandogli la guida del 21º reggimento di fanteria volontari dell'Illinois, fino a quel momento accusato d'indisciplinatezza. Arrivato nel nord del Missouri fu reintegrato pieno titolo nel ruolo di Brigadiere Generale, con retrodatazione al 17 maggio, dei volontari, con il comando del distretto sudorientale.

Il controllo del fiume Mississippi si rivelò presto la chiave di volta per la vittoria definitiva nel Teatro Occidentale. Grant si dimostrò un generale di "tenacia ostinata e volontà di ferro"; il maggiore generale John Charles Frémont gli assegnò il comando delle truppe sul Mississippi a Cairo già alla fine di agosto (scavalcando in tal maniera dei generali John Pope e Benjamin Prentiss). Frémont aveva smentito le voci sull'alcolismo di Grant degli anni precedenti dichiarando che c'era qualcosa nel suo modo di fare "che era sufficiente a neutralizzare l'influenza di ciò che gli altri dicevano".
Cairo era la base militare e navale dell'Unione e da lì venivano lanciate campagne congiunte oltre che sul Mississippi anche sul fiume Tennessee e sul fiume Cumberland. Dopo che i Confederati invasero il territorio del Kentucky occidentale con il chiaro proposito di aggredire la zona meridionale dell'Illinois Grant, sotto la diretta autorità di Frémont, avanzò su Paducah prendendone possesso senza dover sparare un colpo ed istituendo una stazione di rifornimento.
Avendo compreso l'importanza che il presidente Lincoln dava nel mantenere il Kentucky sotto il controllo dell'Unione Grant rassicurò i suoi cittadini: "Sono venuto tra voi non come vostro nemico, ma come vostro amico". Il 1º novembre Frémont gli ordinò di intraprendere esercizi di dimostrazione contro i Confederati su entrambi i lati del Mississippi, ma gli proibì di attaccare il nemico.

### Belmont, Fort Henry e Donelson
Quel 1º novembre s'imbarcò a Cairo, in direzione sud, con le proprie truppe per bloccare i Confederati accampatisi a Belmont, piccola cittadina del Missouri. Assieme al collega John Alexander McClernand fece sbarcare 2.500 uomini a Hunter's Point, due miglia a nord dell'accampamento avversario; riuscì a occupare il campo, ma il sopraggiungere dei rinforzi nemici guidati da Benjamin F. Cheatham e Gideon Johnson Pillow costrinsero a un ritiro caotico.
     Confederazione
     Unione

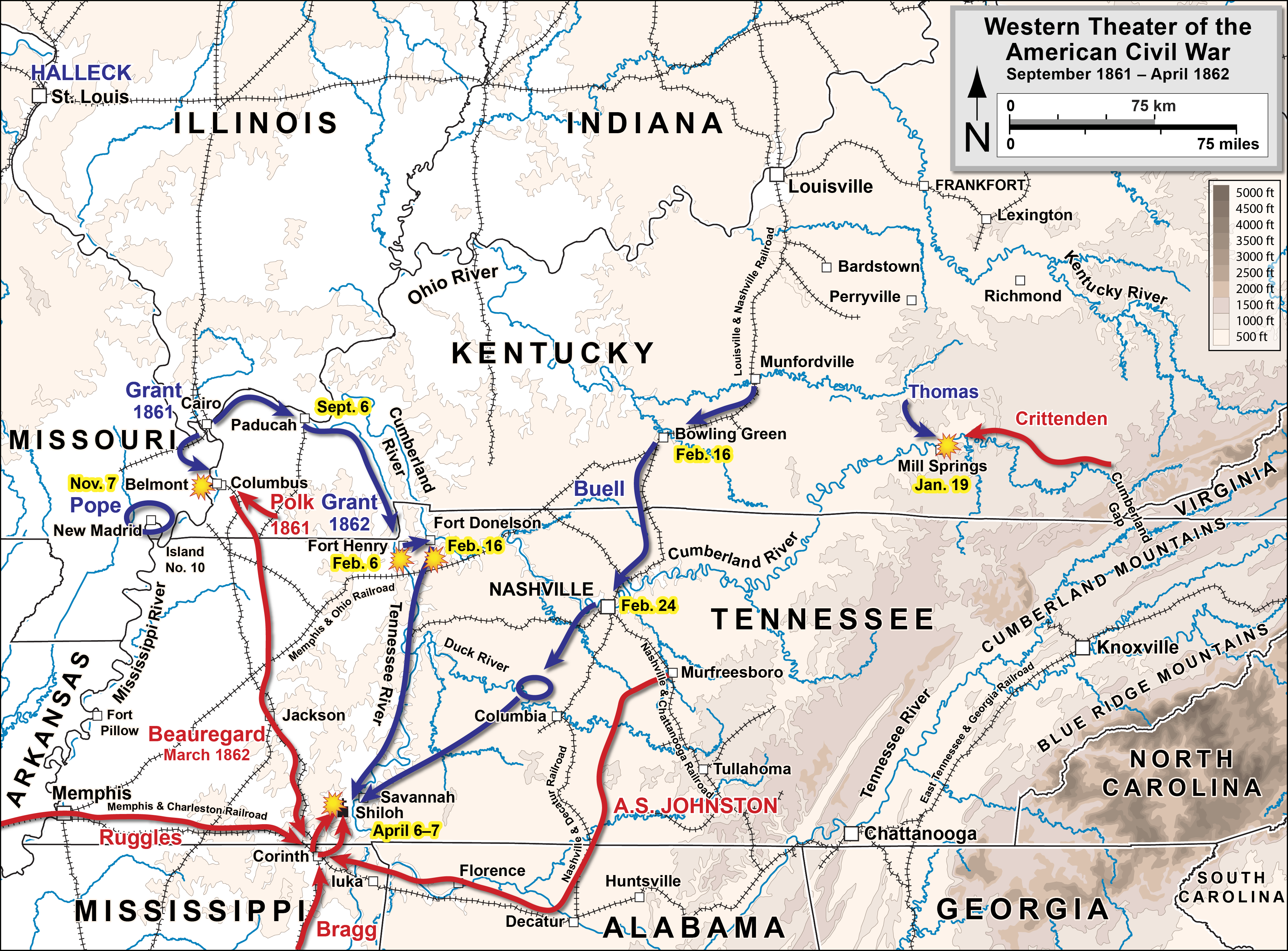
Operazioni nel Teatro Occidentale dalla battaglia di Belmont (novembre 1861) alla battaglia di Shiloh (aprile 1862).
Confederazione
Unione

All'inizio aveva l'intenzione di distruggere le fortificazioni avversarie sia a Belmont sia a Columbus, ma Frémont non gli aveva dato truppe in numero sufficiente. Fattisi strada verso le loro imbarcazioni ormeggiate si trovarono costretti a ritornare a Cairo sotto il fuoco incessante proveniente dalla fortificazione pesante di Columbus; una sconfitta tattica, la battaglia di Belmont del 7 novembre instillò nonostante tutto fiducia ed esperienza nei volontari di Grant.
Le forze confederate di Columbus continuavano a bloccare l'accesso al basso corso del Mississippi. Grant e James B. McPherson escogitarono un piano di aggiramento e muovere con una forza di 25.000 uomini contro Fort Henry sul fiume Tennessee e poi proseguire dieci miglia a est fino a Fort Donelson sul Cumberland; esso prevedeva l’appoggio di cannoniere corazzate che avrebbero dovuto aprire la via di entrambi i fiumi, grazie a un'operazione anfibia, consentendo così di accedere più a Sud.
Grant presentò il suo piano a Henry Halleck, il suo nuovo comandante nella nuova divisione del Missouri. Frémont era stato nel frattempo rimosso da Lincoln dopo essersi rifiutato di eseguire l'ordine di far annullare il suo "proclama" volto a emancipare gli schiavi dei proprietari sudisti; fu per un breve lasso di tempo sostituito da David Hunter come comandante del dipartimento del West prima che questo si disfacesse. Halleck stava nel frattempo considerando la stessa strategia di Grant, ma respinse la proposta, credendo di aver bisogno di almeno un numero doppio di truppe.

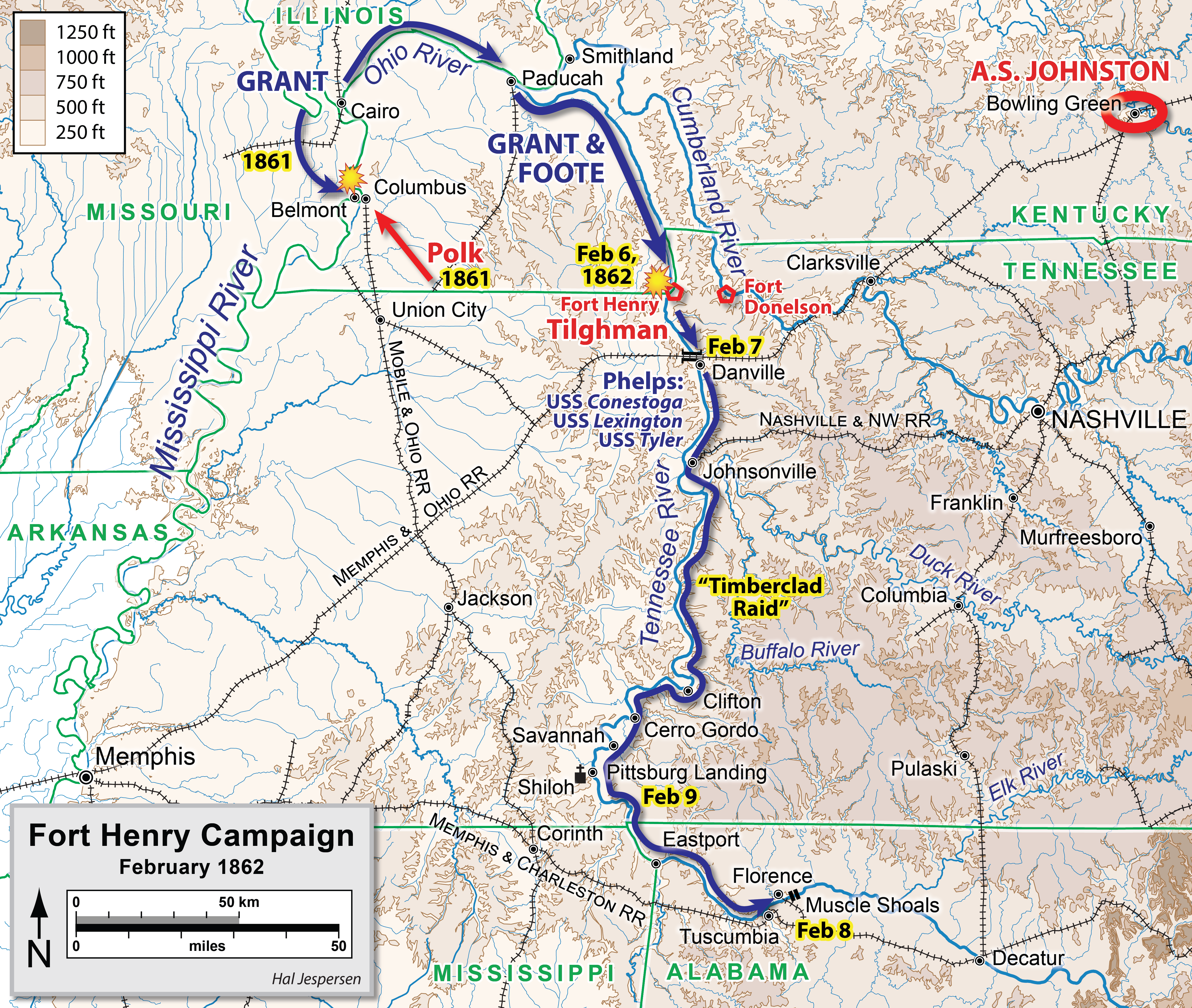
Schema della battaglia di Fort Henry

Tuttavia, dopo che ebbe telegrafato per consultarsi con McClellan al riguardo, alla fine accettò a condizione che l'attacco fosse condotto in stretta collaborazione con il capitano della Marina Andrew Hull Foote; con le cannoniere di Foote che misero a tacere definitivamente la maggior parte delle armi del forte, le truppe di Grant lo poterono raggiungere e catturare facilmente Fort Henry il 6 febbraio 1862. La battaglia di Fort Henry costituì la prima grande vittoria dell'Unione dall'inizio della guerra.
Grant ordinò quindi l'assalto al vicino Fort Donelson, sotto il comando di John Buchanan Floyd, che dominava il Cumberland. Diversamente da Fort Henry, ora il comandante stava però affrontando una forza pari alla propria; ignari degli effettivi della guarnigione nemica le truppe si avvicinarono alla scena confidando su un'altra facile vittoria.
Grant, McClernand e Charles Ferguson Smith posizionarono i rispettivi reparti tutt'attorno al fortino e la mattina seguente cominciarono a lanciare attacchi sporadici d'avvertimento su quelli che consideravano i punti deboli nella linea confederata, ma finirono per ritirarsi con pesanti perdite.
Il 14 febbraio giunsero le cannoniere di Foote, che cominciarono a bombardare il fortino, per poi essere respinte dai colpi dei pesanti cannoni avversari; lo stesso Foote rimase ferito. Presto però arrivarono i rinforzi dell'Unione, dando in tal modo a Grant una truppa di 40.000 uomini in totale; dopo che Foote ebbe riacquistato il controllo del fiume, Grant riprese l'attacco, ma si trovò in una situazione di stallo. Quella sera Floyd indisse un consiglio di guerra, incerto sul da farsi e sulle prossime azioni da intraprendere.

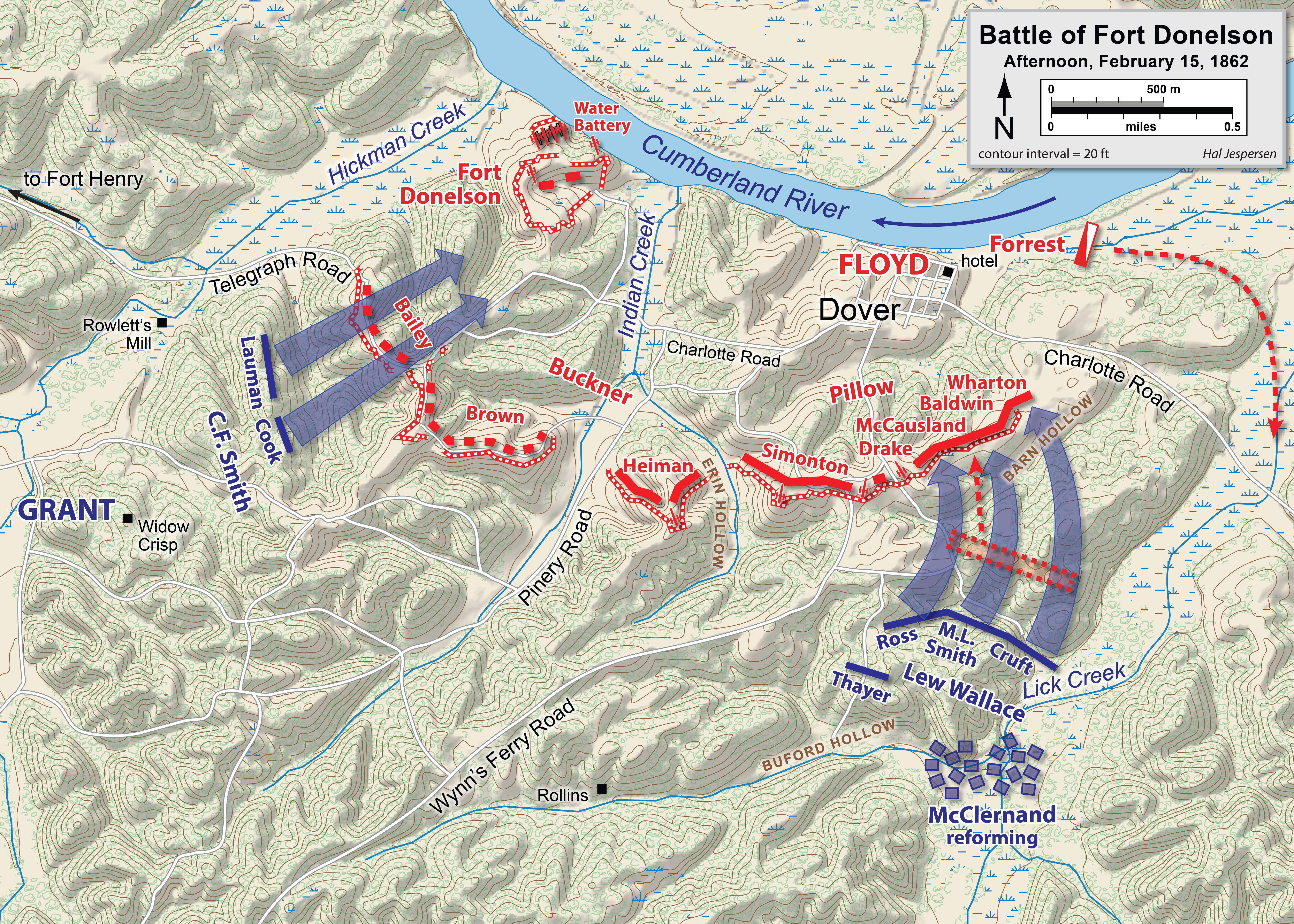
Il contrattacco dell'Unione del 15 febbraio durante la battaglia di Fort Donelson

Grant ricevette un dispaccio da Foote con la richiesta di un incontro; il comandante montò a cavallo percorrendo sette miglia su strade ghiacciate raggiungendo la divisione di Smith e, dopo averlo istruito a prepararsi al prossimo assalto, si diresse incontro a McClernand e Wallace; dopo esersi scambiati i rapporti incontrò Foote, che riprese il bombardamento segnalando in tal modo agli altri generali di iniziare l'attacco.
La battaglia di Fort Donelson durò per l'intera giornata seguente, fino a quando la guarnigione sudista si sottomise alla richiesta di "arrendersi incondizionatamente e immediatamente". Halleck fu informato per telegrafo che Fort Donelson, l'ultima linea difensiva al confine tra Kentucky e Tennessee, era caduta.
Grant catturò l'intera compagine avversaria, composta da 12.000 uomini. Halleck tuttavia si arrabbiò per il fatto che si fosse agito senza la sua preventiva autorizzazione e se ne lamentò con McClellan, accusando il sottoposto di "negligenza e inefficienza"; il 3 marzo giunse a mandare un telegramma a Washington lagnandosi di non avere più alcuna comunicazione con Grant da almeno una settimana. Tre giorni dopo fece seguire un post scriptum in cui sosteneva: "mi è appena arrivata la notizia... Grant ha ripreso le sue cattive abitudini di bere".
Grazie a questo successo, che precludeva i collegamenti tra le due ali dell'esercito confederato, il presidente Lincoln, nonostante le voci nei suoi riguardi, promosse Grant al grado di maggiore generale dei volontari e al comando dell'Armata del Tennessee, mentre tutta la stampa del Nord iniziò a trattarlo come un eroe; facendo un gioco di parole sulle sue iniziali U.S.G. presero a chiamarlo "Unconditional Surrender Grant", cioè "Resa senza condizioni Grant".

### Battaglia di Shiloh e sue conseguenze
Mentre si radunava il maggior numero possibile di truppe in entrambi gli eserciti, era opinione diffusa al nord che il prossimo scontro sarebbe stato quello decisivo e che avrebbe posto fine al conflitto. Grant, reintegrato pienamente nelle sue funzioni da Halleck grazie alle pressioni ricevute da parte del presidente e del Segretario alla Guerra Edwin McMasters Stanton, lasciò Fort Henry viaggiando in barca lungo il Tennessee per raggiungere il proprio esercito e dar l'ordine di avanzare.
Il grosso delle sue forze era situato nei dintorni della Contea di Hardin a Pittsburg Landing, mentre 40.000 truppe confederate confluivano a Corinth, importante snodo ferroviario sudista. Il brigadiere generale William Tecumseh Sherman assicurò Grant che le sue truppe, fresche, erano pronte. Concordarono quindi un attacco e trasmisero la loro valutazione via cablogramma ad Halleck. Grant avrebbe desiderato colpire al più presto Corinth con i suoi 45.000 uomini, ma il diretto superiore gli ordinò invece di trattenersi fino all'arrivo della divisione di Don Carlos Buell, forte di altri 25.000 uomini.
Nel frattempo studiò un piano d'attacco tra forze approssimativamente uguali; invece di preparare fortificazioni difensive tra il Tennessee e Owl Creek e la compensazione dei campi di fuoco trascorse la maggior parte del tempo nelle esercitazioni delle truppe, in larga parte ancora inesperte, mentre Sherman ignorava rapporti indicanti che i confederati erano oramai molto vicini.

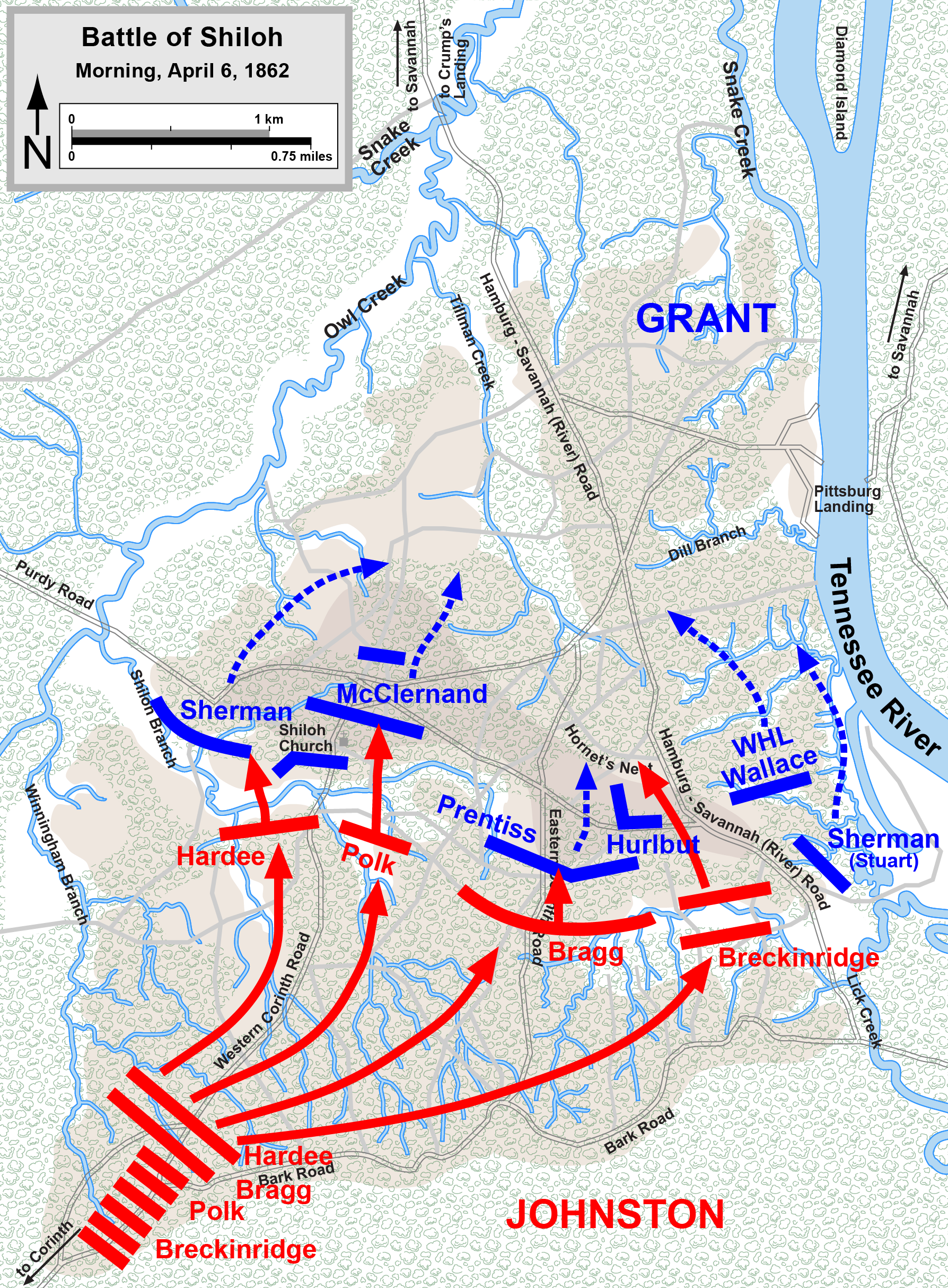
Schema della battaglia di Shiloh alla mattina del 6 aprile

L'inerzia prodottasi creò l'opportunità per i confederati di attaccare prima dell'arrivo di Buell. La mattina del 6 aprile le truppe di Grant si lasciarono cogliere di sorpresa dall'armata sudista guidata da Albert Sidney Johnston e Pierre Gustave Toutant de Beauregard, che colpì per prima, "come una valanga alpina", di fianco alla chiesa del villaggio assalendo cinque divisioni e costringendo a una confusa ritirata verso le sponde del Tennessee.
Johnston rimase ferito gravemente a una gamba e morì durante lo scontro, pertanto gli subentrò Beauregard.

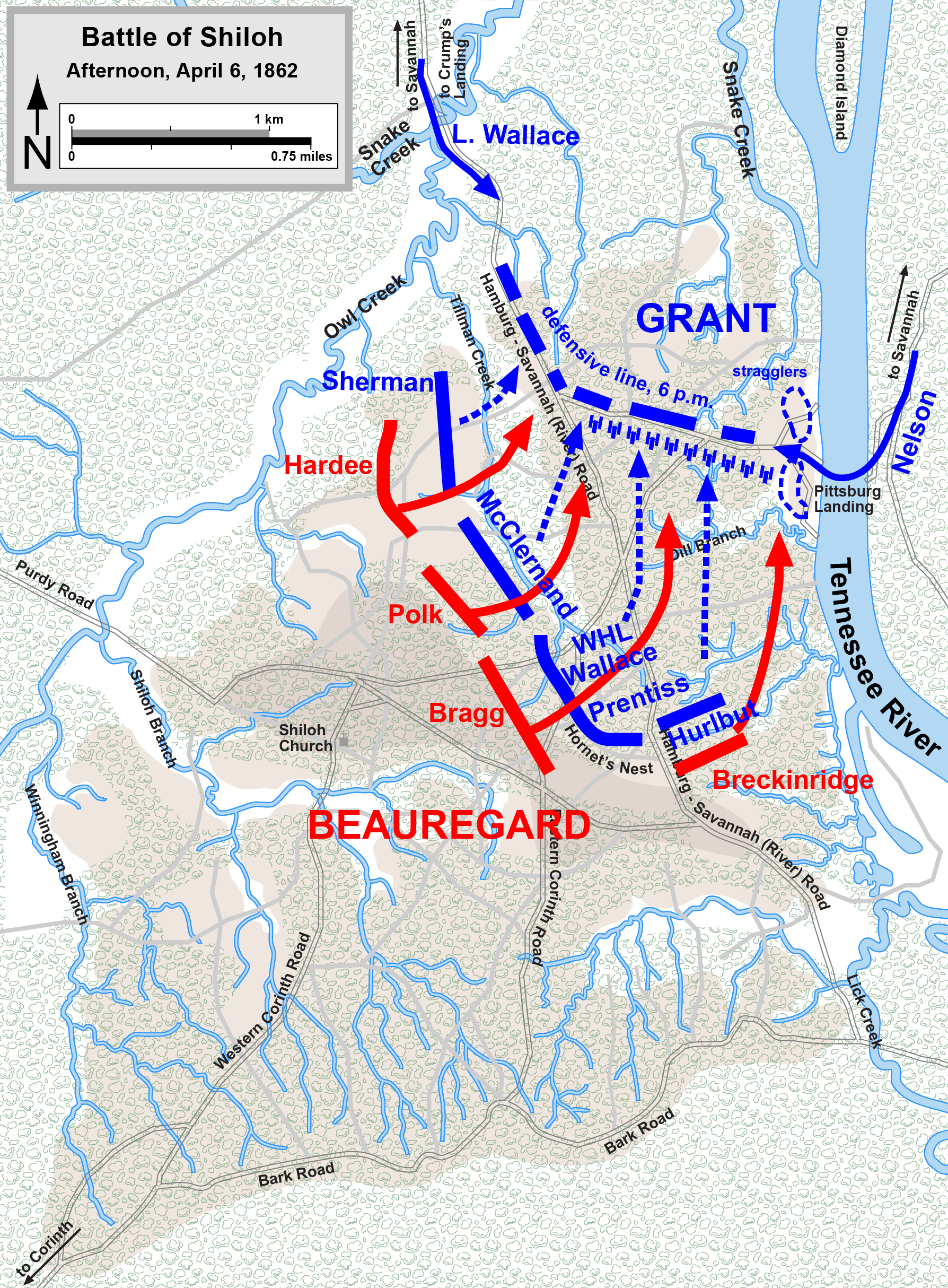
Schema della battaglia di Shiloh al pomeriggio del 6 aprile

Una linea riuscì a contenere l'attacco per diverse ore in un luogo più tardi chiamato "Hornet's Nest", dando così a Grant il tempo d riunire l'artiglieria e 20.000 soldati vicino a Pittsburg Landing; ma i confederati alla fine sfondarono a "Hornet's Nest" arrivando a catturare l'intera divisione, mentre l'"ultima linea di Grant" a Pittsburg Landing mantenne le posizioni. Esausti e privi di rinforzi i confederati, i cui effettivi erano stati dimezzati, si videro costretti a interrompere l'avanzata.
Quella sera cominciò una fitta pioggia battente, e Grant e il suo staff si ripararono accoccolati attorno al fuoco; quando McPherson gli chiese se stava per ritirarsi replicò: "Ritirata? No. Io propongo di attaccarli alla luce del giorno e di frustarli".
Sostenuto dalle 18.000 truppe fresche delle divisioni di Buell e Lew Wallace che gli consentirono di essere in superiorità numerica, Grant contrattaccò all'alba riguadagnando terreno e costringendo i ribelli disorganizzati e demoralizzati a ritirarsi precipitosamente a Corinth, mentre migliaia di persone disertarono.

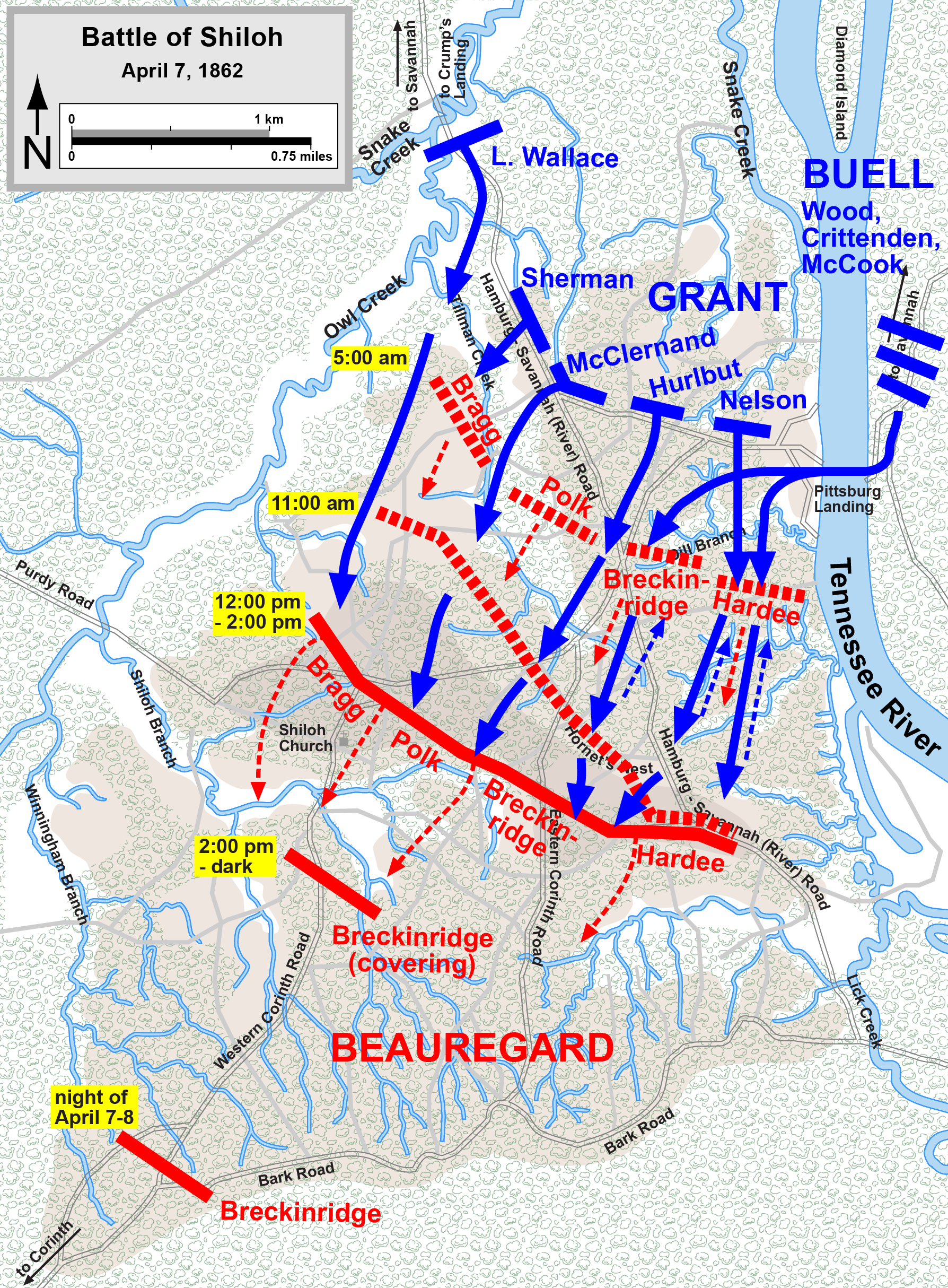
Controffensiva del 7 aprile

Halleck ordinò di non avanzare più di una giornata di marcia dal campo, fermando in tal modo l'inseguimento della Confederate States Army. Sebbene Grant avesse vinto la battaglia, la situazione non cambiò molto, con l'Unione in possesso di Pittsburg Landing e i Confederati ancora una volta rintanati a Corinth.
Rendendosi ben presto conto che il Sud era determinato a combattere e che la guerra non sarebbe stata vinta grazie a un'unica battaglia, Grant avrebbe scritto in seguito: "Allora, in effetti, ho abbandonato ogni idea di salvare l'Unione se non attraverso una completa conquista".
La battaglia di Shiloh fu la più costosa in termini di vite umane perdute dell'intera storia statunitense fino a quel momento, con ben 13.000 vittime nordiste; il numero impressionante di 23.746 caduti in totale impressionò l'intera nazione. Ciò inoltre procurò a Grant numerose critiche, cui egli poté far fronte solo grazie all'appoggio incondizionato espressogli dalla presidenza di Abraham Lincoln.
La stampa lo rimproverò per le perdite sorprendentemente alte, accusandolo anche di ubriachezza durante la battaglia, questo in contrasto con i resoconti forniti dagli ufficiali e da quanti si trovavano con lui in quel frangente. In risposta alle accuse, il suo ufficiale William Ruben Rowley sostenne che erano delle pure bugie frutto d'invenzione; altri testimoni dichiararono che Grant era perfettamente sobrio la mattina del 6 aprile.
Nonostante ciò la vittoria a Shiloh rese impossibile ai confederati di prevalere nella valle del fiume Mississippi o di riconquistare il vantaggio strategico nel Teatro occidentale. Halleck giunse da Saint Louis l'11 aprile per prendere il comando e radunare un esercito di circa 120.000 uomini in totale; il 29 seguente sollevò Grant dal comando di campo per sostituirlo con George H. Thomas. Halleck fece marciare lentamente la propria armata in direzione di Corinth, trincerandosi ogni notte. Iniziava l'assedio di Corinth.
Nel frattempo Beauregard inviò dei falsi disertori per raccontare che si stava ampiamente rinforzando, spostando nel contempo l'esercito durante la notte; con estrema sorpresa di Halleck quando arrivò a Corinth il 30 maggio. Scoraggiato, intanto Grant considerò l'ipotesi delle dimissioni, ma Sherman riuscì a farlo desistere. Lincoln liquidò i critici di Grant dicendo: "non posso fare a meno di quest'uomo, egli combatte!".
Halleck divise le sue forze e reintegrò Grant come comandante in campo dell'Armata del Tennessee l'11 luglio. Il 19 settembre partecipò alla vittoriosa battaglia di Iuka, per poi difendere con successo Corinth, infliggendo pesanti perdite agli avversati nella seconda battaglia di Corinth.
Il 25 ottobre Grant assunse il comando della nuova "Divisione del Tennessee". A novembre, dopo l'avviso preliminare del Proclama di emancipazione, ordinò alle unità sotto il suo comando di incorporare gli ex schiavi nell'Union Army, fornendo loro abiti, riparo e un salario per i loro servizi. In questo modo Grant poté continuare le operazioni militari per il resto del 1862, occupando l'area del Tennessee occidentale e del Mississippi settentrionale, che difese efficacemente dai tentativi di riscossa confederati vincendo cinque scontri campali.

### Campagna di Vicksburg
Tuttavia, il controllo dell'intero corso del Mississippi restava precluso alle forze nordiste a causa della presenza della solida fortezza di Vicksburg, che Grant iniziò a mettere sotto assedio a partire dal dicembre del 1863. La roccaforte confederata bloccava la strada per il completo controllo sul fiume, rendendo così la sua cattura vitale per l'efficace proseguimento dell'impegno bellico.
L'Armata di Grant stazionava nell'ovest del Tennessee con 40.000 truppe disponibile al combattimento; rimase però esasperato dall'apprendere che il presidente Lincoln aveva autorizzato McClernand a creare un esercito separato per lo scopo. Halleck lo fece tuttavia stanziare attorno a Memphis ponendolo sotto l'autorità di Grant. A seguito della conquista di Holly Springs progettò di attaccare la zona frontale di Vicksburg via terra mentre Sherman avrebbe dovuto avanzare dalla parte del fiume.

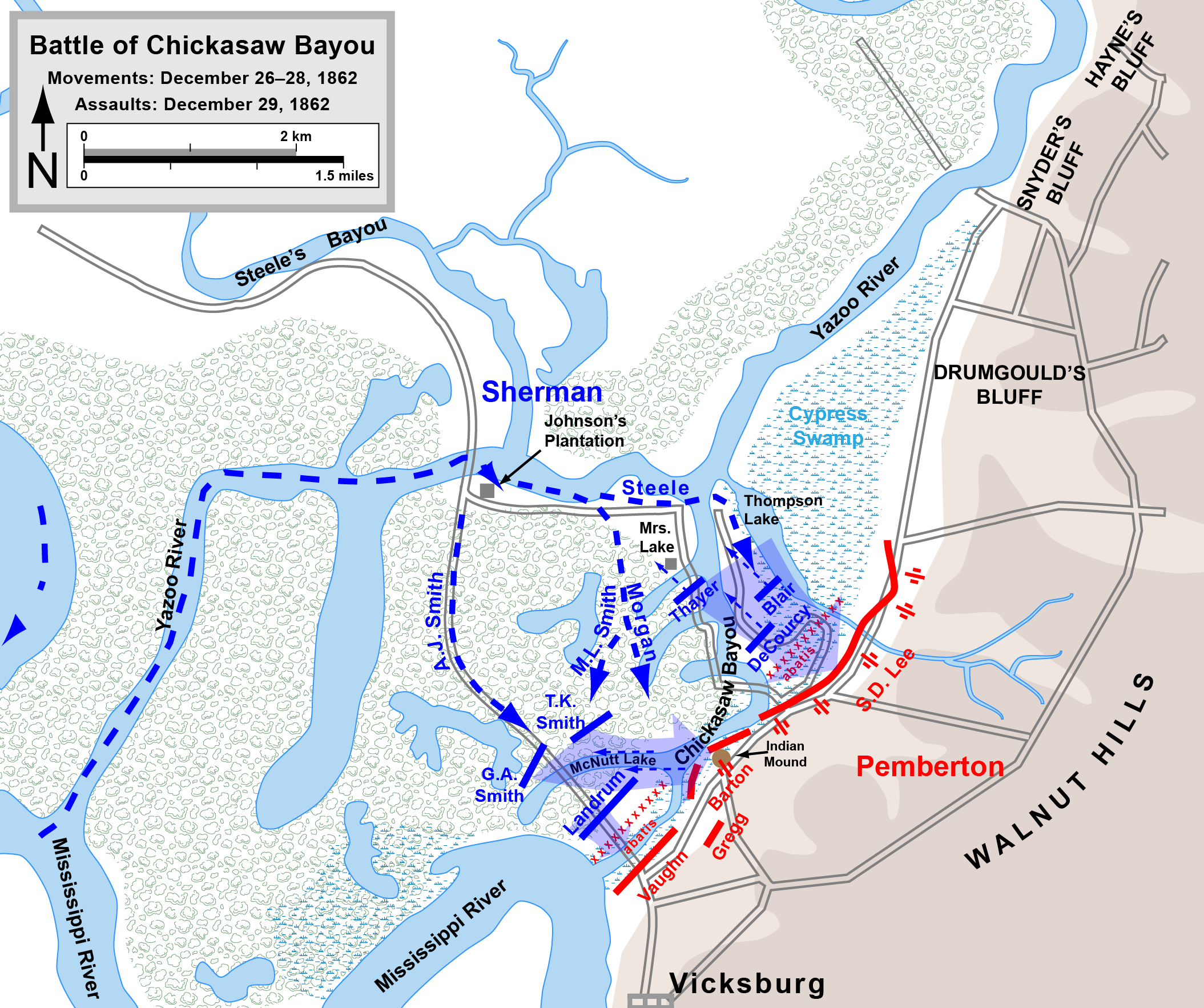
Schema della battaglia di Chickasaw Bluffs

Le incursioni della cavalleria confederata svoltesi tra l'11 e il 20 dicembre tuttavia riuscirono a interrompere le comunicazioni, facilitando in tal modo la loro ripresa di Holly Springs e impedendo ai due fronti unionisti di connettersi. Il giorno 29 le forze confederate guidate dal tenente generale John Clifford Pemberton respinsero la tattica diretta di Sherman nella battaglia di Chickasaw Bluffs; l'esercito di Sherman fu raggiunto da McClernand e ne assunse il comando; indipendentemente da Grant condusse una campagna che portò alla battaglia di Fort Hindman.
     Confederazione
     Unione

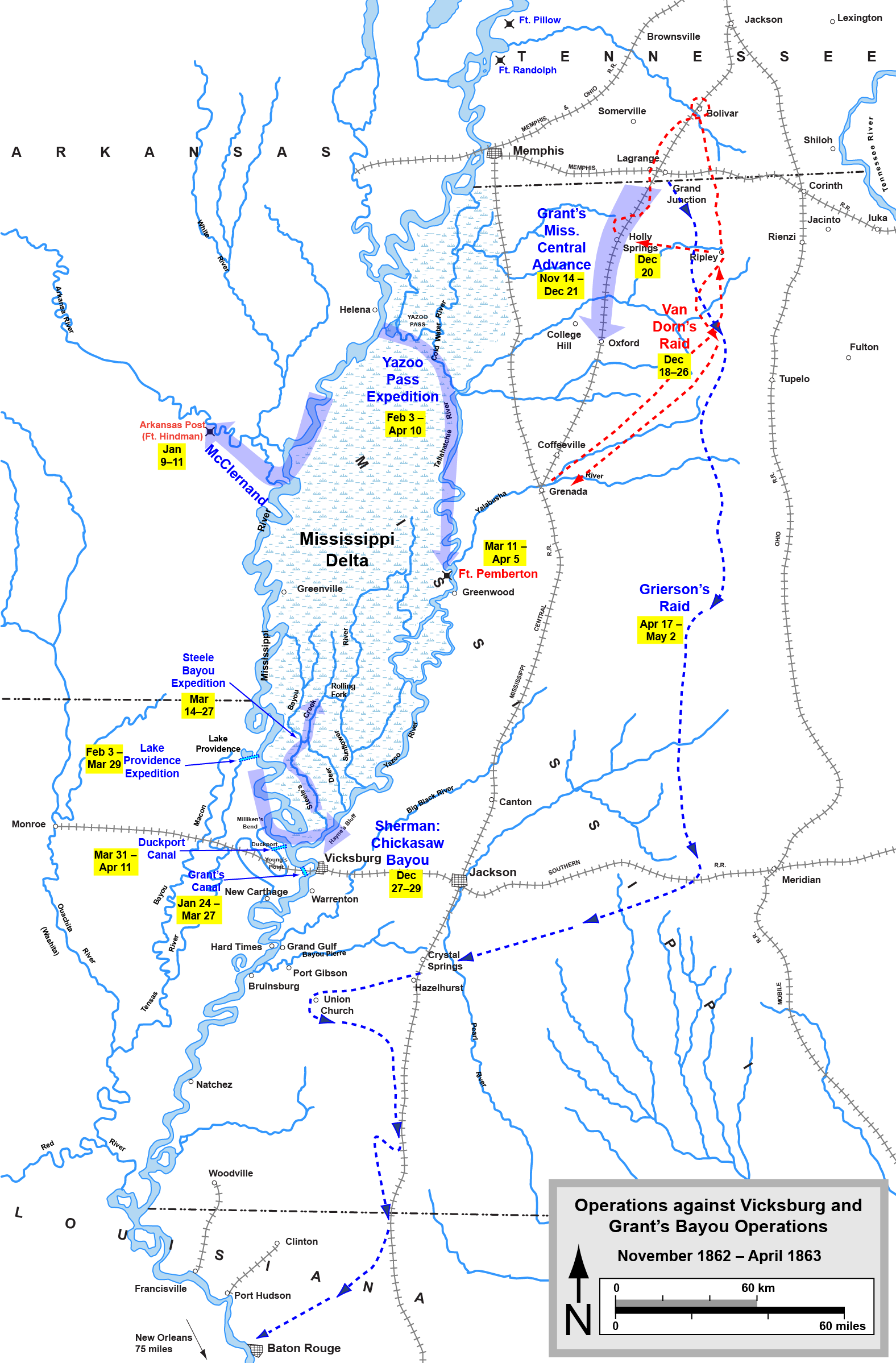
Mappa delle operazioni contro Vicksburg (dicembre 1862-marzo 1863), inclusa la battaglia di Fort Hindman
Confederazione
Unione

Durante questo periodo Grant fece incorporare nell'Union Army gli schiavi fuggitivi, fornendo loro protezione e lavoro retribuito. Insieme alle sue responsabilità militari nei mesi immediatamente seguenti il ritorno al comando, Grant si preoccupò per l'espansione del contrabbando di cotone nel proprio distretto; paventando che tale commercio illecito indebolisse lo sforzo bellico dell'Unione finanziando la Confederazione e prolungando di conseguenza la guerra, mentre i soldati continuavano a morire sul terreno, il 17 dicembre emise l'"Ordine Generale N° 11". Questa disposizione prevedeva l'espulsione immediata di tutti gli Ebrei dal territorio, dichiarando che i loro mercanti stavano violando le regole del commercio. Scrivendo nel 2012 lo storico Jonathan D. Sarna ha detto che Grant "ha emesso il più noto ordine ufficiale anti-ebraico nella storia dell'antisemitismo negli Stati Uniti d'America"; le opinioni degli specialisti a riguardo variano a seconda delle motivazioni addotte dal generale per l'emanazione dell'ordine esecutivo. I capi della comunità ebraica andarono a lamentarsi direttamente con Lincoln, mentre la stampa del Nord criticava fortemente Grant. Il presidente chiese pertanto che l'Ordine fosse revocato, cosa che venne fatta; fu annullato dopo tre settimane. Intervistato anni dopo in risposta alle accuse rivoltegli di antigiudaismo del suo Ordine, Grant spiegò: "Durante i tempi di guerra queste belle distinzioni sono state ignorate, non abbiamo avuto il tempo di gestire le cose usando i guanti di velluto"; fece ammenda durante la sua presidenza, nominando molti ebrei americani a varie posizioni nell'amministrazione.
Il 29 gennaio assunse il comando generale e tentò di avanzare attraverso il terreno reso un pantano con l'intento di aggirare i cannoni di Vicksburg; la mossa si rivelò inefficace, tuttavia consentì alle nuove leve di iniziare ad acquisire l'esperienza necessaria. Il 16 aprile diede ordine alle cannoniere dell'ammiraglio David Dixon Porter di unirsi con le sue truppe, sotto il fuoco delle batterie, che avevano marciato a sud lungo il lato ovest del Mississippi. Guidò la fanteria, composta da 33.000 uomini, oltre il caposaldo sulla sponda occidentale; mentre anche la flotta si portava al di là della roccaforte, fuori gittata delle sue artiglierie.
     Confederazione
     Unione

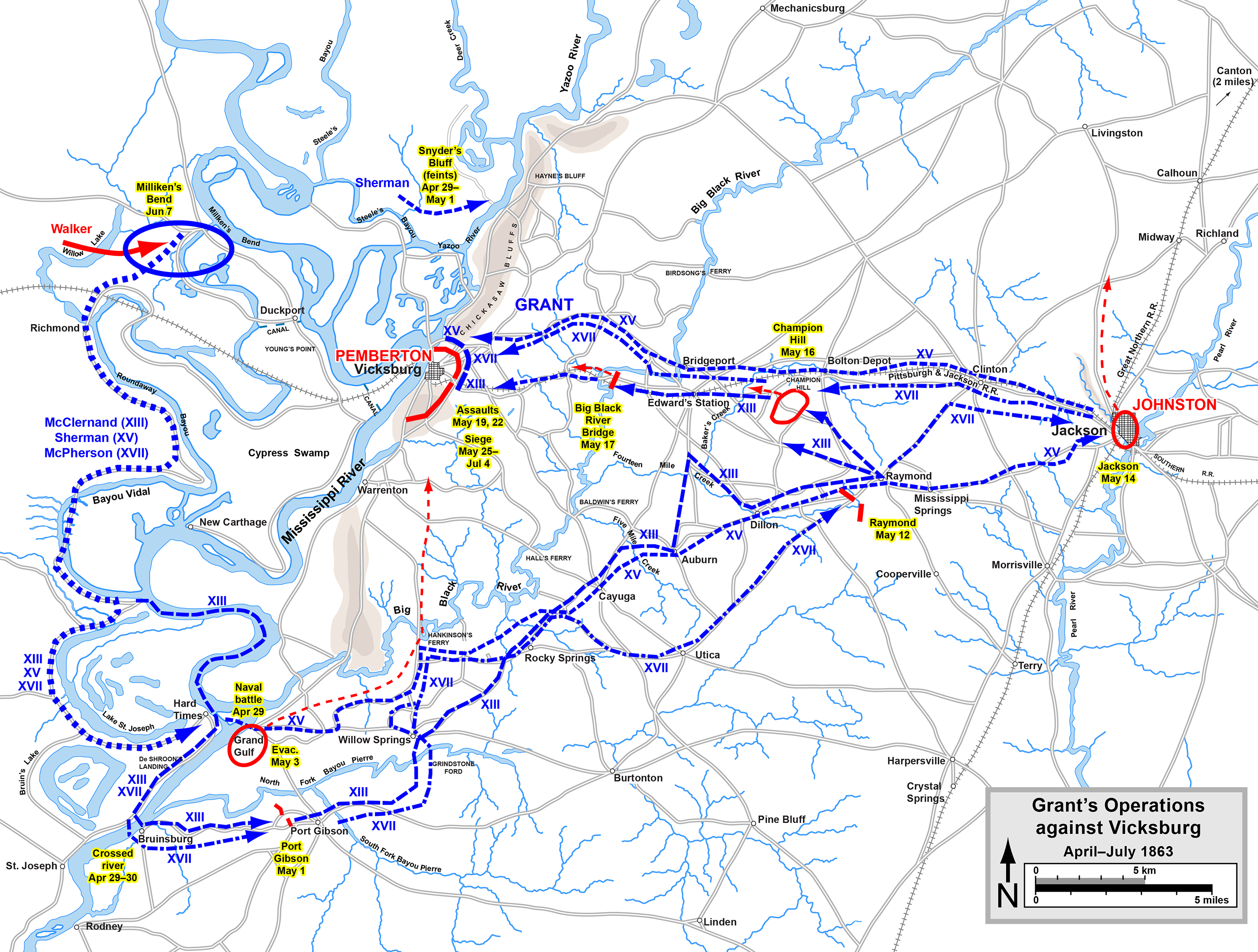
Schema delle operazioni di Grant contro Vicksburg dall’aprile al luglio 1863, incluse la battaglia di Big Black River Bridge (maggio) e la battaglia di Jackson (Mississippi)
Confederazione
Unione

Diede quindi disposizioni alla cavalleria d'intraprendere scontri diversivi nell'intero territorio dello Stato per confondere Pemberton e permettere così al suo esercito di spostarsi a est attraversando il fiume; la fanteria e la cavalleria si congiunsero sul basso corso per traghettare le truppe sulla riva opposta dove Grant, pur rimasto senza linee di rifornimento, manovrò con rapidità sorprendendo più volte i confederati fino a sbarcare nella cittadina di Bruinsburg.
Il generale, sfruttando l'inimicizia tra i due comandanti confederati della zona (Joseph Eggleston Johnston a capo del dipartimento confederato dell'ovest e J. C. Pemberton, comandante della piazzaforte di Vicksburg), sconfisse una forza nemica proveniente da nord a Port Gibson, per poi spostarsi a est ricacciando indietro una seconda armata comandata da Jonhston da Jackson con due vittoriosi scontri campali.

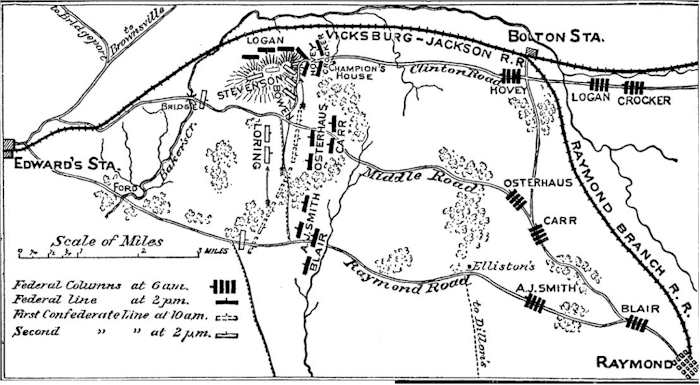
Schema della battaglia di Champion Hill

La battaglia di Jackson permise a Grant di conquistare la capitale dello Stato; quindi si spostò verso l'obiettivo, sconfiggendo Pemberton nella battaglia di Champion Hill il 16 maggio, costringendolo a una fuga disordinata e ad asserragliarsi nella fortezza, messa sotto assedio dopo due falliti assalti frontali.
Tentò dapprima di assaltare le trincee poste di fronte all'ingresso di Vicksburg, subendo però gravi perdite, infatti Grant fece scavare due trincee lunghe 25 km e minò le poderose fortificazioni scavando delle gallerie sotto i bastioni, che fece saltare procurandosi un varco: al momento dell'assalto però i soldati nordisti vennero fermati da un fitto lancio di granate provenienti dagli spalti, mentre gli stessi corpi dei caduti ostruirono la barriera creatasi con il crollo delle mura. L'attacco si trasformò in un assedio durato sette settimane.

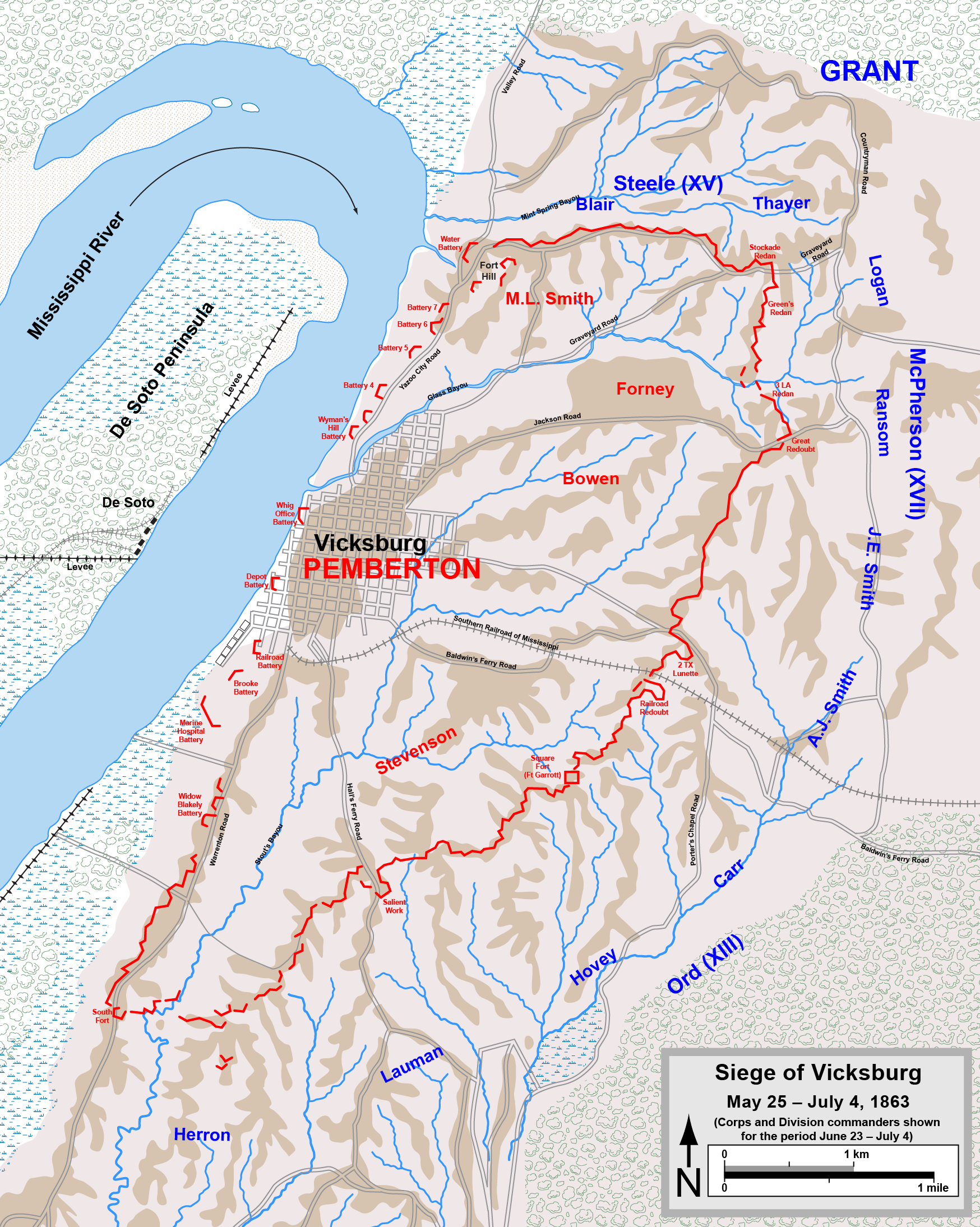
Assedio di Vicksburg. I comandanti di corpo e di divisione sono rappresentati per il periodo dal 23 giugno al 4 luglio

Durante questo periodo di relativa calma Grant ebbe occasionalmente la possibilità di bere. Ponendo fine dell'assedio di Vicksburg Pemberton si arrese per fame il 4 luglio, anniversario del Giorno dell'Indipendenza - consegnando a Grant un ingente bottino di armi e prigionieri di guerra (circa 30.000, tra cui 15 generali, 260 cannoni e 60.000 fucili).
La caduta di Vicksburg diede alle forze unioniste il pieno controllo del Mississippi dividendo la Confederazione in due tronconi. A quel tempo le simpatie politiche di Grant coincidevano completamente con l'azione aggressiva dei Repubblicani radicali sui temi della guerra e dell'emancipazione degli schiavi. Il successo conseguito rappresentò una notevole spinta morale nello sforzo bellico; la rivalità personale con McClernand continuò fino a quando Grant non gli tolse il comando dopo aver contravvenuto agli ordini emettendo un'ordinanza senza il suo previo permesso.
Quando il Segretario alla Guerra Edwin McMasters Stanton suggerì che il generale fosse riportato a est per dirigere l'Armata del Potomac Grant lo contraddisse scrivendo di conoscere assai meglio la geografia e le risorse dell'ovest e di non voler sconvolgere la catena di comando del Teatro Orientale.

### Campagna di Chattanooga e promozione
Con la caduta di Vicksburg, la Confederazione si ritrovò tagliata in due tronconi. Il 16 ottobre 1863 Lincoln nominò Grant comandante generale del Fronte Occidentale e gli assegnò il comando della Divisione del Mississippi appena costituita, compresa l'armata dell'Ohio, l'armata del Tennessee e l'armata del Cumberland.
Dopo la battaglia di Chickamauga (18-20 settembre) l'armata del Cumberland si era ritirata a Chattanooga, ov'era però rimasto intrappolato; quando venne informato della situazione venutasi a creare Grant mise George H. Thomas a capo della spedizione di salvataggio. Prendendo personalmente il comando Grant giunse a cavallo, con l'intenzione di rifornire la città e rompere definitivamente l'assedio.
Il presidente gli inviò in aiuto anche Joseph Hooker con due divisioni dell'"Armata del Potomac"; le forze unioniste catturarono così il "Brown's Ferry" aprendo una linea diretta di rifornimento per Bridgeport. Il 23 novembre organizzò i tre eserciti per attaccare nella battaglia di Lookout Mountain (24 novembre) prima e nella battaglia di Missionary Ridge (25 novembre) poi. Grant ordinò a Thomas e all'armata del Cumberland di avanzare quando le truppe di William Tecumseh Sherman non riuscirono a occupare Missionary Ridge da nord-est.
Guidato da Philip Henry Sheridan e dal generale di brigata Thomas John Wood l'esercito caricò in salita arrivando a conquistare i trinceramenti confederati posti sulla cima, costringendo i ribelli a battere in ritirata. Gli scontri campali svoltisi nel corso della campagna di Chattanooga furono decisivi nel dare all'Unione il pieno controllo del Tennessee, oltre che ad aprire la possibilità della tanto attesa invasione della Georgia, il cuore degli Stati Confederati d'America. Il generale intendeva incunearvisi per dividere ulteriormente i territori e gli eserciti ribelli.

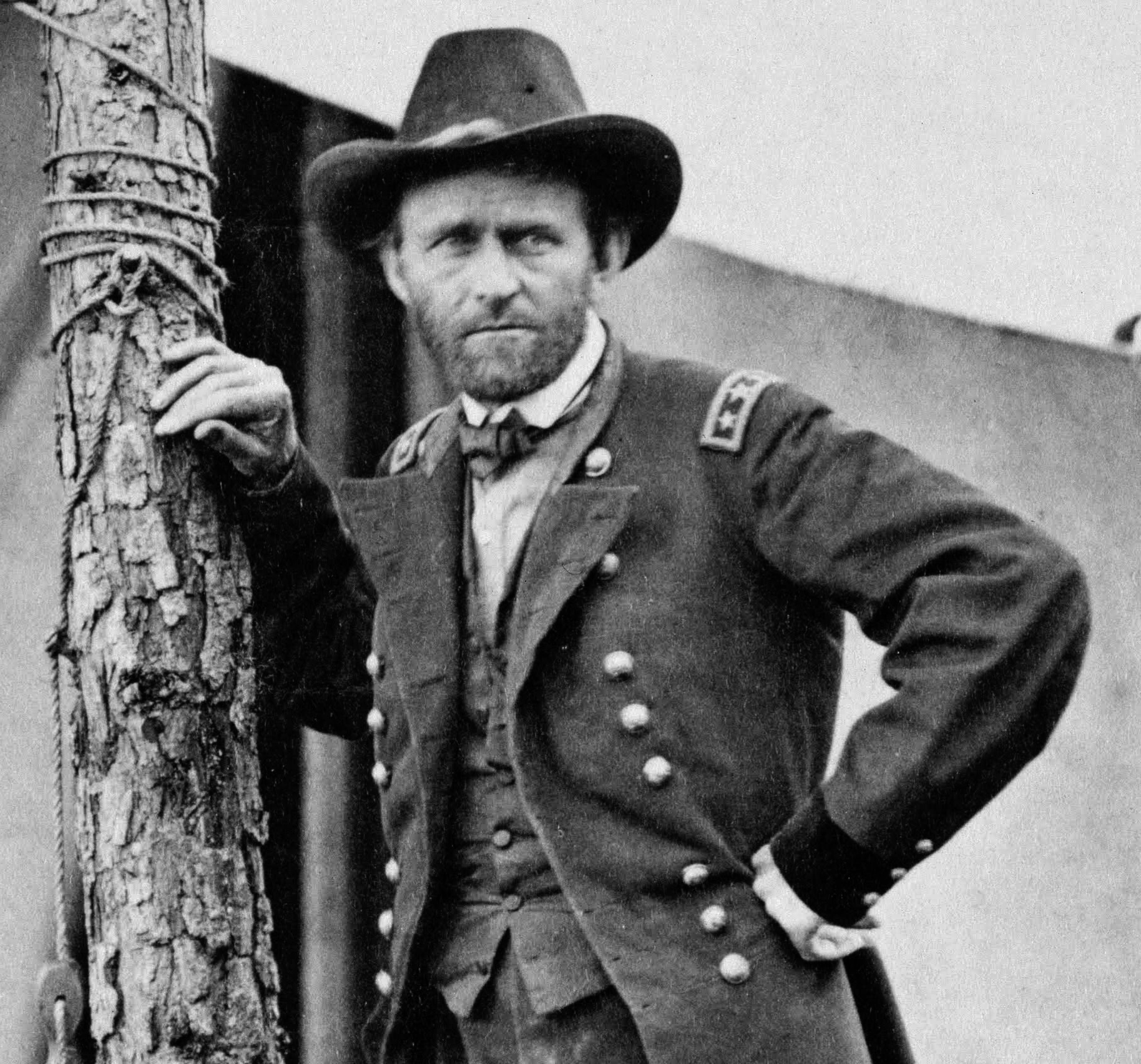
Il generale Grant in una foto scattata da Mathew B. Brady nel 1864

La sua volontà di combattere e la sua abilità nel vincere avevano già avuto modo d'impressionare favorevolmente Lincoln il quale, il 2 marzo 1864, lo promosse al grado di Tenente generale; mentre il 17 dello stesso mese gli affidò la guida di tutte le armate unioniste in qualità di comandante generale dell'esercito statunitense, dovendo pertanto rispondere delle decisioni prese solamente al presidente.
Lo stile di Grant nei combattimenti venne definito da un generale "quello di un bulldog". Durante molte battaglie egli ordinò attacchi diretti o assedi assai rigidi, spesso anche quando le sue truppe erano sulla difensiva; una volta che l'offensiva o l'assedio erano iniziati, Grant rifiutava di cessarli fino a quando il nemico non si fosse arreso o fosse stato sbaragliato. Una simile tattica toglieva senza dubbio forza al nemico, infliggendogli perdite irreparabili, ma spesso portava anche a pesanti perdite fra i suoi uomini.
Dopo aver assegnato a Sherman la Divisione del Mississippi si recò a Washington per incontrarsi con Lincoln e mettere a punto una strategia incentrata sul paralizzare l'esercito ribelle e catturare Richmond. Grant stabilì quindi il suo nuovo quartier generale nell'armata del Potomac di George G. Meade a Culpeper, poco a nord-ovest della capitale nemica. Meade aveva seguito il cauto approccio di Henry Halleck ai combattimenti e Grant era lì per dargli la direzione e l'incoraggiamento a essere più aggressivo; concentrò quindi le sue attenzioni a prendere la città che da lungo tempo resisteva alle forze dell'Unione.
Presto sviluppò un piano generale di cinque offensive coordinate con attacco in contemporanea degli eserciti ribelli, per costringere i confederati a spostare i propri rinforzi all'interno delle loro linee difensive; Sherman avrebbe dovuto inseguire l'armata confederata del Tennessee di Joseph Eggleston Johnston mentre Meade avrebbe guidato l'armata del Potomac, con Grant sul campo, per attaccare e distruggere l'Armata Confederata della Virginia Settentrionale ai comandi di Robert Edward Lee. Benjamin Butler sarebbe dovuto infine avanzare da sud lungo il fiume James, mentre un'operazione congiunta tra esercito e marina unioniste doveva essere lanciata contro Mobile.
Se Lee fosse stato costretto a fermarsi a sud come previsto, Grant avrebbe unito le proprie forze con gli eserciti di Butler e avrebbe ricevuto i rifornimenti necessari attraverso il James. Nel frattempo Franz Sigel avrebbe dovuto occupare la linea ferroviaria di Lynchburg e subito dopo muoversi in direzione est e attaccare direttamente dai Monti Blue Ridge. Sapeva infatti molto bene che Lee disponeva di effettivi alquanto limitati e che una guerra di logoramento combattuta su un campo di battaglia privo di alcun trinceramento avrebbe condotto a una sua certa sconfitta.

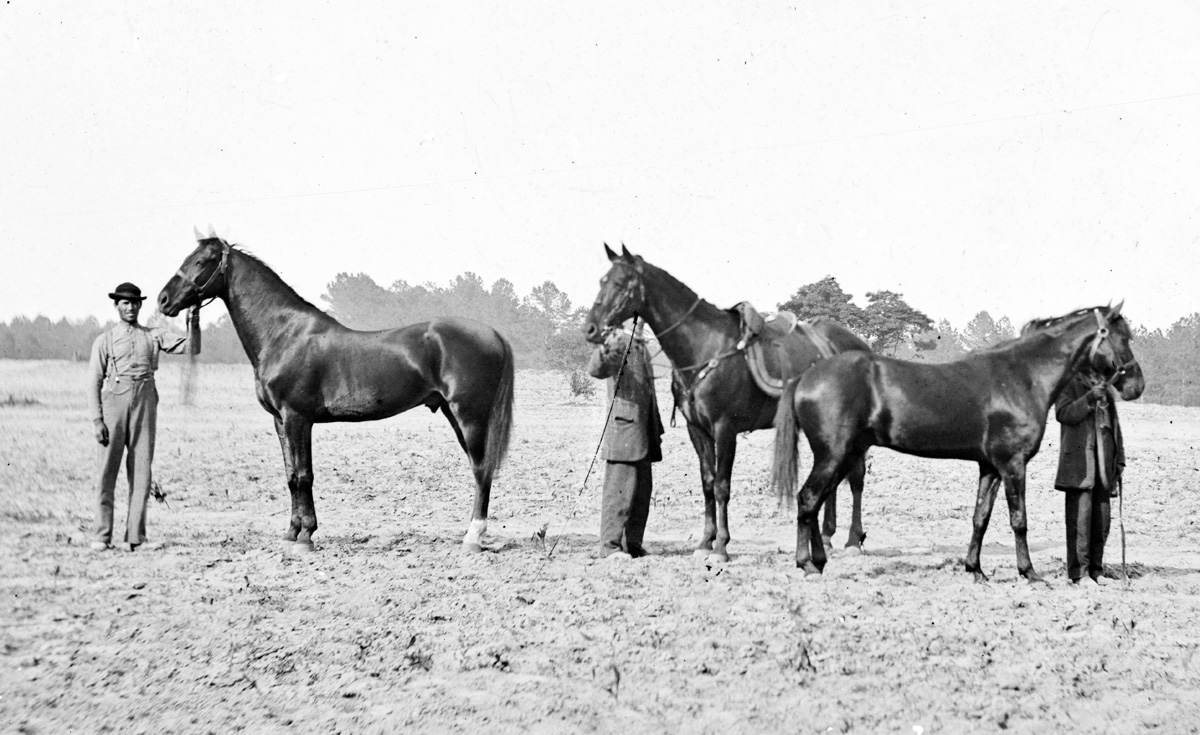
Fotografia ritraente i tre cavalli di Grant durante la campagna terrestre (a Cold Harbor (Virginia), da sinistra a destra: Egitto, Cincinnati e Jeff Davis

Dopo lo scontro ricevette un enorme cavallo purosangue inglese di nome Cincinnati in dono da parte di un ammiratore riconoscente; l'animale divenne immediatamente il favorito del generale, non lasciandolo cavalcare da nessun altro tranne Lincoln; Grant era considerato uno dei migliori esperti di equitazione e nel corso della guerra cavalcò diversi altri cavalli.
Il Comandante stava ora beneficiando di una marea crescente di popolarità e si cominciò a ventilare l'ipotesi che una decisiva vittoria entro la prima metà dell'anno avrebbe potuto portare alla sua candidatura alle elezioni presidenziali del 1864; egli, a conoscenza delle voci, escluse però categoricamente un suo interessamento all'ingresso in politica. La possibilità sarebbe presto svanita a seguito di ritardi sopraggiunti sul fronte bellico.

### Campagna terrestre e assedio di Petersburg
La "Campagna terrestre" risultò essere una serie di battaglie senza quartiere combattute nel territorio della Virginia per sette settimane, durante i mesi di maggio e giugno del 1864; gli sforzi congiunti messi in atto da Sigel e Butler non ebbero l'esito sperato, al punto che Grant rimase solo a combattere Lee. La mattina di mercoledì 4 maggio, vestito di tutto punto con la sua uniforme intera e con la spada al fianco, uscì dal suo quartier generale a Culpeper verso Germanna Ford, montando il suo prediletto Cincinnati.
     Confederazione
     Unione

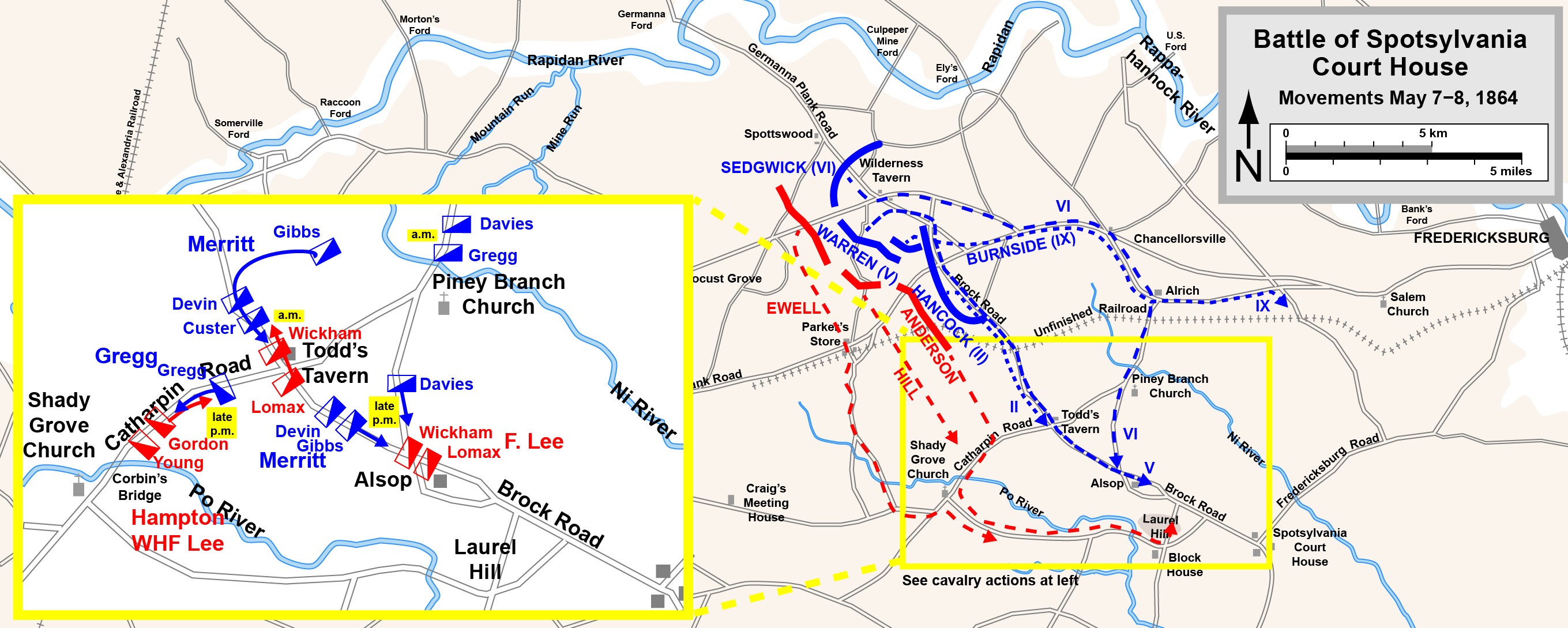
I movimenti del 7 maggio 1864; sono inserite anche la azioni della cavalleria
Confederazione
Unione

Durante quella stessa giornata attraversò senza ostacoli il Rapidan, mentre le truppe unioniste guadavano il fiume e le provviste venivano trasportate su quattro ponti di barche. Il 5 attaccò Lee nella battaglia del Wilderness, durata per ben tre giorni con un numero stimato di vittime di 17.666 per l'Unione e 11.125 per i Confederati. Nonostante le gravi perdite e le difficoltà del terreno l'armata del Potomac oppose una resistenza accanita; invece di ritirarsi come avevano fatto i suoi predecessori Grant affiancò l'esercito di Lee a sud-est tentando di mettere le sue forze tra il generale nemico e Richmond alla Spotsylvania Courthouse.

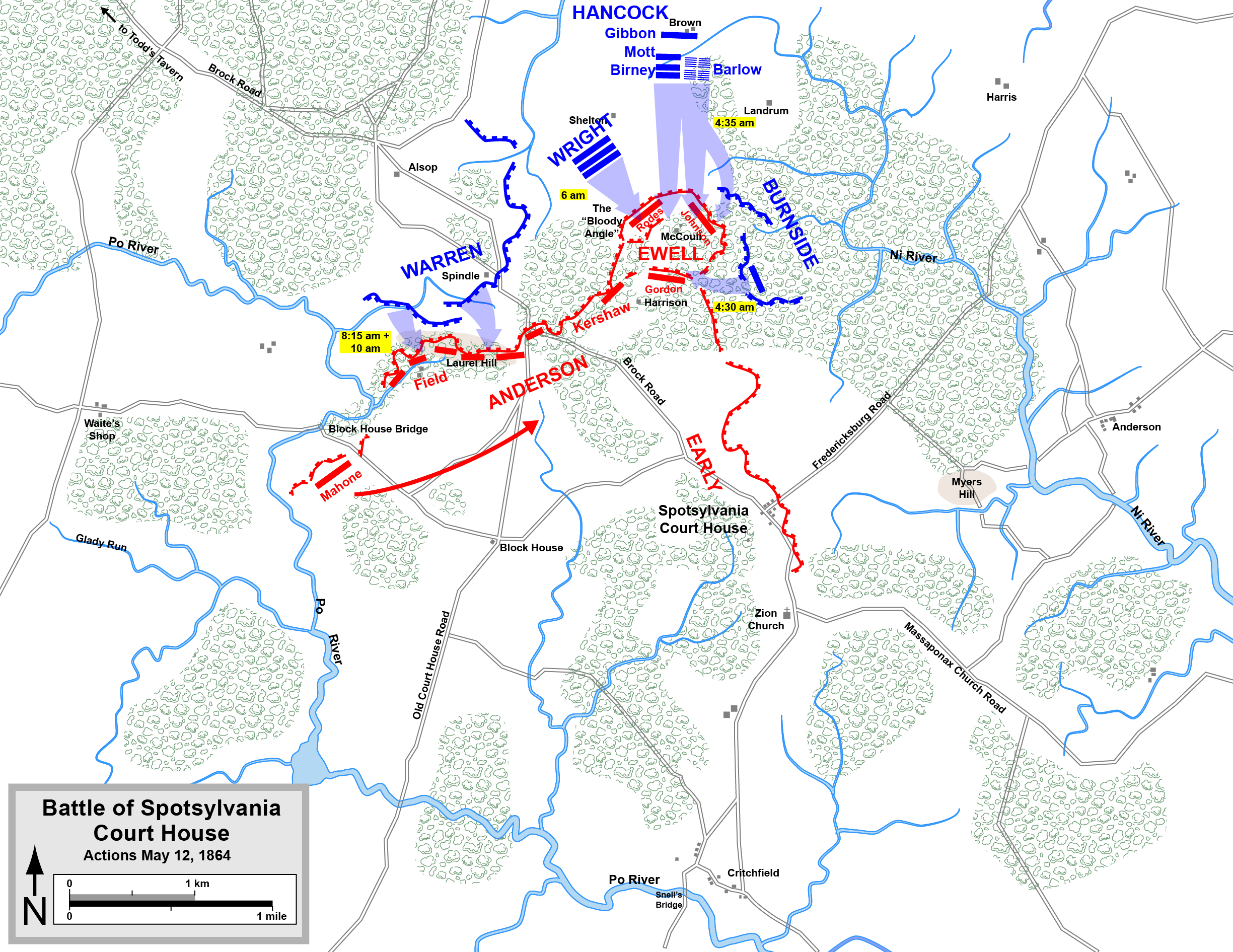
L'assalto di Grant del 12 maggio (il "Bloody Angle") nel corso della battaglia di Spotsylvania Court House

L'armata avversaria arrivò per prima e ne seguì un difficile sconto, la battaglia di Spotsylvania Court House della durata di tredici giorni, con perdite stimate di 18.399 unionisti contro 13.421 confederati e che terminò in un sostanziale pareggio. Grant tentò di sfondare il saliente Muleshoe di Lee sorvegliato dall'artiglieria provocando in tal modo uno dei più sanguinosi assalti della Guerra Civile, noto come "Bloody Angle" (angolo sanguinoso); incapace di spezzarne le linee affiancò nuovamente i ribelli a sud-est, scontrandosi con essi nella battaglia di North Anna, che proseguì da 23 al 26 maggio.
     Confederazione
     Unione

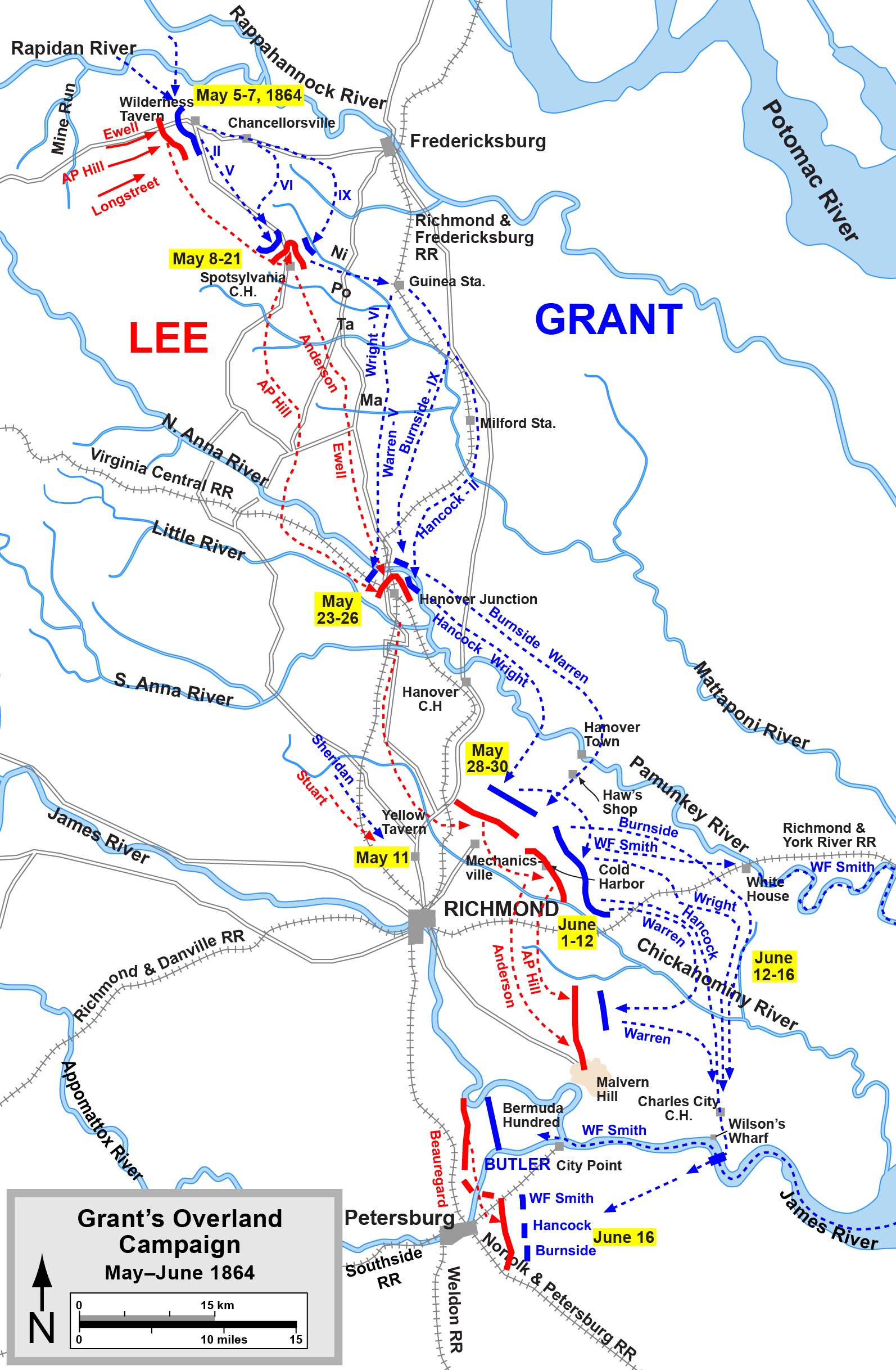
La campagna terrestre, dalla battaglia del Wilderness fino all'attraversamento del fiume James
Confederazione
Unione

Grant manovrò quindi il suo esercito verso Cold Harbor, un importante snodo ferroviario collegato a Richmond, ma gli uomini di Lee avevano il vantaggio difensivo e si trincerarono. Durante il terzo giorno della battaglia di Cold Harbor (31 maggio-12 giugno) condusse un assalto assai costoso in termini di vite umane; il Comandante generale fu presto identificato come "il Macellaio" dalla stampa nordista dopo aver perso 52.788 uomini in un colpo solo. L'esercito confederato subì invece 32.907 vittime, ma ebbe maggiori difficoltà a sostituirle.
Questa fu la seconda di due battaglie nel corso dell'intera guerra che Grant in seguito disse di rimpiangere (l'altro era stato il suo assalto iniziale a Vicksburg). Non visto da Lee, riuscì comunque a tirarsi fuori da Cold Harbor e a portare il proprio esercito a sud del fiume James, liberò Butler dalla campagna di Bermuda Hundred (dove i ribelli lo avevano circondato) e avanzò verso Petersburg, il fulcro ferroviario della Virginia.
Dopo aver attraversato il James arrivò in vista della città, minacciando così direttamente la vicina Richmond. Iniziò così l'assedio di Petersburg, durato dal 9 giugno 1864 al 25 marzo 1865; la sua pressione incessante costrinse alla fine Lee a far evacuare Richmond, non prima però di aver fatto appiccare un incendio generalizzato.
Pierre Gustave Toutant de Beauregard si pose alla difesa e ben presto arrivarono i rinforzi costituiti dai veterani di Lee. Il risentimento del Nord crebbe mentre la guerra si trascinava, ma Lee fu costretto a limitarsi alla difesa di Richmond, incapace di rafforzare le altre truppe confederate. A Sheridan fu assegnato il comando dell'armata unionista di Shenandoah e Grant gli ordinò di "seguire il nemico fino alla morte" e di distruggere le forniture vitali nemiche presenti nella valle dello Shenandoah di sua competenza.
Quando Sheridan riferì di aver subito attacchi da parte della cavalleria confederata irregolare di John Singleton Mosby, il Comandante raccomandò di radunare le loro famiglie e di incarcerarle come ostaggi a Fort McHenry.
A Petersburg Grant approvò un piano per far saltare parte delle trincee nemiche utilizzando una galleria sotterranea; l'esplosione creò un cratere, nel quale si riversarono le truppe dell'Unione le quali furono però mal guidate. Ripresisi dalla sorpresa, i confederati le circondarono e facilmente le fecero prigioniere (la battaglia del cratere). Le vittime dell'Unione, 3.500, superarono il numero di quelle avversarie di almeno tre volte; sebbene il piano avrebbe potuto avere successo se implementato correttamente, Grant ammise che la tattica era stata uno "stupendo fallimento".
Piuttosto che combattere Lee in un attacco frontale completo come aveva già tentato di fare a Cold Harbor, continuò invece a frazionare le difese di Lee a sud e a ovest della città per cercare di catturare i collegamenti ferroviari essenziali.
Dopo che il genio militare completò la ricostruzione della rete ferroviaria a City Point, Grant usò i mortai per aggredire le forze nemiche oramai soverchiate dalle truppe unioniste. Tra il 2 e il 23 agosto fu conquistata Mobile nella battaglia della baia di Mobile e il 2 settembre Sherman vinse la battaglia di Atlanta, con il ritiro completo delle forze confederate. Entrambe le vittorie, insieme con il trionfo di Sheridan nella Shenandoah Valley, assicurarono la rielezione di Lincoln a novembre.
Sherman convinse sia Grant sia il presidente a mandare il suo esercito a marciare su Savannah e devastare il cuore confederato; fu la marcia verso il mare di Sherman. Egli tagliò per il territorio nemico con un percorso a tenaglia per un raggio di 60 miglia di larghezza, accompagnando la distruzione totale delle infrastrutture del Sud (la tattica della terra bruciata) senza incontrare praticamente alcun ostacolo; raggiunse infine le sponde dell'Oceano Atlantico e catturò Savannah il 22 dicembre.
Intanto il 16, dopo essere stato molto sollecitato da Grant, l'esercito sotto il comando di Thomas ottenne una sonante vittoria nella battaglia di Nashville. Era l'inizio della fine per la Confederazione, con le forze di Lee asserragliate a Petersburg come unico ostacolo significativo rimasto.

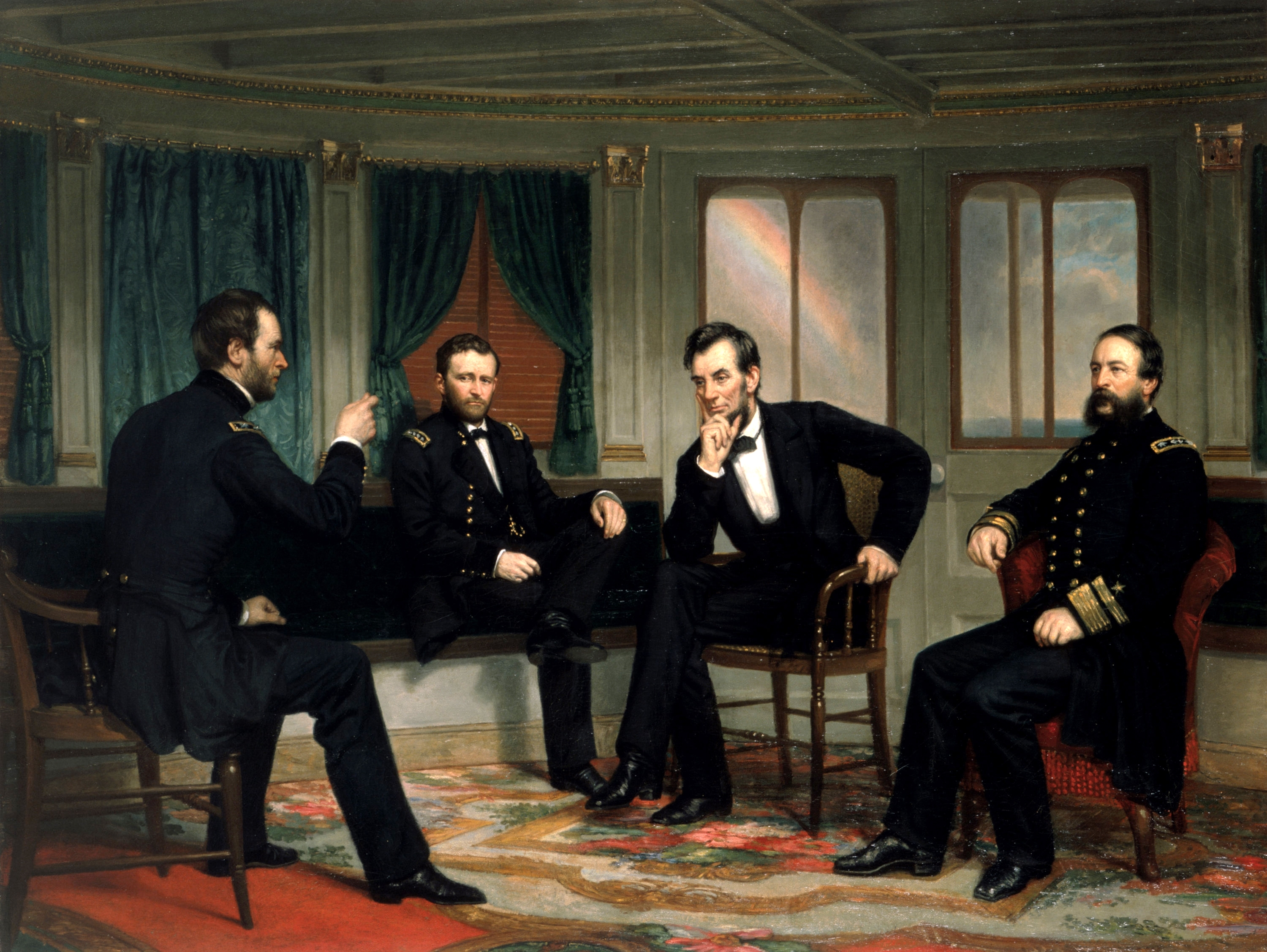
L'incontro tra Grant (al centro sinistra) accanto ad Abraham Lincoln con il generale William Tecumseh Sherman (all'estrema sinistra) e l'ammiraglio David Dixon Porter (a destra) in un dipinto di George Peter Alexander Healy intitolato The Peacemakers (I pacificatori)

### Campagna di Appomattox e vittoria finale
Nel marzo del 1865 Grant era oramai riuscito a indebolire notevolmente le forze di Lee, avendo esteso la propria linea del fronte ad un’ampiezza di 35 miglia, con i ranghi delle truppe avversarie allo sbando e con migliaia di diserzioni a causa della fame e delle tensioni crescenti dovute alla spossante guerra di trincea.
Il 28 marzo il Comandante generale con Sherman, l'ammiraglio David Dixon Porter e il presidente, si ritrovarono per tenere insieme una conferenza il cui tema precipuo doveva essere la resa incondizionata dei confederati e il successivo piano di ricostruzione per il Sud.

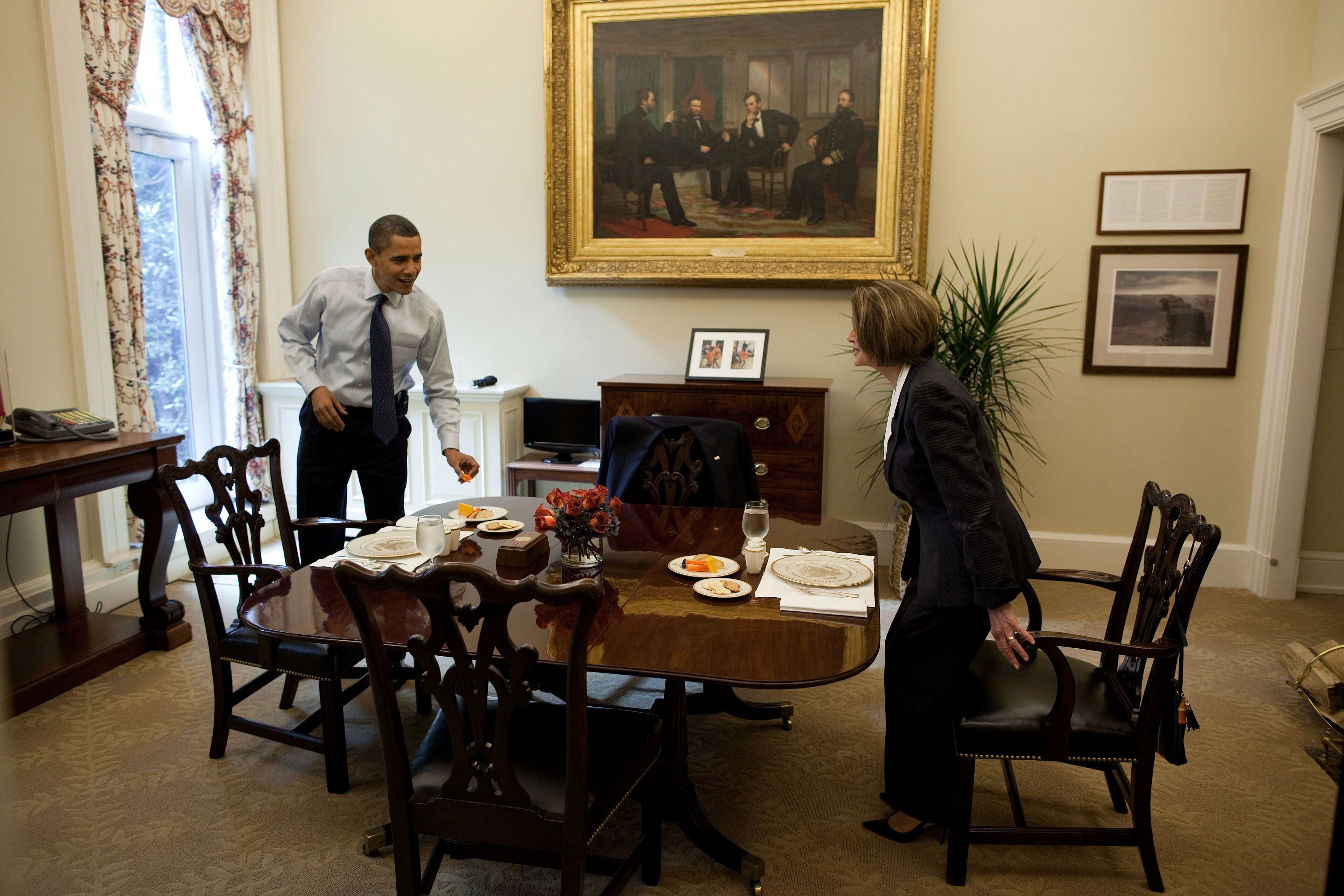
Barack Obama e Nancy Pelosi nello Studio Ovale con, nella parete centrale The Peacemakers

Il 2 aprile gli unionisti presero Petersburg e già il giorno seguente poterono entrare in una Richmond fatta evacuare in gran fretta dopo essere stata data alle fiamme. Lee tentò un ultimo tentativo disperato di ricomporsi con i resti dell'esercito sconfitto di Joseph Eggleston Johnston, ma la cavalleria di Sheridan ebbe il sopravvento riuscendo a impedire la convergenza dei due tronconi, tagliandogli inoltre tutti i rifornimenti.
Grant si trovava in comunicazione con Lee già prima che affidasse al proprio aiutante di campo Orville Elias Babcock il compito di portare il suo ultimo dispaccio al generale nemico, chiedendo la sua resa immediata con le istruzioni per scortarlo in un luogo d'incontro scelto dallo stesso Lee. In sella al suo prediletto Cincinnati percorse una lunga rotta verso ovest scavalcando quello che rimaneva dell'armata di Lee per unirsi a Sheridan, il quale nel frattempo aveva catturato la stazione di Appomattox, bloccando in tal maniera ogni residua via di fuga.

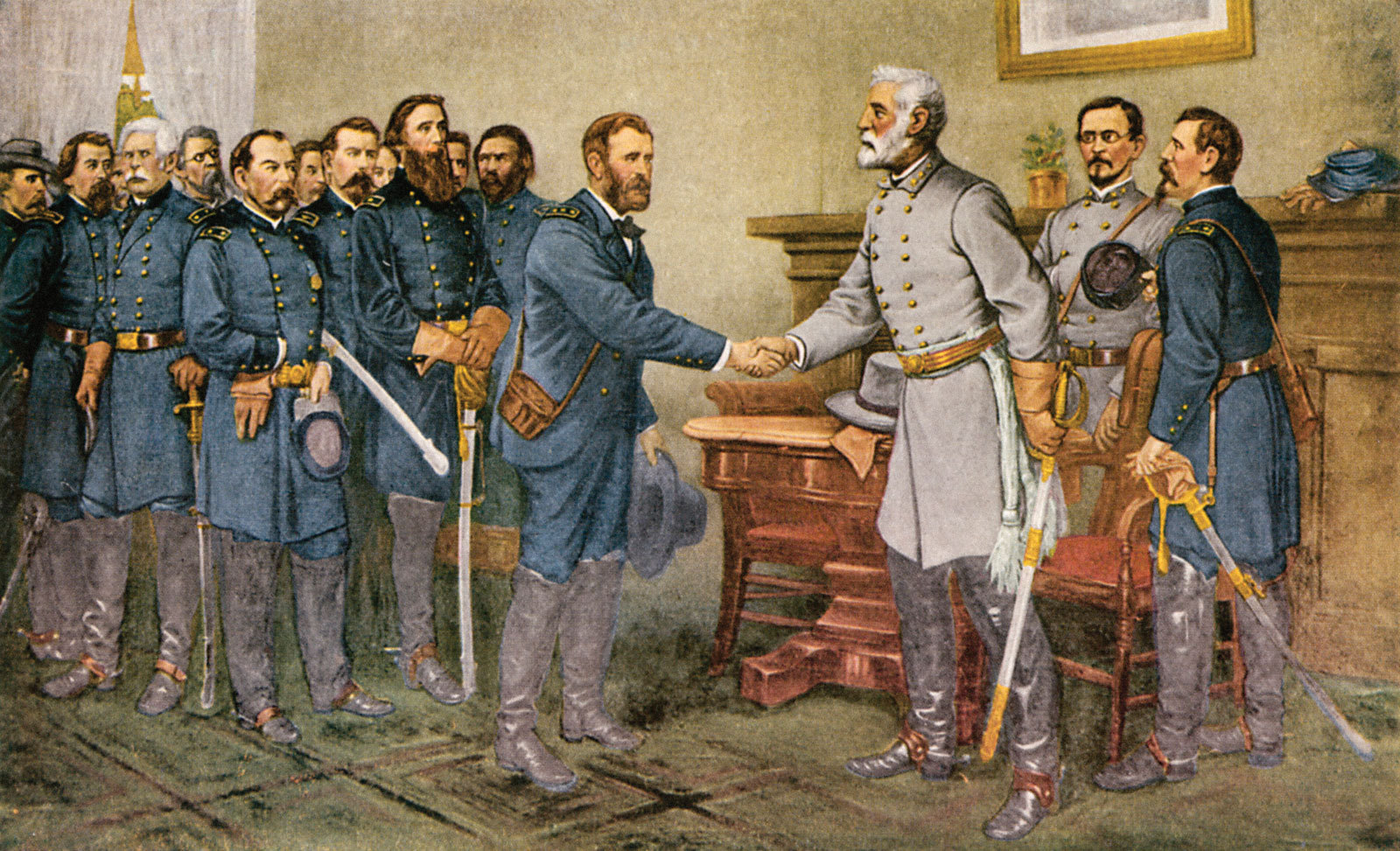
La stretta di mano tra Grant e Robert Edward Lee all'"Appomattox Court House" in un disegno a colori di Thomas Nast

Lungo la strada gli venne incontro uno dei membri dello staff di Mead che portava una lettera inviata dal generale confederato attraverso i picchetti, informando Grant che era pronto ad arrendersi formalmente. Il 9 aprile avvenne il tanto atteso incontro all'"Appomattox Court House" ove Grant offrì a Lee di stringergli la mano; dopo aver ricevuto da Lee l'invito all'incontro il Comandante si trovava in uno stato di giubilo, ma in seguito scrisse nelle sue memorie che Lee "era un uomo di gran dignità" e che non poté evitare di sentirsi triste per "la caduta di un nemico che aveva combattuto così a lungo e valorosamente".
Dopo aver discusso brevemente dei loro giorni nella guerra messico-statunitense Grant mise nero su bianco i termini della resa, dopo di che Lee espresse il proprio assenso e li accettò. Andando ben oltre la sua autorità militare, Grant concesse agli avversari un'amnistia generale; i confederati avrebbero consegnato le loro armi e se ne sarebbero ritornati alle loro case. Su richiesta di Lee permise anche che tenessero i propri cavalli, il tutto a condizione che non avessero mai più imbracciato le armi contro gli Stati Uniti.
Ordinò quindi alle sue truppe d'interrompere tutte le celebrazioni spontanee esplose con grandi "urrah" e battimani, asserendo molto semplicemente che "la guerra è finita, i ribelli sono nuovamente diventati nostri compatrioti"; seguirono altre rese, l'armata di Albert Sidney Johnston il 26 aprile, quella di Richard Taylor dell'Alabama il 4 maggio e infine quella texana di Edmund Kirby Smith il 26 maggio. La guerra civile era finita; era costata più di mezzo milione di morti.

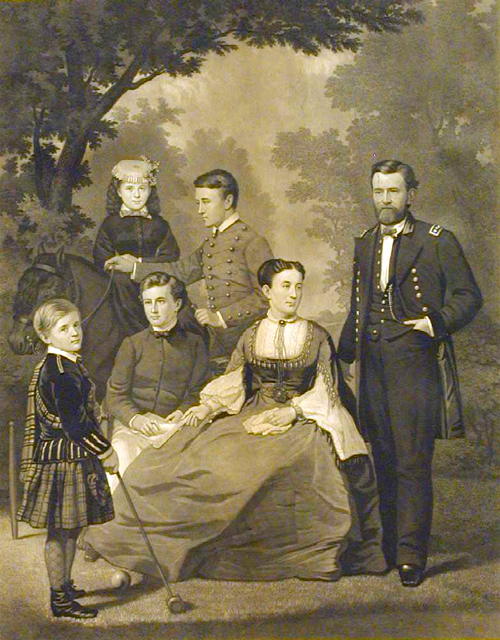
Il generale Grant assieme alla famiglia in un ritratto di John Sartain

Dopo la battaglia di Palmito Ranch del 12 e 13 maggio le forze confederate si arresero il 2 giugno anche in tutta l'area del Dipartimento del Mississippi.

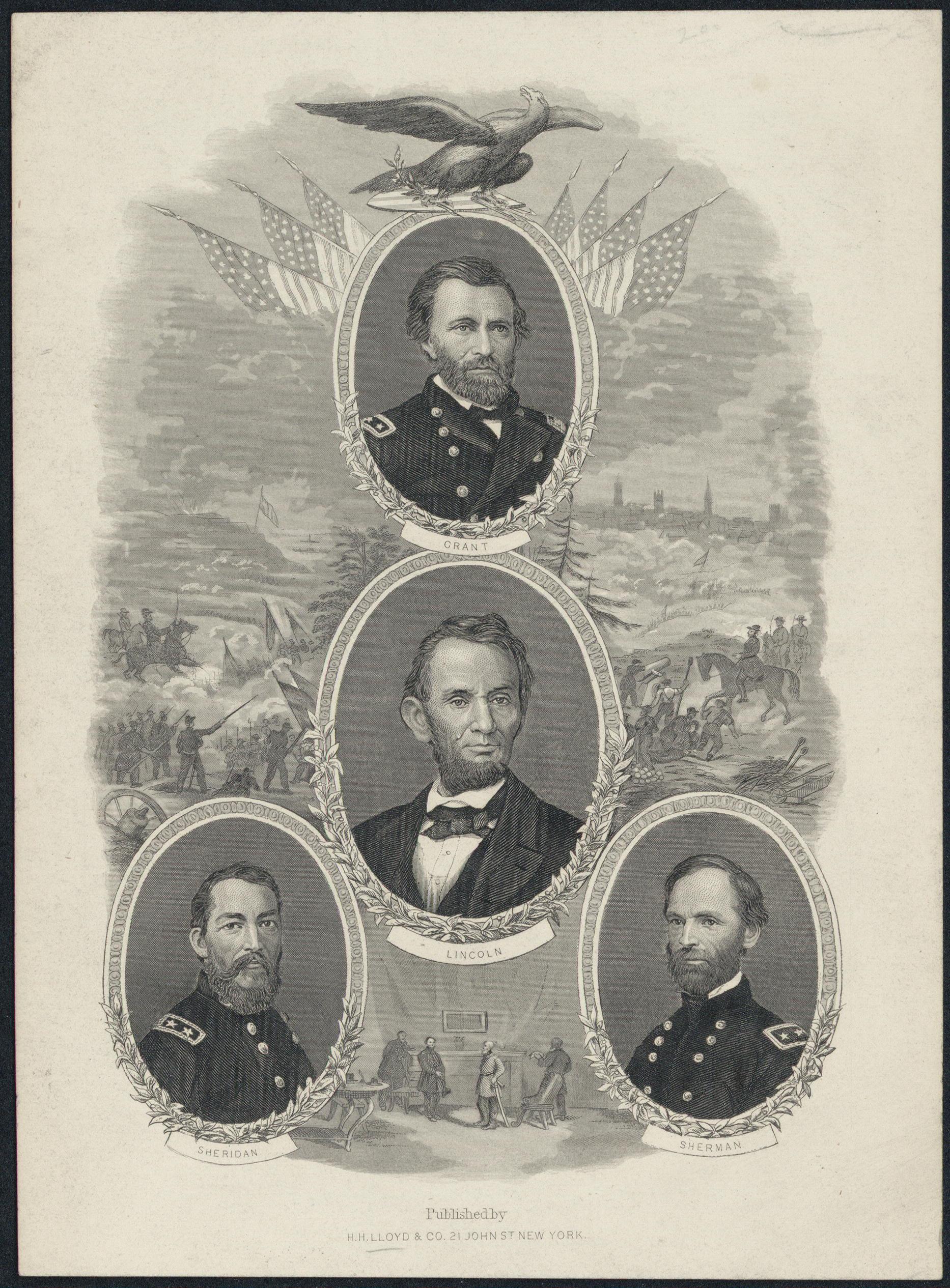
I ritratti dei vincitori: Grant, Abraham Lincoln, Philip Henry Sheridan e William Tecumseh Sherman

### L'omicidio del presidente Lincoln
Nel pomeriggio del 14 aprile, Venerdì santo, Grant partecipò all'ultima riunione di gabinetto della presidenza di Abraham Lincoln. Lincoln invitò lui e la moglie Julia Grant al Teatro Ford per quella stessa serata, ma la coppia Grant fu costretta a rifiutare poiché avevano in programma di recarsi a Filadelfia. Nell'ambito di una vera e propria cospirazione che prese di mira diversi membri del governo, il presidente fu raggiunto mortalmente da un colpo di pistola sparato da John Wilkes Booth alle spalle mentre Lincoln stava assistendo in compagnia della consorte Mary Todd Lincoln a una rappresentazione teatrale. Morì la mattina seguente senza aver potuto riprendere conoscenza.
Molti, incluso lo stesso Grant, pensarono di essere stati un bersaglio della trama criminosa. Informatolo del sopraggiunto decesso di Lincoln, il Segretario alla Guerra Edwin McMasters Stanton lo convocò immediatamente a Washington; il vicepresidente in carica Andrew Johnson prestò il solenne giuramento nella mattinata del 15. Assistendo ai funerali di Stato svoltisi il giorno 19, Grant volle rimanere solo e fu visto piangere apertamente; in seguito disse che il presidente era stato "il più grande uomo che abbia mai conosciuto".
Per quanto riguardava Johnson, confidò a Julia che temeva il cambiamento di governo; giudicò che l'atteggiamento del nuovo presidente nei confronti dei Sudisti avrebbe contribuito a "renderli cittadini riluttanti" e almeno inizialmente non poté fare a meno di pensare che con Johnson "la ricostruzione è stata di gran lunga fatta arretrare".

## Comandante generale
La carriera militare di Grant fu la seguente:
- Aiuto Sottotenente - dal luglio 1843;
- Sottotenente - dal settembre 1845
- Tenente - dal settembre 1847;
- Capitano - dall'agosto 1853;
- Colonnello dei volontari - dal 17 giugno 1861;
- Generale di brigata dei volontari - nominato il 17 maggio 1861, in carica dal 31 luglio;
- Maggior generale dei volontari - dal 16 febbraio 1862;
- Maggior generale effettivo - dal 4 luglio 1863;
- Tenente generale e Comandante generale dell'esercito statunitense - dal 2 marzo 1864;
- Generale e General of the Army - dal 25 luglio 1866.

Al termine del conflitto Grant rimase Comandante dell'esercito, con incarichi che inclusero la gestione delle truppe al confine durante l'intervento francese in Messico, durante il quale era giunto sul trono Massimiliano I del Messico, l'esecuzione dell'Era della Ricostruzione negli ex Stati confederati oltre alla supervisione delle guerre indiane nelle Grandi Pianure centrali del West.

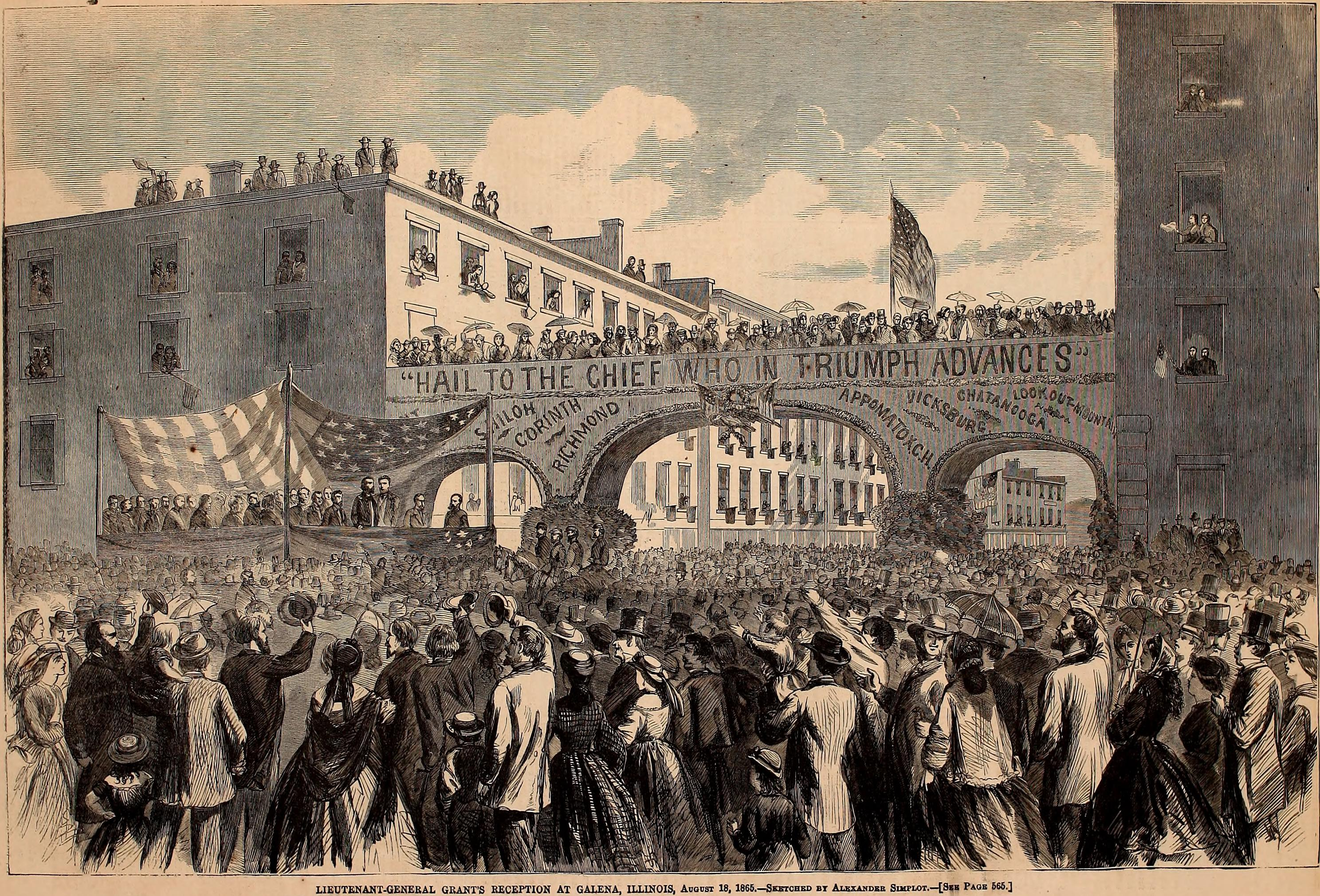
La folla entusiasta accoglie il Comandante a Galena

Assicurò infine una degna abitazione per la propria famiglia sulle "Georgetown Heights" a Washington nel 1865, ma istruì il suo futuro Segretario di Stato Elihu Benjamin Washburne che per gli scopi più eminentemente politici la sua residenza ufficiale dovesse rimanere a Galena. In quello stesso anno parlò alla Cooper Union di New York; altri viaggi compiuti in estate lo condussero ad Albany, nuovamente a Galena e in tutto l'Illinois e l'Ohio, ottenendo accoglienze entusiastiche.
Il 25 luglio 1866 il Congresso creò appositamente per lui il grado di Generale dell'esercito (General of the Army).
Nel corso dell'intera presidenza di Andrew Johnson, entrata nelle sue piene funzioni a seguito dell'assassinio di Abraham Lincoln dell'aprile 1865, Grant si trovò inevitabilmente coinvolto nella battaglia politica tra il presidente, che voleva seguire una politica di conciliazione con gli sconfitti secondo i dettami del suo predecessore, e la maggioranza del Congresso dominata dagli esponenti più intransigenti del Partito Repubblicano (i Radical) desiderosi di misure severe e soprattutto repressive nei riguardi del profondo Sud.

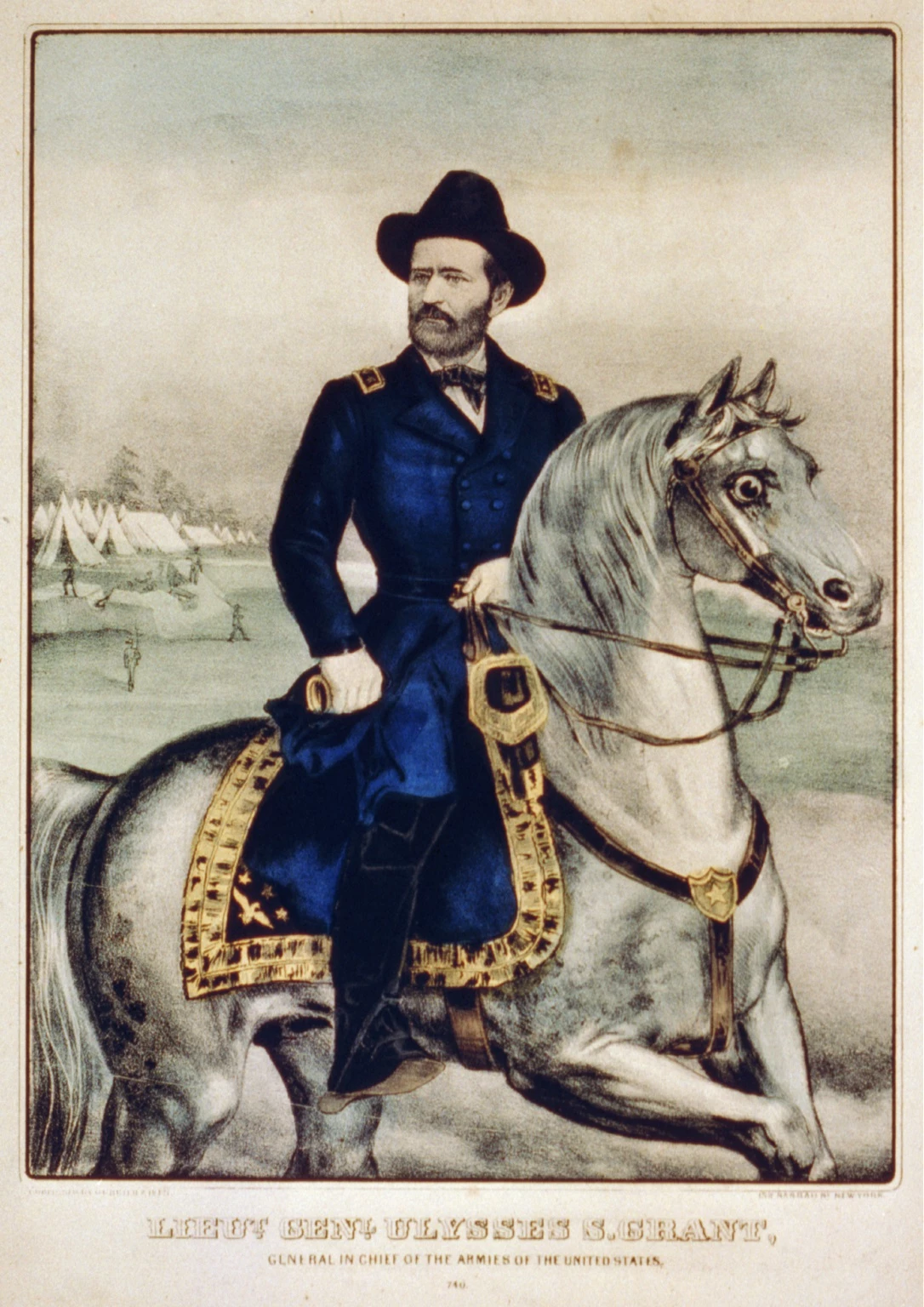
Il General of the Army in sella al suo destriero

### Ricostruzione
L'Era della Ricostruzione si rivelò un periodo turbolento che ebbe inizio già nel 1863 per terminare all'inizio della presidenza di Rutherford Hayes nel 1877; un periodo in cui via via furono riammessi nell'Unione gli ex Stati Confederati d'America e "durante il quali il diritto statunitense e la stessa Costituzione nazionale furono riscritte per garantire i diritti fondamentali degli ex schiavi e i primi governi statali bi-razziali giunsero al potere nei territori confederati sconfitti".
Nel novembre 1865 Johnson inviò Grant a compiere una missione di inchiesta nel Sud: egli raccomandò la prosecuzione delle attività del "Freedmen's Bureau", proposta a cui il presidente si oppose con veemenza; ma sconsigliò l'utilizzo di truppe nere nelle guarnigioni, fatto che a suo parere non avrebbe fatto altro che incoraggiare gli afroamericani a un'alternativa al lavoro agricolo loro assegnato.
Il Comandante non credeva che il popolo meridionale fosse già pronto per la concessione dell'autogoverno e che sia i bianchi sia i neri del Sud richiedessero di un'adeguata protezione da parte del governo federale; i quattro anni di guerra fratricida avevano difatti portato a un basso rispetto delle autorità civili e Grant ne concluse che l'esercito avrebbe dovuto continuare ad avere una forte presenza nel territorio per mantenere quantomeno un ordine precario.
Lo stesso giorno in cui fu ratificato il XIII emendamento, presentò una relazione, assai poco convincente e troppo ottimista, sulla missione compiuta, esprimendo la sua fede che "la massa di uomini pensanti del Sud accetta la situazione attuale in perfetta buona fede".
L'opinione di Grant sulla Ricostruzione fu in larga parte, almeno all'inizio, in linea con la politica di Johnson, atta a ripristinare gli ex confederati nelle loro precedenti posizioni di potere, sostenendo che il Congresso avrebbe dovuto accettare che i rappresentanti del Sud tornassero a riprendere il loro posto nelle aule parlamentari. Proprio come Abraham Lincoln prima di lui, per un estremo senso del dovere, credette che il governo federale avesse la responsabilità di aiutare tutti i veterani dell'Union Army che avevano prestato servizio nella guerra, fossero essi bianchi o neri.
Malgrado fosse stato abbastanza conciliante con i confederati, il comandante si trovò alla fine a schierarsi proprio dalla parte dei repubblicani radicali, ritenendo che essere eccessivamente accomodanti verso i Sudisti avrebbe permesso a questi ultimi di rivendicare le proprie prerogative prebelliche e far precipitare nuovamente la nazione in una nuova catastrofica guerra civile.

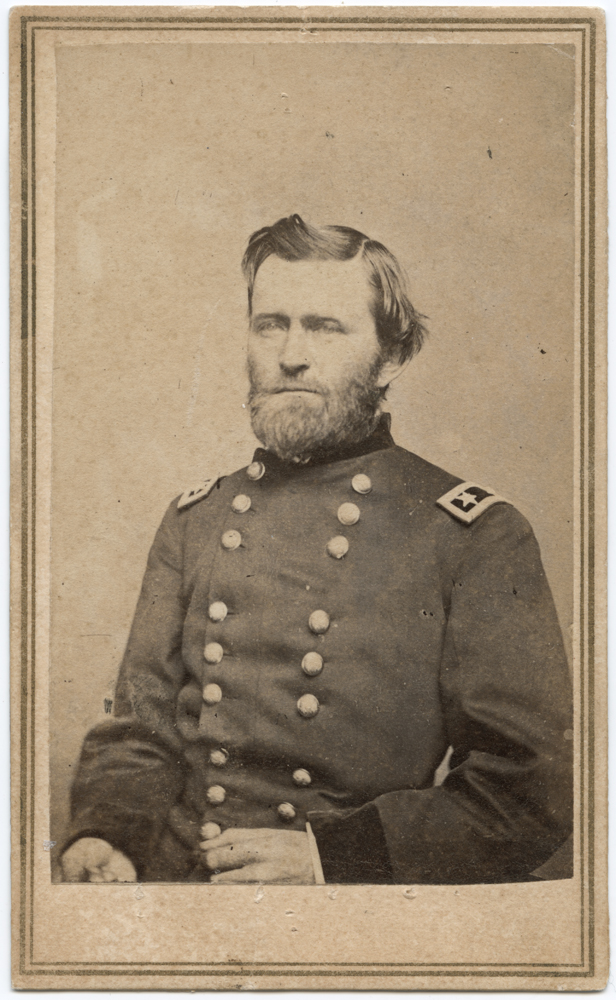
Grant in alta uniforme fotografato da Mathew B. Brady

### Rapporti con Johnson
La relazione intercorsa tra Grant e Johnson iniziò su una base congeniale, nonostante le differenze di personalità e innanzitutto di schieramento politico. Il proprio servizio come Comandante generale lo spinse ben presto a unirsi alle file dei Repubblicani; mentre il presidente favorì un approccio indulgente alla Ricostruzione, chiedendo un immediato ritorno degli ex Stati ribelli nell'Unione senza alcuna garanzia sul rispetto dei diritti civili nei riguardi degli afroamericani.
Il Congresso controllato dai radicali si oppose però all'idea promossa da Johnson e rifiutò pertanto di ammettere come suoi membri i fautori della secessione; oltre a far annullare il diritto di veto presidenziale, rinnovò anche il "Freedmen's Bureau" e promulgò la legge sui diritti civili del 1866. Grant e Johnson si trovarono quindi protagonisti di un polemico conflitto che riguardava la messa in pratica della Ricostruzione, anche se come soldato fu sempre determinato a rimanere fedele al proprio Comandante in capo.
Avendo un disperato bisogno della popolarità di Grant, Johnson lo portò con sé nel suo tour "Swing Around the Circle", parlando però apertamente contro la Ricostruzione voluta dal Congresso. Grant pensò che il presidente agitasse deliberatamente un'opinione conservatrice per sfidare le direttive congressuali, definendo in privato i suoi discorsi come un'autentica "vergogna nazionale".
Il 2 marzo 1867, annullando nuovamente il veto presidenziale, il Congresso approvò la prima delle tre leggi della ricostruzione (Reconstruction Acts), che dividevano gli stati del Sud in cinque distretti militari, mettendone a capo gli alti ufficiali per far rispettare le leggi federali; per proteggere Grant inoltre promulgò la Command of the Army Act, allegandola a una legge per lo stanziamento straordinario di fondi all'esercito, impedendone la sua rimozione o eventuale trasferimento e costringendo infine Johnson a far passare i suoi ordini esclusivamente tramite Grant, il generale in capo.
Nell'agosto successivo il presidente sospese dalle funzioni il Segretario alla Guerra Edwin McMasters Stanton, nominato da Lincoln, che simpatizzava con la Ricostruzione dei Radicali, sostituendolo con Grant stesso in qualità di "facente funzione" (ad interim) (Johnson aveva già licenziato altri quattro comandanti dei distretti militari).
Stanton trovò però l'appoggio incondizionato dagli alleati al Congresso; il Comandante avrebbe desiderato prenderne il posto, ma fu attento a non aggirare la legge Tenure of Office del 1867 che impediva il licenziamento dei funzionari pubblici per motivi politici senza la preventiva approvazione da parte del Senato.
Grant accettò la posizione, non volendo che l'Esercito cadesse sotto un incaricato conservatore che potesse impedire la Ricostruzione, e si trovò così a dover gestire un'assai disagiata collaborazione con Johnson; nel dicembre del 1867 il Congresso votò per mantenere Stanton, che fu pertanto reintegrato da un comitato del Senato il 10 gennaio seguente. Grant riferì quindi al presidente che avrebbe lasciato l'incarico, poiché in caso contrario avrebbe potuto essere sottoposto a misure giudiziarie.
Johnson, che stava già progettando di sbarazzarsi di Grant, gli disse che avrebbe lui stesso assunto tutte le responsabilità legali e gli chiese pertanto di ritardare le dimissioni, almeno fino a quando non fosse stato trovato un sostituto adatto; credette che Grant avrebbe accettato facilmente, ma quando il Senato votò per reintegrare d'autorità Stanton Grant abbandonò subito l'incarico, ancor prima che il presidente avesse l'opportunità di nominare un sostituto.
Johnson, livido di rabbia, in una burrascosa riunione di Gabinetto ebbe un forte alterco con Grant, tra reciproche accuse di promesse non mantenute; la pubblicazione dei resoconti dettagliati portò a una rottura completa tra i due. L'accensione della polemica ebbe inoltre come immediata conseguenza quella di far partire un procedimento di impeachment contro Johnson al Senato.
Essendo comunque necessari i voti di almeno i due terzi dei senatori per essere messo in stato d'accusa, il presidente risultò assolto. Il gesto di rottura compiuto contro Johnson rese Grant ancor più popolare di quanto già non fosse tra i Repubblicani tanto da farne il candidato incontestato alle elezioni presidenziali del 1868.
Presentato da tutti gli avversari dei Democratici come un eroe nazionale e difensore dell'Unione, il generale fu scelto praticamente senza alcuna concorrenza nella Convention nazionale tenutasi a Chicago il 20 maggio.

### Elezioni presidenziali del 1868
Alla Convention nazionale Repubblicana svoltasi a Chicago i delegati nominarono all'unanimità U.S. Grant dell'Ohio loro candidato, affiancandogli il presidente della Camera Schuyler Colfax dell'Indiana; la piattaforma programmatica sostenne "uguali diritti civili e politici a tutti" e il definitivo affrancamento degli afroamericani.
I Democratici da parte loro, dopo aver abbandonato Johnson, scelsero l'ex governatore di New York Horatio Seymour, affiancandogli Frank P. Blair Jr. del Missouri; propugnarono il ripristino immediato degli ex Stati confederati nell'Unione e l'amnistia da "tutti i precedenti reati politici". Sebbene Grant non intraprese personalmente la campagna elettorale i colleghi Repubblicani adottarono la sua frase "Let's have peace" (diamoci la pace) come slogan ufficiale.
L'"Ordine Generale n. 11" fatto emettere nel 1862 divenne uno dei problemi affrontati; Grant cercò quindi di prenderne le distanze affermando: "non ho alcun pregiudizio contro alcuna delle religioni negli Stati Uniti d'America o razza, e voglio altresì che ogni individuo possa venire giudicato esclusivamente in base ai propri meriti particolari".
I Democratici si concentrarono principalmente sul tentativo di porre fine all'Era della Ricostruzione e restituire il controllo del profondo Sud alla classe dei bianchi americani padroni di piantagione, cosa che contribuì sostanzialmente ad alienare al partito molti dei "War Democrat" nel Nord; Grant vinse l'elezione popolare con un margine di 300.000 voti su 5.716.082 preferenze espresse, ricevendo in tal modo una larga maggioranza dei Grandi elettori; 214 voti contro 80.

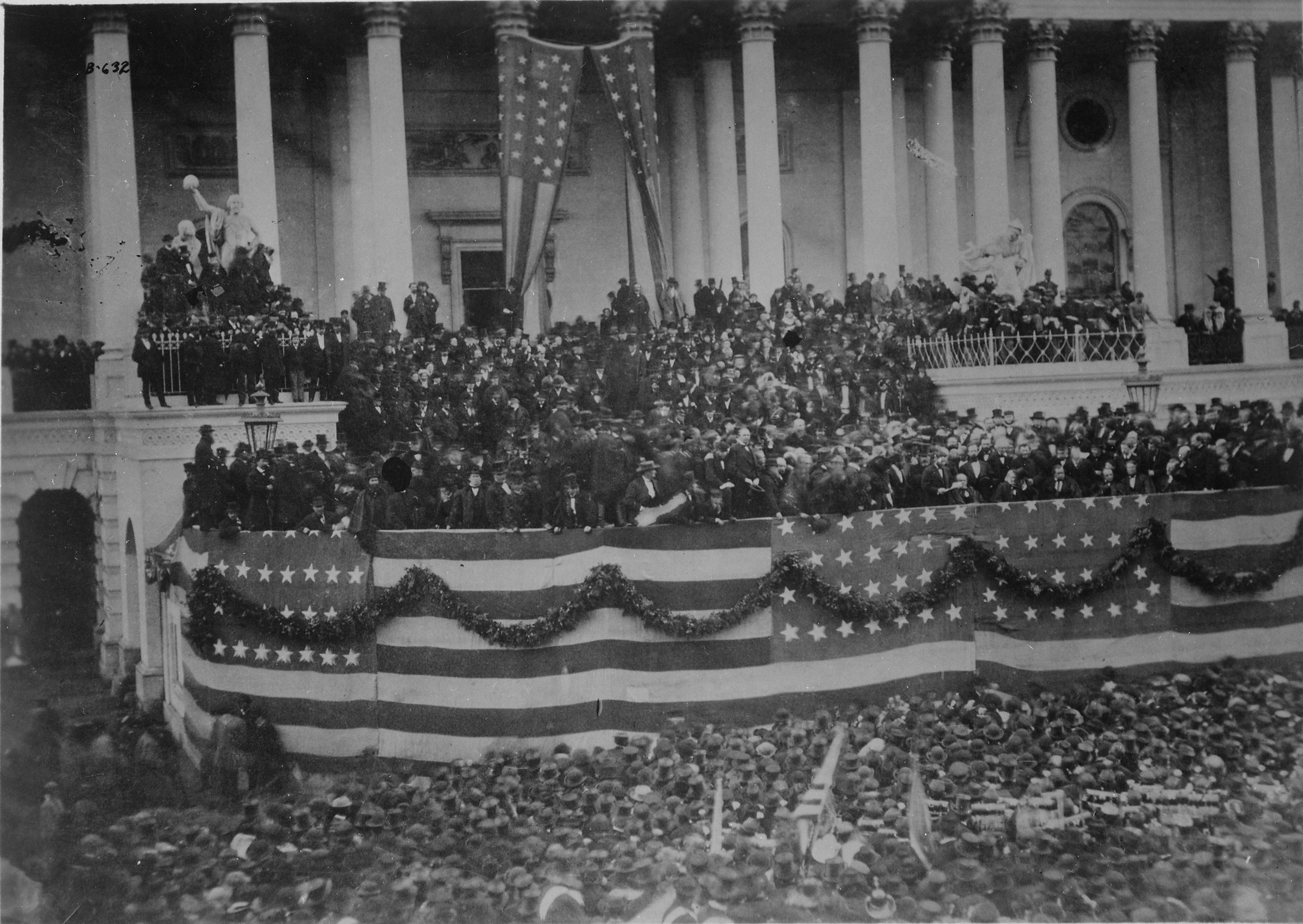
La prima cerimonia inaugurale del presidente

Seymour ottenne la maggioranza dei voti bianchi, ma Grant fu aiutato dai 500.000 voti espressi per la prima volta dai neri; la grande differenza la fecero proprio loro che, appena ammessi al voto, scelsero in massa l'ex-comandante nordista. Perse la Louisiana e la Georgia essenzialmente a causa dei diffusi atti di violenza perpetrati dal Ku Klux Klan contro gli elettori neri.
All'età di 46 anni divenne il più giovane presidente eletto fino a quel momento, così come il primo a essere eletto dopo che la nazione aveva messo fuori legge la schiavitù; la sua vittoria fu ampiamente considerata come un trionfo dei principi che includevano il ripristino degli Stati ricostruiti nel Sud, un governo efficiente e una buona e solida moneta.

## Presidenza
Divenne così il 18º Presidente degli Stati Uniti (1868–1877), rimanendo in carica per due mandati, dal 4 marzo 1869 al 3 marzo 1877: infatti, fu agevolmente rieletto alle elezioni presidenziali del 1872, in cui lo sfidante democratico Horace Greeley ottenne solo tre voti dei Grandi Elettori.
Viene considerato dagli storici moderni più critici come il peggior presidente degli Stati Uniti, anche se altri attenuano questo giudizio. Grant infatti fu molto più docile del predecessore Andrew Johnson nei confronti del Congresso e in particolare delle sue politiche riguardanti gli Stati del Sud, divenendo lo strumento di cui si valse l'ostruzionismo repubblicano e nordista per portare avanti la politica di ricostruzione contro i sudisti.
La sua presidenza fu però afflitta dal sospetto di scandali, specialmente quello conosciuto come Whiskey Ring (Giro del Whiskey) nel quale oltre tre milioni di dollari di tasse furono sottratti al governo federale. Orville E. Babcock, segretario privato del presidente, presunto membro del giro, evitò il processo solo per una speciale grazia presidenziale.
Dopo l'affare Whiskey Ring il ministro della guerra William W. Belknap fu coinvolto in un'inchiesta: fu provato che aveva preso tangenti per l'assegnazione di posti di lavoro ai nativi americani. Sebbene non ci sia prova che Grant avesse tratto profitto dalla corruzione dei suoi subordinati, non prese una posizione ferma contro i malfattori e non reagì con forza dopo che la loro responsabilità fu accertata.

### Politica interna
Sotto la sua amministrazione venne riorganizzato l'apparato burocratico e amministrativo federale: furono infatti creati il Ministero della Giustizia (1870), l'Avvocatura dello Stato (1870) e il Ministero delle Poste (1872). Evento centrale della sua presidenza fu la cosiddetta Era della Ricostruzione, ovvero la riorganizzazione degli Stati del Sud, dove le libertà civili degli afroamericani venivano sistematicamente violate sia dalle leggi statali locali sia da organizzazioni paramilitari segrete, come il Ku Klux Klan, che avevano come scopo la segregazione nella società tra bianchi e neri, verso i quali compivano intimidazioni e linciaggi, spesso e volentieri con la connivenza o la complicità delle autorità locali.
Per risolvere la situazione, Grant sottopose tutti gli Stati sudisti a un'occupazione militare, per meglio far rispettare i diritti civili della popolazione afroamericana; l'esercito inoltre aveva anche il compito di favorire la riorganizzazione del Partito Repubblicano nel Sud, grazie al sostegno elettorale dei neri, degli immigrati provenienti dal Nord (detti Carpetbaggers) e dei simpatizzanti bianchi sudisti (detti Scalawags).
Il compito ebbe parziale successo: al governo degli Stati sudisti andarono governi filo-repubblicani, tra i quali figuravano anche numerosi politici di colore (tra cui figurava Hiram Rhodes Revels, primo afroamericano a essere eletto al Senato federale), molti dei quali però si dimostrarono inefficienti e corrotti, esasperando l'animo della popolazione locale e favorendo il ritorno al potere dopo poco tempo dei democratici razzisti locali, che rimasero al governo per quasi un secolo.
Tuttavia, la difesa dei diritti civili fu una costante dell'amministrazione Grant: infatti il 3 febbraio 1870 il presidente ratificò il XV emendamento, che garantiva a tutti i cittadini statunitensi il diritto di voto indipendentemente dalla propria razza, dal colore della pelle o dal credo religioso. Inoltre, con due provvedimenti legislativi fra il 1870 e il 1871, il presidente decretò lo scioglimento e la messa al bando del Ku Klux Klan, considerato da allora un'organizzazione terroristica illegale contro la quale era possibile intervenire anche con la forza.
Altro passo fondamentale fu la firma, il 1º marzo 1875, di una legge sui diritti civili, che proibiva la discriminazione razziale nei luoghi pubblici, pena un'ammenda pecuniaria e, nei casi più gravi, un periodo di detenzione: questa legge fu però applicata assai raramente, a causa del ritiro delle truppe federali due anni dopo dal Sud, e sarebbe stata abolita dalla Corte Suprema degli Stati Uniti nel 1883.
Anche con i nativi pellerossa il presidente tentò una politica di conciliazione, volendo rispettare il trattato di Fort Laramie del 1866 che assegnava alle tribù di Sioux e Cheyenne un ampio territorio nell'odierno Dakota del Sud come riserva di caccia. Infatti da più parti lo si pressava perché quei territori, dove si vociferava ci fossero giacimenti auriferi, fossero assegnati ai coloni bianchi che si stavano riversando all'Ovest in cerca di fortuna: Grant resistette fino al 1873, quando scoppiò una gravissima crisi economica derivata dal fallimento di molte banche e dal tracollo dell'agricoltura, collegata a una generale depressione mondiale durata fin quasi alla fine del secolo.
Il presidente allora autorizzò, nell'estate del 1874, una spedizione militare nelle Black Hills, territorio considerato sacro dagli indiani, dove si supponeva che si trovassero i giacimenti auriferi, guidata dal generale George Armstrong Custer, anch'egli massone. Quando la spedizione scoprì effettivamente l'oro, numerosi coloni e minatori si riversarono nel territorio, senza che l'esercito potesse fermarli: alle proteste delle numerose tribù indiane, il governo propose l'acquisto delle Black Hills e il trasferimento delle tribù in una riserva in Oklahoma, ma al netto rifiuto degli interessati era inevitabile lo scoppio di una guerra: l'episodio più significativo di questo conflitto fu la battaglia di Little Big Horn, avvenuta il 25 luglio 1876, in cui il reggimento di Custer venne annientato da una coalizione di Sioux e Cheyenne guidata da Toro Seduto e Cavallo Pazzo. Sarebbe stata però l'ultima vittoria indiana: dopo appena un anno, sotto la pressione dell'esercito, Cavallo Pazzo dovette arrendersi, mentre Toro Seduto fu costretto a rifugiarsi in Canada, per poi accettare pochi anni di entrare in una riserva.
Verso la fine della sua presidenza, Grant annesse lo Stato del Colorado, entrato a far parte dell'Unione il 1º agosto 1876.

### Politica estera
Grant fu il primo presidente, dopo James Knox Polk, a intraprendere una politica estera che ridesse agli Stati Uniti il prestigio incrinatosi durante la guerra civile dinanzi alle potenze europee, aiutato in questo dal suo Segretario di Stato Hamilton Fish: tuttavia, la forte opposizione da parte dell'opinione pubblica americana e di gran parte del Congresso resero vana la sua visione politica d'insieme, che constatò sia successi sia fallimenti. Tra questi ultimi, il tentativo infruttuoso, opera personale del presidente, di annettere, tra il 1869 e il 1871, la Repubblica Dominicana, oltre all'accordo con il Nicaragua e la Colombia per garantire agli Stati Uniti il controllo di un futuro canale interoceanico (il canale di Panama).
Maggior successo Grant lo ebbe con la soluzione di vertenze internazionali. Pendeva infatti con l'Inghilterra una frizione diplomatica, in quanto nei cantieri inglesi erano state costruite, durante la guerra civile, numerosi navi per conto della marina confederata: una di queste, l'Alabama, per due anni agì da nave corsara, ostacolando il commercio tra i due Paesi. Il governo di Washington, che considerava i sudisti dei ribelli, protestò con quello di Londra per aver agito in violazione del diritto internazionale, in quanto non aveva impedito ai confederati la costruzione delle navi nelle acque territoriali inglesi e aveva equipaggiato e rifornito navi destinate a un conflitto che non era riconosciuto come una vera e propria guerra ufficiale, in quanto i sudisti non ne possedevano i requisiti.
Per queste ragioni, che violavano il principio di neutralità, gli Stati Uniti chiedevano un risarcimento al governo inglese per i danni cagionati dalle navi sudiste costruite nei cantieri britannici. Dopo serrate discussioni diplomatiche, si giunse, l'8 maggio 1871 al trattato di Washington, che rimandava la vertenza tra i due Paesi al giudizio di un arbitrato internazionale, stabilendo la composizione del collegio arbitrale e i temi delle controversie da sottoporre a giudizio. Alla fine, il collegio arbitrale, presieduto dal senatore italiano Federigo Sclopis e riunito a Ginevra, con sentenza del 14 settembre 1872 deliberò a favore degli Stati Uniti, che si videro corrispondere dall'Inghilterra un risarcimento di 15.500.000 dollari.
Un altro problema diplomatico fu il cosiddetto Affare Virginius, che vide il governo americano invischiato nella Guerra dei dieci anni tra la Spagna e i ribelli separatisti a Cuba, che ottennero anche l'appoggio di molti volontari stranieri, tra i quali molti statunitensi. Quando alla fine del 1873 le autorità spagnole sequestrarono la nave corsara Virginius, battente bandiera statunitense (illegalmente, come poi si dimostrò), che trasportava armi e volontari per la causa cubana, e trassero in arresto l'equipaggio, sia gli Stati Uniti sia l'Inghilterra (alcuni marinari erano britannici) protestarono e ne richiesero il rilascio immediato.
Invece gli spagnoli decisero di giustiziare 50 membri dell'equipaggio, tra i quali il capitano del natante, con l'accusa di pirateria: questo avrebbe potuto segnare l'inizio di un conflitto tra Stati Uniti e Spagna, ma grazie al cambio di rotta del governo spagnolo e all'intervento del console statunitense a Cuba, Caleb Cushing, si trovò un accordo, secondo il quale la Spagna avrebbe risarcito di 80.000 dollari le famiglie degli uomini giustiziati per pirateria. Questo episodio avrebbe contribuito successivamente all'incremento della marina militare statunitense, all'epoca molto inferiore a quelle europee.
Grant fu anche marginalmente coinvolto nella vicenda di Edgardo Mortara, avendo inviato un appello a Papa Pio IX perché il ragazzo tornasse dai suoi genitori.

## Dopo la presidenza

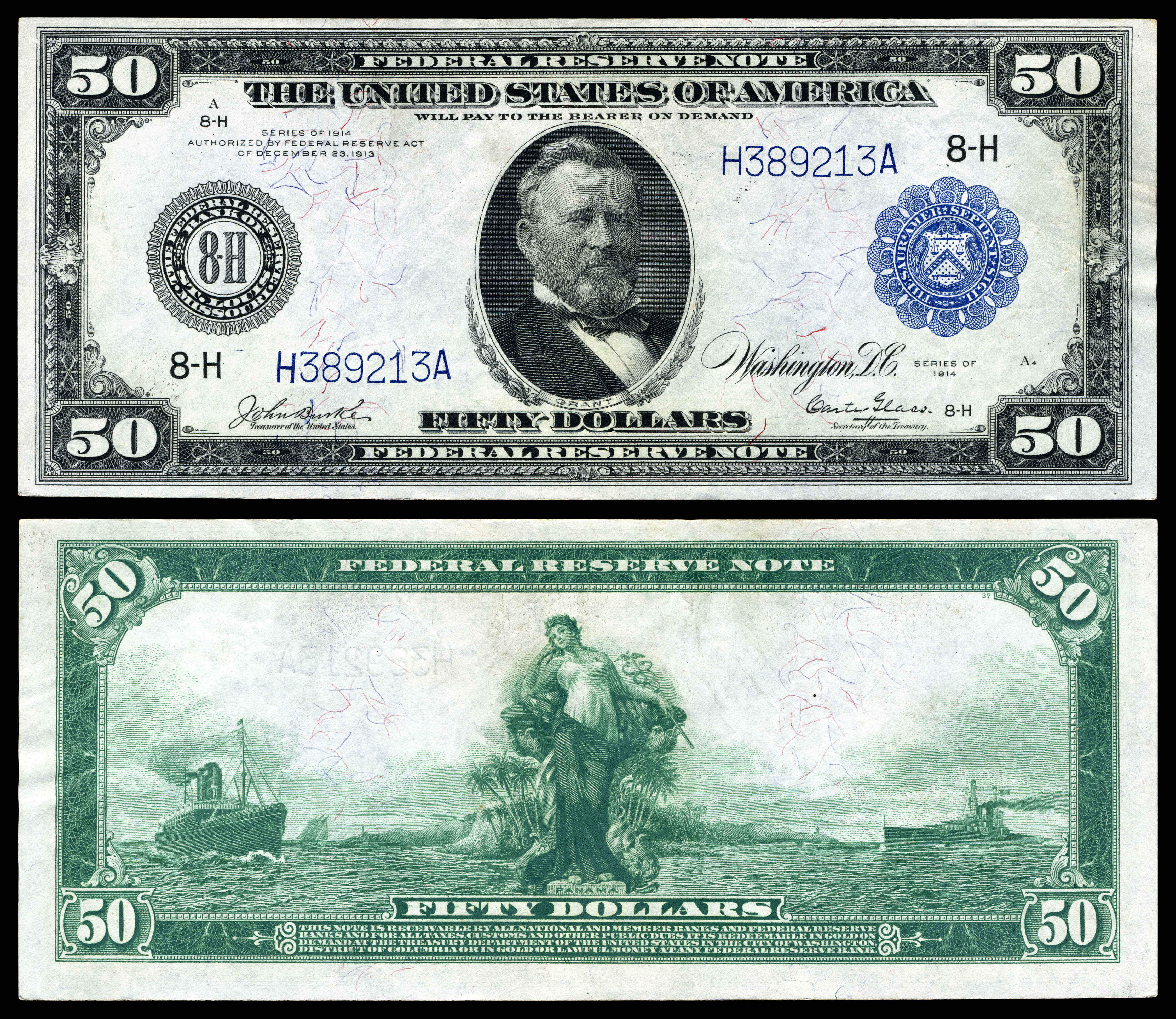
Banconota da 50 dollari raffigurante Ulysses S. Grant, 1914

Dopo la fine del secondo mandato, Grant trascorse due anni in viaggio con la famiglia per il mondo: ad esempio, nella città inglese di Sunderland aprì la prima biblioteca comunale gratuita.
Quando nel 1879 il Giappone annunciò l'annessione delle isole Ryūkyū, territorio tributario della Cina, la corte imperiale di Pechino protestò diplomaticamente e sollevò obiezioni, chiedendo a Grant di arbitrare la questione: l'ex-presidente americano decise che la rivendicazione giapponese era più solida e deliberò in favore del governo di Tokyo.
Nel 1880 Grant, rompendo un precetto non scritto risalente addirittura a George Washington, tentò di ottenere un terzo mandato presidenziale, candidandosi alle elezioni primarie del Partito Repubblicano: alla prima votazione riuscì ad avere la maggioranza relativa dei voti (304 contro i 285 di James Blaine e i 93 di John Sherman), ma, dopo 35 infruttuose votazioni, un'alleanza tra i suoi avversari fece convergere il loro peso elettorale sul nuovo candidato James A. Garfield, che superò Grant con 399 voti a 313, diventando così il candidato ufficiale repubblicano e, successivamente, il 20º Presidente degli Stati Uniti.
Battuto alla nomination per la Casa Bianca, Grant venne eletto nel 1883 ottavo presidente dell'ancor oggi influente National Rifle Association (Associazione nazionale degli utilizzatori di armi).
Grant scrisse le sue memorie poco prima di morire, mentre era malato terminale di cancro alla gola e in difficoltà finanziarie per il collasso della ditta bancaria "Grant and Ward", in cui aveva perso tutto il suo patrimonio. Lottò dunque per completare le sue memorie nella speranza di risolvere i problemi economici della sua famiglia; assistito dallo scrittore Mark Twain, riuscì a completarle pochi giorni prima della sua morte e a garantire un futuro dignitoso alla moglie e ai figli.
Morì il 23 luglio 1885 a Wilton, nello Stato di New York, a 63 anni. Il suo corpo riposa nella città di New York, con quello della moglie, nella Grant's Tomb, il più grande mausoleo del Nord America.

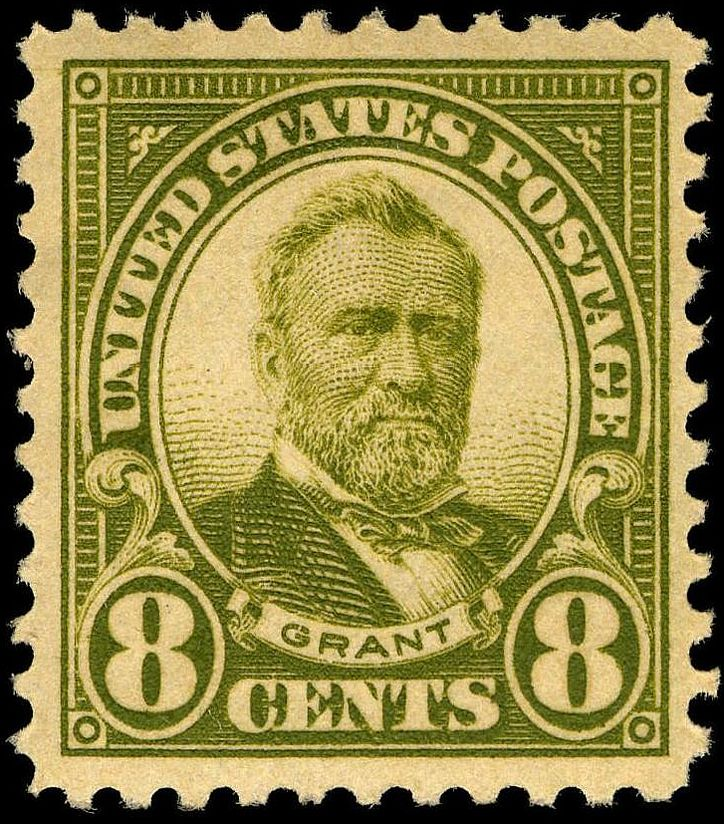
Francobollo da 8 centesimi raffigurante Ulysses S. Grant, 1923

## Fama successiva
La sua morte nel 1885 provocò un'esplosione di sostegno a favore dell'unità nazionale.
Le valutazioni storiche dell'eredità di Grant sono variate considerevolmente nel corso degli anni; la reputazione presso l'opinione pubblica si concentra sul suo presunto alcolismo, che gli storici però concordano non aver minimamente influenzato negativamente le campagne militari. Il suo governo è stato invero generalmente criticato per gli innumerevoli scandali e la corruzione che lo afflissero per l'intero periodo della sua durata e soprattutto per l'incapacità di alleviare la grande depressione economica del 1873; sebbene personalmente considerato onesto, Grant dovette affrontare accuse di frode, ambiguità politica e cattiva condotta dei suoi principali amministratori più di qualsiasi altro presidente del XIX secolo.
Anche se viene valutato nella classifica storica dei presidenti degli Stati Uniti d'America in una posizione decisamente bassa, la storiografia contemporanea tende a considerarlo tenendo conto del fatto che dovette svolgere la propria opera nel periodo post-bellico, che fu estremamente difficile. La sua politica di pacificazione con i nativi americani si rivelò una partenza audace, ma gli storici concordano sul fatto che, come per la Ricostruzione, anch'essa si è conclusa con un fallimento. Gli studiosi continuano a classificare la sua presidenza al di sotto della media, ma il moderno apprezzamento per il sostegno dato ai diritti civili ha contribuito a migliorare la sua reputazione.

## Curiosità
Grant è ricordato per essersi rifugiato all'Hotel Williard per sfuggire allo stress della Casa Bianca. Egli si riferiva alle persone che lo aspettavano nell'ingresso (lobby in inglese) come "quei maledetti lobbisti", probabilmente dando origine al termine come lo intendiamo oggi.

## Citazioni letterarie
Le memorie di Grant vengono citate nell'Antologia di Spoon River dello scrittore americano Edgar Lee Masters, nell'epitaffio dal titolo "Sig.ra Kessler".

## Influenza nella cultura di massa
Il ritratto di Grant è raffigurato sulle banconote da 50 dollari.
Grant è il terzo presidente statunitense più popolare a essere ritratto al cinema o in televisione; il suo personaggio appare in almeno 35 film e spesso viene ritratto come un ubriacone, il che è - almeno in parte - storicamente inaccurato. Tra questi sono inclusi:
| Anno        | Film                                                  | Attore                    | Note                                                                                          |
| ----------- | ----------------------------------------------------- | ------------------------- | --------------------------------------------------------------------------------------------- |
| 1915        | Nascita di una nazione                                | Donald Crisp              | Film muto                                                                                     |
| 1930        | Il cavaliere della libertà (Abraham Lincoln)          | Edward Alyn Warren        |                                                                                               |
| 1931        | Eroi senza gloria                                     | Edward Alyn Warren        |                                                                                               |
| 1934        | L'agente n. 13                                        | Edward Alyn Warren        | Non accreditato                                                                               |
| 1939        | La via dei giganti                                    | Joseph Crehan             |                                                                                               |
| 1941        | La storia del generale Custer                         | Joseph Crehan             |                                                                                               |
| 1942        | Tennessee Johnson                                     | Harrison Greene           | Sulla vicenda biografica di Andrew Johnson                                                    |
| 1944        | Il pilota del Mississippi                             | Joseph Crehan             | Sulla vita di Mark Twain                                                                      |
| 1953        | I pascoli d'oro                                       | Joseph Crehan             | Western                                                                                       |
| 1958        | Dalla Terra alla Luna                                 | Morris Ankrum             | Non accreditato                                                                               |
| 1962        | La conquista del West (How the West Was Won)          | Harry Morgan              |                                                                                               |
| 1965 - 1969 | Selvaggio west                                        | James Gregory e Roy Engel | Serie televisiva di genere western                                                            |
| 1966        | Branded                                               | William Bryant            | Serie televisiva di genere western (episodi The Assassins: Part One e The Assassins: Part Two |
| 1978        | Grizzly Adams                                         | Mark Slade                | Episodio 20 della 2ª stagiome, The Stranger                                                   |
| 1981        | La leggenda del ranger solitario                      | Jason Robards             |                                                                                               |
| 1982        | Il grigio e il blu                                    | Rip Torn                  | Miniserie televisiva                                                                          |
| 1985        | Nord e Sud                                            | Anthony Zerbe             | Miniserie televisiva                                                                          |
| 1988        | Lincoln (miniserie televisiva) (Gore Vidal's Lincoln) | James Gammon              | Miniserie televisiva                                                                          |
| 1990        | The Civil War                                         | Jason Robards (voce)      | Documentario-miniserie TV                                                                     |
| 1992        | Lincoln                                               | Rod Steiger               |                                                                                               |
| 1998        | The Day Lincoln Was Shot                              | John Ashton               | Sull'assassinio di Abraham Lincoln                                                            |
| 1999        | Wild Wild West                                        | Kevin Kline               |                                                                                               |
| 2007        | Bury My Heart at Wounded Knee                         | Fred Dalton Thompson      | Film TV basato sul libro Seppellite il mio cuore a Wounded Knee                               |
| 2007        | Sherman's March                                       | Harry Bulkeley            | Documentario TV sulla marcia verso il mare di Sherman                                         |
| 2010        | Jonah Hex                                             | Aidan Quinn               |                                                                                               |
| 2012        | Lincoln                                               | Jared Harris              | Sulla presidenza di Abraham Lincoln                                                           |
| 2013        | Hell on Wheels                                        | Victor Slezak             | Serie televisiva                                                                              |
| 2014        | Field of Lost Shoes                                   | Tom Skerritt              | Film di guerra                                                                                |

### Biografia, politica ed economia
- Adam Badeau, Grant in Peace: From Appomattox to Mount McGregor, New York, D.Appleton, 1887, OCLC 558211659.
- H. W. Brands, The Man Who Saved the Union: Ulysses S. Grant in War and Peace, New York, Doubleday, 2012, ISBN 0-385-53241-5.
- Richard C.K. Burdekin e Pierre L. Siklos, Gold Resumption and the Deflation of the 1870s, in Randall E. Parker, Robert M. Whaples (a cura di), Routledge Handbook of Major Events in Economic History, New York City, Routledge, 2013, ISBN 978-0-415-67703-5.
- Edwina S. Campbell, Citizen of a Wider Commonwealth: Ulysses S. Grant's Postpresidential Diplomacy, Southern Illinois University, Southern Illinois University Press, 2016, ISBN 0-8093-3478-X.
- Ron Chernow, Grant, New York, Penguin Press, 2017, ISBN 978-1-59420-487-6.
- Louis Coolidge, Ulysses S. Grant, Houghton Mifflin Co., Boston, New York, 1917.
- Edward S. Cooper, John McDonald and the Whiskey Ring: From Thug to Grant's Inner Circle, Rowman & Littlefield, 2016, ISBN 978-1-68393-013-6.
- Edward P. Crapol, James G. Blaine: Architect of Empire, Rowman & Littlefield, 2000, ISBN 978-0-8420-2605-5.
- Donald Richard Deskins, Hanes Walton e Sherman C. Puckett, Presidential Elections, 1789–2008: County, State, and National Mapping of Election Data, Ann Arbor, Michigan, University of Michigan Press, 2010, ISBN 978-0-472-11697-3.
- Mario R. DiNunzio, Lyman Trumbull, the States' Rights Issue, and the Liberal Republican Revolt, in Journal of the Illinois State Historical Society (1908–1984), vol. 66, n. 4, Winter 1973,  pp. 364-375, JSTOR 40190731.
- Lyle W. Dorsett, The Problem of Ulysses S. Grant’s Drinking During the Civil War, in Hayes Historical Journal, vol. 4, n. 2, 1983.
- Denise M. Dowdall, From Cincinnati to the Colorado Ranger – the Horsemanship of Ulysses S. Grant, Lulu.com, 2012, ISBN 978-0-9574021-2-6.
- Walter B. Edgar, South Carolina: A History, Univ of South Carolina Press, 1998, ISBN 978-1-57003-255-4.
- Eric Foner, Reconstruction America's Unfinished Revolution 1863–1877 Updated Version, New York, Harper Perennial, 2014, ISBN 978-0-06-235451-8.
- John Hope Franklin, The Enforcement of the Civil Rights Act of 1875, Prologue, 1974.
- George R. Goethals, Presidential Leadership and African Americans, New York, Routledge, 2015, ISBN 978-1-138-81424-0.
- William B. Hesseltine, Ulysses S. Grant: Politician, New York City, F. Ungar Pub. Co., 1957  [1935], ISBN 1-931313-85-7. URL consultato il 19 dicembre 2017 (archiviato dall'url originale il 23 giugno 2011).
- Robert J. Kaczorowski, Federal Enforcement of Civil Rights During the First Reconstruction, in Fordham Urban Law Journal, vol. 23, n. 1, 1995, ISSN 2163-5978 (WC · ACNP).
- Gilbert King, General Grant in Love and War, su smithsonianmag.com, Smithsonian institution, 2012. URL consultato il 28 aprile 2017.
- George C. Kohn, The New Encyclopedia of American Scandal, New York, Facts On File, Inc., 2000, ISBN 0-8160-4420-1.
- Christine Kreiser, Royal Visit, in American History, vol. 47, n. 6, 2013, ISSN 1076-8866 (WC · ACNP).
- Edward G. Longacre, General Ulysses S. Grant: The Soldier and the Man, Cambridge, Massachusetts, First Da Capo Press, 2006, ISBN 978-0-306-81636-9.
- Chris Mackowski e Kristopher D. White, Grant's Last Battle: The Story Behind the Personal Memoirs of Ulysses S. Grant, El Dorado Hills (California), Savas Beatie LLC, 2015, ISBN 978-1-61121-160-3.
- William S. McFeely, Grant: A Biography, Norton, 1981, ISBN 0-393-01372-3.
- William S. McFeely, Responses of the Presidents to Charges of Misconduct, a cura di Woodward C. Vann, New York City, Delacorte Press, 1974,  pp. 133-162, ISBN 0-440-05923-2.
- Allan Nevins, Dictionary of American Biography Bristow, Benjamin Helm, New York, Charles Scribner's Sons, 1929,  pp. 55-56.
- Allan Nevins, Hamilton Fish: The Inner History of the Grant Administration, vol. 2, New York, Dodd, Mead, 1936.
- Justin Nystrom, New Orleans after the Civil War: Race, Politics, and a New Birth of Freedom, Baltimore, Maryland, Johns Hopkins University Press, 2010, ISBN 978-0-8018-9434-3.
- Rembert W. Patrick, The Reconstruction of the Nation, New York, Oxford University Press, 1968, ISBN 0-19-501016-7.
- Frederic Logan Paxson e Christian A. Bach, Ulysses S. Grant, in Dictionary of American Biography, VII, New York, C. Scribner's Sons, 1931,  pp. 492-501.
- Michael Perman, Reunion Without Compromise: The South and Reconstruction: 1865–1868, CUP Archive, 1973, ISBN 978-0-521-09779-6.
- Mark Perry, Grant and Twain: The Story of a Friendship That Changed America, New York, Random House, 2004, ISBN 0-679-64273-0.
- David M. Pletcher, The Diplomacy of Trade and Investment: American Economic Expansion in the Hemisphere, 1865–1900, Columbia, University of Missouri Press, 1998, ISBN 0-8262-1127-5.
- James A. Pritchard, Preserving Yellowstone's Natural Conditions: Science and the Perception of Nature, Lincoln, University of Nebraska Press, 1999, ISBN 0-8032-3722-7.
- Lorle Porter, Politics & Peril: Mount Vernon, Ohio in the Nineteenth Century, Zanesville, Ohio, New Concord Press, 2005, ISBN 1-887932-25-9.
- William L. Richter, Historical Dictionary of the Civil War and Reconstruction, 2ª ed., Lanham, Maryland, The Scarecrow Press, Inc., 2012, ISBN 978-0-8108-7817-4.
- William Warren Rogers e Leah Rawls Atkins, Alabama: The History of a Deep South State, University Alabama Press, 2010, ISBN 978-0-8173-5598-2.
- A Renehan e J C Lowry, The Oral Tumours of two American Presidents: What If They Were Alive Today?, in Journal of the Royal Society of Medicine, vol. 88, n. 7, luglio 1995, PMC 1295266, PMID 7562805.
- Richard K. Scher, Politics in the New South: Republicanism, Race and Leadership in the Twentieth Century, New York, Routledge, 2015  [1997], ISBN 978-1-56324-848-1.
- Arthur, Jr. Schlesinger (a cura di), History of U.S. Political Parties, vol. 2, 1973.
- John Y. Simon, The Papers of Ulysses S. Grant, Volume 02: April–September 1861, su digital.library.msstate.edu, vol. 2, Mississippi State University Online Edition, Southern Illinois University Press, 1969. URL consultato il 19 dicembre 2017 (archiviato dall'url originale l'8 aprile 2016).
- John Y. Simon, Ulysses S. Grant, in Henry Graff (a cura di), The Presidents: A Reference History, 7th, 2002,  pp. 245-260, ISBN 0-684-80551-0.
- Brooks D. Simpson, Ulysses S. Grant: Triumph Over Adversity, 1822–1865, Boston, Massachusetts, Houghton Mifflin, 2014  [2000], ISBN 0-395-65994-9.
- Jean Edward Smith, Grant, New York, Simon & Schuster, 2001, ISBN 0-684-84927-5.
- Mary Ellen Snodgrass (a cura di), The Civil War Era and Reconstruction: An Encyclopedia of Social, Political, Cultural and Economic History, New York, Routledge, 2015.
- M. Scott Taylor, Buffalo Hunt: International Trade and the Virtual Extinction of the North American Bison, in The American Economic Review, vol. 101, n. 7, dicembre 2011, JSTOR 41408734.
- Shannon Venable, Gold: A Cultural Encyclopedia, ABC-CLIO, 2011, ISBN 978-0-313-38430-1.
- Henry G. Waltmann, Circumstantial Reformer: President Grant & the Indian Problem, in Arizona and the West, vol. 13, n. 4, Winter 1971, JSTOR 40168089.
- Xi Wang, The Trial of Democracy: Black Suffrage and Northern Republicans, 1860–1910, Athens (Georgia), The University of Georgia Press, 1997, ISBN 978-0-8203-4206-1.
- Joan Waugh, U.S. Grant: American Hero, American Myth, The University of North Carolina Press, 2009, ISBN 978-0-8078-3317-9.
- Allen Weinstein, Was There a 'Crime of 1873'?: The Case of the Demonetized Dollar, in Journal of American History, vol. 54, n. 2, 1967, JSTOR 1894808.
- Ronald C. White, American Ulysses: A Life of Ulysses S. Grant, Random House Publishing Group, 2016, ISBN 978-1-58836-992-5.
- C. Vann Woodward, The Lowest Ebb, in American Heritage, vol. 8, n. 3, aprile 1957, ISBN 978-0-8203-0933-0, ISSN 0002-8738 (WC · ACNP).
- Alexander T. Haimann, 5-cent Grant, su arago.si.edu, Smithsonian National Postal Museum, 2006. URL consultato il 14 novembre 2016 (archiviato dall'url originale il 20 maggio 2016).
- Three Great American Disinflations: 1. introduction, su federalreserve.gov, U.S.Federal Reserve Board. URL consultato il 17 dicembre 2016.
- Today’s historians have a higher opinion of Ulysses S. Grant, collana The Economist, 5 ottobre 2017.

### Esercito
- Stephen V. Ash, Chapter 15: Civil War Exodus: The Jews and Grant's General Order No. 11, in Jews and the Civil War: A Reader, New York, New York University Press, 2010,  pp. 363-384, ISBN 978-0-8147-0859-0.
- William L. Barney, The Oxford Encyclopedia of the Civil War, Oxford, Oxford University Press, Inc, 2011, ISBN 0-19-978201-6.
- Edward H. Bonekemper, Grant and Lee, Washington DC, Regnery History, 2012, ISBN 978-1-62157-010-3.
- Bruce Catton, This Hallowed Ground: A History of the Civil War, New York, Stato di New York, Vintage Books, 1998, ISBN 978-0-307-94708-6.
- Bruce Catton, The Civil War, New York, American Heritage, 1960, ISBN 0-618-00187-5.
- Bruce Catton, Terrible Swift Sword, New York, Doubleday, 1963, ISBN 978-1-84212-293-8, OCLC 7474086.
- Bruce Catton, Grant Takes Command, Boston, Little, Brown, 1968, ISBN 0-316-13210-1.
- David Coffey, The Encyclopedia of North American Indian Wars, 1607–1890: A Political, Social, and Military History, a cura di Spencer C. Tucker, vol. 1, Santa Barbara (California), ABC-CLIO, 2011, ISBN 978-1-85109-697-8.
- George W. Cullum, Biographical Register of the Officers and Graduates of the U.S. Military Academy, su books.google.com, Boston, Houghton Mifflin And Company, 1891.
- James Donovan, A Terrible Glory: Custer and the Little Bighorn – The Last Great Battle of the American West, Boston, Little, Brown, 2008, ISBN 978-0-316-06747-8.
- William Farina, Ulysses S. Grant, 1861–1864: His Rise from Obscurity to Military Greatness, Jefferson, North Carolina, McFarland & Co, 2007, ISBN 978-0-7864-2977-6.
- Charles Bracelen Flood, Grant and Sherman: The Friendship That Won the Civil War, New York, Harper Perennial, 2005, ISBN 0-06-114871-7.
- Norman Friedman, U.S. Battleships: An Illustrated Design History, Annapolis, Maryland, United States Naval Institute, 1985, ISBN 0-87021-715-1.
- Winston Groom, Shiloh 1862, National Geographic Society, 2012, ISBN 978-1-4262-0879-9.
- Lloyd Lewis, Captain Sam Grant, Boston, Little, Brown, 1950, ISBN 0-316-52348-8.
- Robert R. McCormick, Ulysses S. Grant The Great Soldier of America, New York, D. Appleton-Century Company Incorporated, 1934.
- Clayton R. Newell e Charles R. Shrader, Of Duty Well and Faithfully Done: A History of the Regular Army in the Civil War, University of Nebraska, Board of Regents of the University of Nebraska, 2011, ISBN 978-0-8032-1910-6.
- Jonathan D. Sarna, When General Grant Expelled the Jews, New York, Schocken Books, 2012a, ISBN 978-0-8052-4279-9.
- Jonathan D. Sarna, When Gen. Grant Expelled the Jews, in Slate, 13 marzo 2012b.
- Tucker, Spencer C. (a cura di), The Encyclopedia of the Mexican-American War: A Political, Social, and Military History, vol. 1, Santa Barbara (California), ABC-CLIO, 2013, ISBN 978-1-85109-853-8.
- Joseph Wheelan, Bloody Spring: Forty Days that Sealed the Confederacy's Fate, Boston, Da Capo Press, 2014, ISBN 978-0-306-82206-3.

### Fonti primarie
- Ulysses S. Grant, Personal Memoirs of U.S. Grant, C.L. Webster & Co., 1885. – Many editions in paper and online; ends in 1865
- John Y. Simon (a cura di), The Papers of Ulysses S. Grant, su digital.library.msstate.edu, Mississippi State University Online Edition, 1967–2009. URL consultato il 25 dicembre 2017 (archiviato dall'url originale il 13 ottobre 2016).
- Gerhard Peters e John T. Woolley, 1868 Democratic Party Platform, su presidency.ucsb.edu, The American Presidency Project, 2018b. URL consultato il 25 dicembre 2017 (archiviato dall'url originale il 3 agosto 2015).
- Gerhard Peters e John T. Woolley, Republican Party Platform of 1868, su presidency.ucsb.edu, The American Presidency Project, 2018a. URL consultato il 25 dicembre 2017 (archiviato dall'url originale il 22 dicembre 2017).
- John Russell Young, Around the World with General Grant, Vol. I, New York, The American News Company, 1879a.

### Storiografia
- Edward H. Bonekemper, The Butcher's Bill: Ulysses S. Grant Is Often Referred to as a 'Butcher,' But Does Robert E. Lee Actually Deserve That Title?, in Civil War Times, vol. 52, n. 1, aprile 2011,  pp. 36-43, OCLC 67618265.
- Daniel C. Diller, Guide to the Presidency, a cura di Michael Nelson, New York, Routledge, 1996, ISBN 1-56802-018-X.
- Eric Foner, 'The Man Who Saved the Union: Ulysses Grant in War and Peace' by H. W. Brands (book review), in The Washington Post, Washington, D.C., 2 novembre 2012, ISSN 0190-8286 (WC · ACNP) (archiviato dall'url originale il 10 novembre 2013).
- Eric Foner, Why Reconstruction Matters, in New York Times Opinion, 28 marzo 2015a.
- Eric Foner, Ulysses S. Grant Died 130 Years Ago. Racists Hate Him, But Historians No Longer Do., Huffington Post, 23 luglio 2015b.
- Benjamin Herrold, Grant's Farm in St. Louis offers history, family entertainment, su missourifarmertoday.com, Missouri Farmer Today, 9 aprile 2017. URL consultato il 25 dicembre 2017 (archiviato dall'url originale il 15 aprile 2017).
- Linda Lawrence Hunt, 'American Ulysses' writer Ronald C. White explains why Grant is so often misunderstood, in The Christian Science Monitor, Boston, Massachusetts, The Christian Science Monitor, 27 luglio 2017.
- Mike Kaplan, Grant's Drinking or... The Beast That Will Not Die, in Journal of Military History, vol. 79, n. 4, ottobre 2015,  pp. 1109-1119.
- Lynn Fabian Lasner, The Rise and Fall and Rise of Ulysses S. Grant, in Humanities, vol. 23, n. 1, gennaio 2002. URL consultato il 25 dicembre 2017 (archiviato dall'url originale il 26 dicembre 2017).
- John M. Osborne e Christine Bombaro, Forgotten Abolitionist: John A. J. Creswell of Maryland (PDF), su scholar.dickinson.edu, Carlisle, PA, Dickinson College, 2015. URL consultato il 25 dicembre 2017 (archiviato dall'url originale il 18 gennaio 2017).
- Kay Price e Marian Hendricks, Galena, Charleston, South Carolina, Arcadia Publishing, 2007, ISBN 978-0-7385-5114-2.
- Ethan S. Rafuse, Still a Mystery? General Grant and the Historians, 1981–2006, in Journal of Military History, vol. 71, n. 3, luglio 2007,  pp. 849-874, DOI:10.1353/jmh.2007.0230.
- Henry M. W. Russell, The Memoirs of Ulysses S. Grant: The Rhetoric of Judgment, in Virginia Quarterly Review, vol. 66, n. 2, Spring 1990,  pp. 189-209, ISSN 0042-675X (WC · ACNP).
- T. J. Stiles, Ulysses S. Grant: New Biography of 'A Nobody From Nowhere', in New York Times, 19 ottobre 2016.
- Edmund Wilson, Patriotic Gore: Studies in the Literature of the American Civil War, 1962, ISBN 0-393-31256-9.
- Jonathan Zimmerman, Why should we pay our ex-presidents?, in Chicago Tribune, 12 novembre 2010. URL consultato il 23 novembre 2016 (archiviato dall'url originale il 25 dicembre 2017).
- General Ulysses S. Grant Memorial, (sculpture), in CollectionsSearchCenter, Smithsonian Institution, 2014.
- The Brink of Extinction—and recovery, in Bison Ecology, National Park Service, Yellowstone National Park. URL consultato il 26 dicembre 2016.
- Ulysses S. Grant Memorial, su aoc.gov, U. S. Government: Capitol Visiting Center. URL consultato il 27 giugno 2016.